# الثورة الصناعية

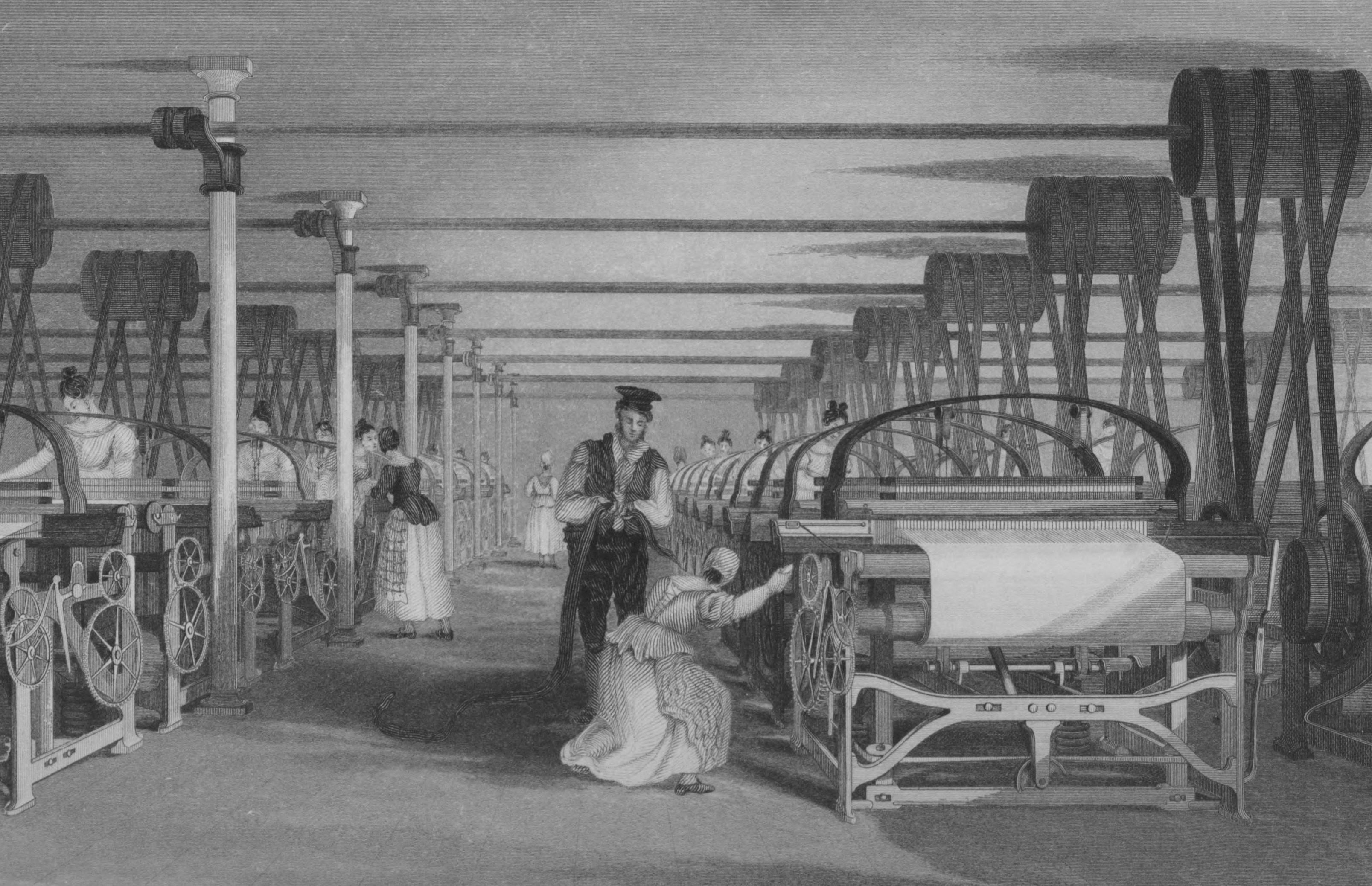
منسج روبرتس في ورشة للنسيج سنة 1835. كانت المنسوجات هي الصناعة الرائدة في الثورة الصناعية، وكانت المصانع الآلية التي تعمل بالناعور أو المحرك البخاري هي أماكن العمل الجديد.

الثورة الصناعية هي انتشار وإحلال المكننة محل العمل اليدوي. شهدت أوروبا الغربية خلال القرن الثامن عشر نهضة علمية شاملة فتنوعت الأبحاث والتجارب لتشمل مختلف فروع العلم ولتؤدي إلى اختراعات واكتشافات مهمة كانت السبب المباشر في قيام الثورة الصناعية خلال القرن التاسع عشر من عمليات التصنيع الكيميائي الجديدة وإنتاج الحديد، وازدياد استخدام الطاقة البخارية والمائية وتطوير أدوات الآلات وظهور نظام المصنع الميكانيكي. أدت الثورة الصناعية أيضًا إلى ارتفاع غير مسبوق في معدل النمو السكاني، وكذلك كان لها الأثر البالغ على الحياة الاقتصادية والاجتماعية والسياسية سواء في أوروبا أو خارجها.
كانت المنسوجات هي الصناعة المهيمنة في الثورة الصناعية من حيث العمالة وقيمة الإنتاج ورأس المال المستثمر. فكانت صناعة النسيج أول من استخدم طرق الإنتاج الحديثة.:40
بدأت الثورة الصناعية في بريطانيا العظمى، فكانت العديد من الابتكارات التقنية من أصل بريطاني. حتى أضحت في منتصف القرن الثامن عشر الدولة التجارية الرائدة في العالم، وسيطرت على إمبراطورية تجارية عالمية مع مستعمرات في أمريكا الشمالية ومنطقة البحر الكاريبي، وهيمنة عسكرية وسياسية كبيرة على شبه القارة الهندية، لا سيما مع بنغال المغولية منطقة التصنيع الأولي، من خلال أنشطة شركة الهند الشرقية. فتطور التجارة وظهور المشاريع هي من الأسباب الرئيسية للثورة الصناعية.:15
مثلت الثورة الصناعية نقطة تحول رئيسية في التاريخ. تقريبا فإن كل جانب من جوانب الحياة اليومية تأثر بها بطريقة ما. وبالذات بدأ متوسط الدخل والسكان يُظهرون نموًا مستدامًا غير مسبوق. قال بعض الاقتصاديين إن أهم تأثير للثورة الصناعية هو أن مستوى المعيشة لجميع السكان في العالم الغربي بدأ في الارتفاع باستمرار لأول مرة في التاريخ، على الرغم من أن آخرين قالوا إنه لم يبدأ في التحسن بشكل ملموس حتى أواخر القرن التاسع عشر وبداية العشرين.
كان نصيب الفرد من الناتج المحلي الإجمالي مستقرًا بشكل عام قبل الثورة الصناعية وظهور الاقتصاد الرأسمالي الحديث، بينما بدأت الثورة الصناعية حقبة من النمو الاقتصادي للفرد في الاقتصادات الرأسمالية. واتفق المؤرخون الاقتصاديون على أن اندلاع الثورة الصناعية هي أهم حدث في تاريخ البشرية منذ تدجين الحيوانات والنباتات.
لا تزال بداية ونهاية الثورة الصناعية محل نقاش بين المؤرخين، وكذلك وتيرة التغيرات الاقتصادية والاجتماعية. رأى إريك هوبسباوم أن الثورة الصناعية بدأت في بريطانيا في ثمانينيات القرن الثامن عشر ولم يتم الشعور بها بالكامل حتى ثلاثينيات أو أربعينيات القرن التاسع عشر، بينما أكد تي إس أشتون أنها حدثت ما بين 1760 - 1830. بدأ التصنيع السريع لأول مرة في بريطانيا، بدءًا بالغزل الآلي في ثمانينيات القرن الثامن عشر، مع معدلات نمو عالية في الطاقة البخارية وإنتاج الحديد بعد 1800. وانتشر إنتاج المنسوجات الآلي من بريطانيا العظمى إلى القارة الأوروبية والولايات المتحدة أوائل القرن التاسع عشر مع ظهور مراكز مهمة للمنسوجات والحديد والفحم في بلجيكا والولايات المتحدة ثم المنسوجات لاحقًا في فرنسا.
حدث ركود اقتصادي من أواخر ثلاثينيات القرن التاسع عشر إلى أوائل أربعينيات القرن التاسع عشر عندما تباطأ اعتماد الابتكارات المبكرة للثورة الصناعية مثل الغزل والنسيج الآليين، ونضجت أسواقها. فانتقلت الابتكارات أواخر تلك الفترة إلى القاطرات والقوارب البخارية والبواخر وصهر الحديد الساخن والتقنيات الجديدة مثل التلغراف الكهربائي الذي ظهر على نطاق واسع في أربعينيات وخمسينيات القرن التاسع عشر. ولكن لم تكن كافية لدفع معدلات عالية من نمو. ثم بدأ النمو الاقتصادي السريع في الحدوث بعد 1870، نتيجة لمجموعة جديدة من الابتكارات فيما يسمى بالثورة الصناعية الثانية. تضمنت هذه الابتكارات عمليات تصنيع الصلب الجديدة، والإنتاج الشامل وخطوط التجميع وأنظمة الشبكات الكهربائية والتصنيع العالي لأدوات الآلات، وازدياد استخدام الآلات المتقدمة في المصانع التي تعمل بالبخار.

## أصل الكلمة
أول استخدام مثبت لمصطلح «الثورة الصناعية» كان في رسالة بتاريخ 6 يوليو 1799 كتبها المبعوث الفرنسي لويس غيوم أوتو، معلناً أن فرنسا قد دخلت في سباق التصنيع. وقال ريموند وليامز في 1976 في كتابه: «مفردات الثقافة والمجتمع» في مدخل «الصناعة»: كانت فكرة نظام اجتماعي جديد قائم على التغيير الصناعي الرئيسي واضحة في ساوذي وأوين بين 1811 و 1818، وضمنية مع بليك أواخر القرن السابع عشر ووردزورث في مطلع القرن [التاسع عشر]. أصبح مصطلح الثورة الصناعية المطبق على التغيير التكنولوجي أكثر شيوعًا في ثلاثينيات القرن التاسع عشر، كما هو الحال في وصف جيروم أدولف بلانكي في 1837 لـ "la révolution industrielle".
تحدث فريدريك إنجلز في كتابه حالة الطبقة العاملة في إنجلترا سنة 1844 عن «ثورة صناعية، ثورة تغير في نفس الوقت المجتمع المدني بأسره». ومع أن إنجلز كتب كتابه في أربعينيات القرن التاسع عشر، إلا أنه لم يُترجم إلى الإنجليزية حتى أواخر القرن التاسع عشر، ولم يكن تعبيره يدخل لغة الحياة اليومية حتى ذلك الحين. قد يُمنح الفضل في تعميم المصطلح إلى أرنولد توينبي الذي قدمت محاضراته في 1881 وصفاً مفصلاً للمصطلح.
يجادل مؤرخون ومؤلفون اقتصاديون مثل مندلز وبوميرانز وكريدتي بأن التصنيع الأولي في أجزاء من أوروبا والعالم الإسلامي والهند المغولية والصين خلقت تلك الظروف الاجتماعية والاقتصادية التي أدت إلى الثورة الصناعية، مما تسبب في التباعد الكبير.
ويصر بعض المؤرخين مثل جون كلافام ونيكولاس كرافتس بأن التغيرات الاقتصادية والاجتماعية حدثت تدريجيًا، وأن مصطلح الثورة تسمية خاطئة. لا يزال هذا موضوعًا للنقاش بين بعض المؤرخين.

## المتطلبات
ستة عوامل سهلت التصنيع:
- مستويات عالية من الإنتاجية الزراعية لتوفير العمالة الزائدة والغذاء.
- مجموعة من المهارات الإدارية وريادة الأعمال.
- الموانئ والأنهار والقنوات والطرق المتاحة لنقل المواد الخام والمخرجات بثمن بخس.
- الموارد الطبيعية مثل الفحم والحديد والشلالات.
- الاستقرار السياسي والنظام القانوني الذي يدعم الأعمال التجارية.
- ورأس المال المالي المتاح للاستثمار.

بمجرد بدء التصنيع في بريطانيا العظمى، يمكن إضافة عوامل جديدة: حرص أصحاب الأعمال البريطانيين على تصدير الخبرة الصناعية والاستعداد لاستيراد العملية. استوفت بريطانيا المعايير وصنعت ابتداء من القرن الثامن عشر. وصدرت تلك المهارة إلى أوروبا الغربية (خاصة بلجيكا وفرنسا والولايات الألمانية) أوائل القرن التاسع عشر. نسخت الولايات المتحدة النموذج البريطاني في أوائل القرن التاسع عشر وقامت اليابان بنسخ النماذج الأوروبية الغربية في أواخر القرن التاسع عشر.

## التطورات التقنية الهامة
ارتبط اندلاع الثورة الصناعية ارتباطًا وثيقًا بعدد صغير من الابتكارات، بدءًا من النصف الثاني من القرن الثامن عشر، وحتى ثلاثينيات القرن التاسع عشر تم تحقيق المكاسب التالية في التقنيات المهمة:
- المنسوجات – أدى ميكانيكية غزل القطن بطاقة البخار أو الماء إلى زيادة إنتاج العمال بحوالي 500 مرة. زادت المناسج الآلية التي تعمل بالطاقة من إنتاج العمال بأكثر من 40 مرة.[33] زاد محلج القطن من إنتاجية إزالة البذور من القطن بمعامل 50.[21] كما حدثت مكاسب كبيرة في الإنتاجية في غزل ونسج الصوف والكتان، لكنها لم تكن كبيرة مثل القطن.[1]

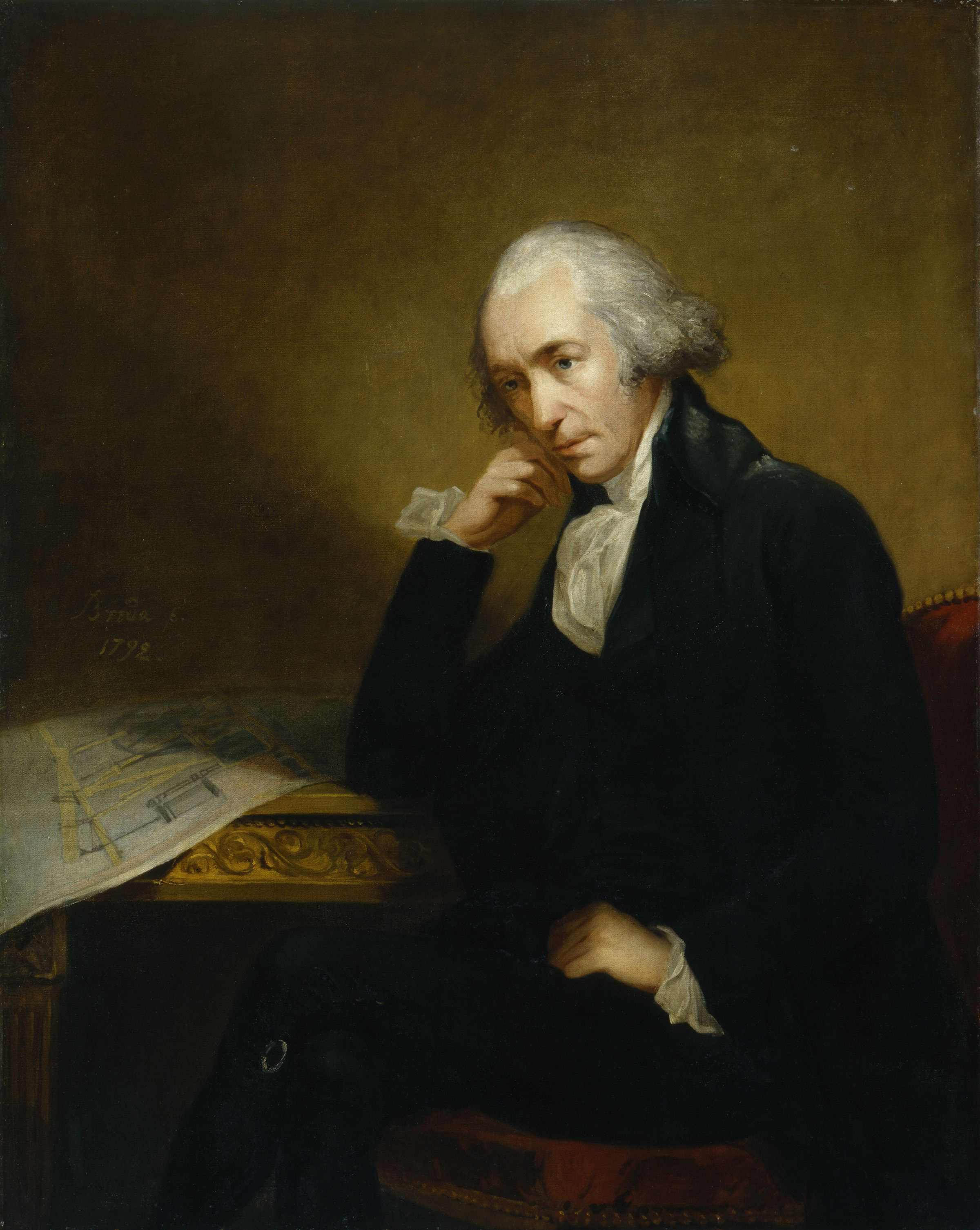
قام جيمس واط بتحسين محرك نيوكمان البخاري 1712 بمحرك واط البخاري سنة 1781

- الطاقة البخارية - زادت كفاءة المحركات البخارية بحيث أصبحت تستخدم ما بين 1/5 إلى 1/10 من وقودها السابق. فامكانية تكييف المحركات البخارية الثابتة بحركتها الدوارة جعلها قابلة للاستخدامات الصناعية.[1]:82 ولمحرك الضغط العالي نسبة عالية من القوة مقابل الوزن، مما جعله مناسبًا للنقل.[22] خضعت الطاقة البخارية لتوسع سريع بعد 1800.
- صناعة الحديد - أدى استخدام الفحم النباتي بديلا عن الفحم الحجري إلى خفض تكلفة الوقود لإنتاج الحديد الزهر والمطاوع.[1]:89–93 كما سمح استخدام فحم الكوك بأفران صهر أكبر،[34][35] مما أعطى وفورات الحجم. بدأ استخدام المحرك البخاري لضخ المياه ولتشغيل الهواء المنفجر في منتصف الخمسينيات من القرن الثامن عشر، مما أتاح زيادة كبيرة في إنتاج الحديد من خلال التغلب على محدودية الطاقة المائية.[36] واستخدمت أسطوانة النفخ المصنوعة من الحديد الزهر لأول مرة سنة 1760. وقد تم تحسينها لاحقًا بجعلها مزدوجة المفعول مما سمح بارتفاع درجات حرارة الفرن العالي. أنتجت عملية التخمير حديدًا هيكليًا بتكلفة أقل من معامل الحدادة.[37] كانت مطحنة الدرفلة أسرع بخمسة عشر مرة من مطرقة الحديد المطاوع. أعطت عمليات الانفجار الساخن (1828) إلى زيادة كفاءة الوقود بشكل كبير في إنتاج الحديد في العقود التالية.
- اختراع الأدوات الآلية - تم اختراع الأدوات الآلية الأولى. تضمنت مخرطة القطع اللولبية وآلة حفر الأسطوانة وآلة التفريز. جعلت الأدوات الآلية التصنيع الاقتصادي للأجزاء المعدنية الدقيقة ممكنًا، على الرغم من أن تطوير تلك التقنيات الفعالة استغرق عدة عقود.[38]

### صناعة المنسوجات

#### إحصاءات صناعة النسيج البريطانية

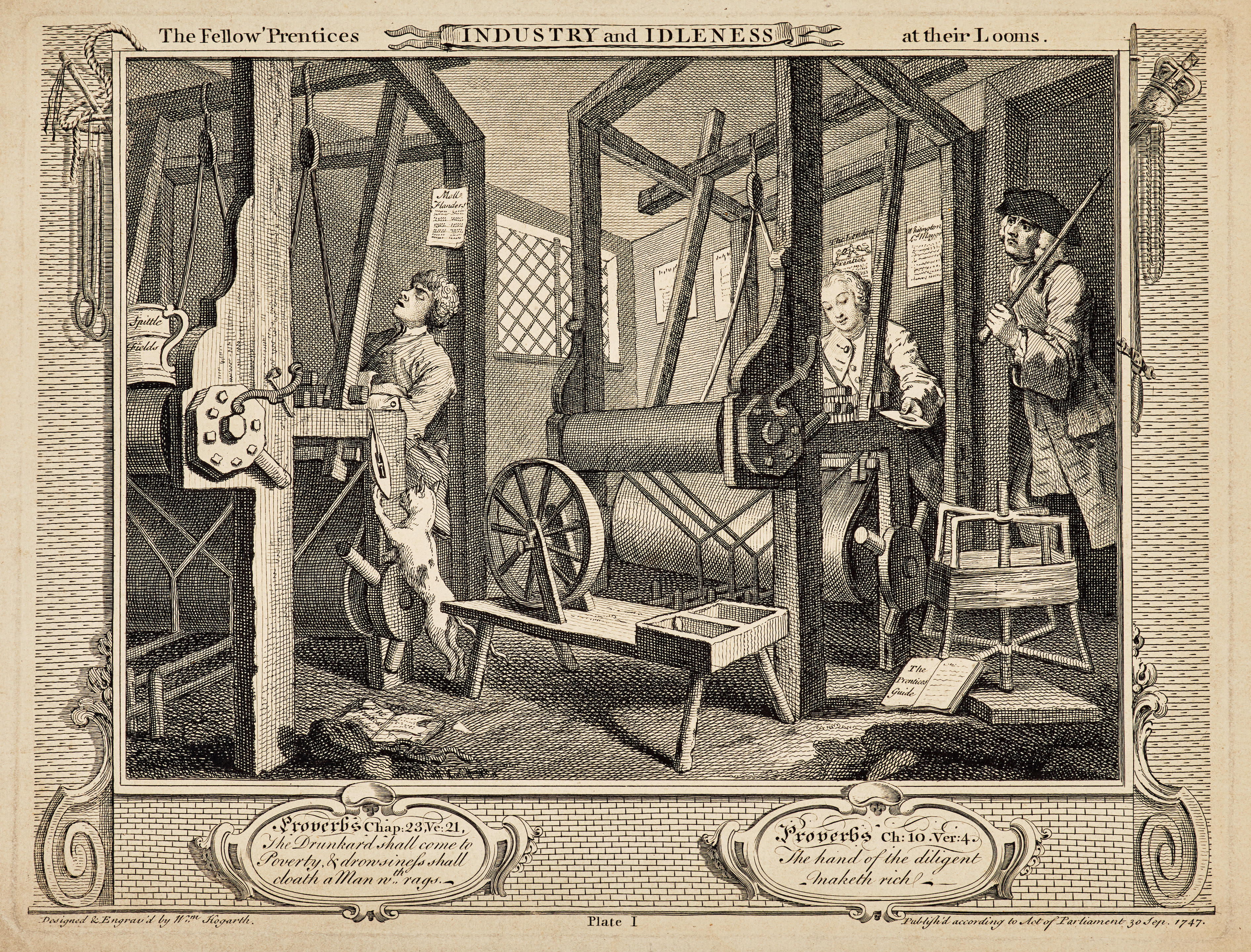
نسج يدوي سنة 1747 رسم وليم هوجرت

استوردت بريطانيا في 1750 حوالي 2,5 مليون رطل من القطن الخام، تم غزل معظمها ونسجها عن طريق الصناعة المنزلية في لانكشاير في منازل العمال أو في بعض الأحيان في متاجر النساجين الرئيسيين. ثم بلغ استهلاك القطن الخام 22 مليون رطل في سنة 1787، حيث كان تنظيفها وتمشيطها وغزلها على الآلات.:41–42 واستخدمت صناعة المنسوجات البريطانية 52 مليون رطل من القطن في 1800، ثم ارتفعت إلى 588 مليون رطل في 1850.
بلغت حصة القيمة المضافة من صناعة المنسوجات القطنية في بريطانيا 2,6٪ في 1760، و 17٪ في 1801 ثم 22.4٪ سنة 1831. أما في صناعة الصوف البريطاني فبلغت القيمة المضافة 14.1٪ سنة 1801. وكان عدد مصانع القطن في بريطانيا 900 مصنع في 1797. وقد صدرت بريطانيا في 1760 مايقرب من ثلث الأقمشة القطنية المصنعة فيها، ثم ارتفع إلى الثلثين سنة 1800. وبلغت كمية القطن المغزول 5,1 مليون رطل في 1781، ثم ارتفع إلى 56 مليون رطل سنة 1800. بلغت نسبة إنتاج القماش القطني العالمي من آلات اخترعت في بريطانيا في 1800 أقل من 0.1٪. وكان هناك 50 ألف مغزل في بريطانيا سنة 1788، ثم ارتفع إلى 7 ملايين خلال الثلاثين عامًا التالية.
كانت الأجور في لانكشاير -وهي منطقة أساسية للصناعة المنزلية، ثم لاحقا مركز لمصانع الغزل والنسيج- حوالي ستة أضعاف الموجودة في الهند في 1770، في حين كانت الإنتاجية الإجمالية في بريطانيا أعلى ثلاث مرات من الهند.

#### القطن
تمتعت أجزاء من الهند والصين وأمريكا الوسطى وأمريكا الجنوبية والشرق الأوسط بتاريخ طويل في الصناعة اليدوية للمنسوجات القطنية، والتي أصبحت صناعة رئيسية في وقت ما بعد سنة 1000 ميلادي. وفي المناطق الاستوائية وشبه الاستوائية حيث بدايتها، كان معظم المزارعين الصغار يزرعونها بجوار محاصيلهم الغذائية، ثم يتم غزلها ونسجها في المنازل، وكانت إلى حد كبير للاستهلاك المحلي. وفي القرن الخامس عشر بدأت الصين بمطالبة الأسر بدفع جزء من ضرائبها على القماش القطني. وبحلول القرن السابع عشر كان جميع الصينيين يستخدمون الملابس القطنية. واستخدم القماش القطني وسيلة للمقايضة في كل مكان تقريبًا. وفي الهند تم تصنيع كمية كبيرة من المنسوجات القطنية للأسواق البعيدة، غالبًا ما ينتجها النساجون المحترفون. كما يمتلك بعض التجار ورش عمل صغيرة للنسيج. أنتجت الهند مجموعة متنوعة من الأقمشة القطنية بعضها ذو جودة عالية.
قبل زراعته في المزارع الاستعمارية في الأمريكتين كانت أوروبا تجد صعوبات للحصول على القطن الخام. وقد وجد المستكشفون الأسبان الأوائل أن الأمريكيين الأصليين يزرعون أنواعًا غير معروفة من القطن عالي الجودة: قطن جزيرة البحر (أو القطن المصري) والقطن المرتفع الأخضر المصنف Gossypium hirsutum. ينمو قطن جزر البحر في بيئات استوائية وفي الجزر الحاجزة في جورجيا وكارولينا الجنوبية، ولكن من الصعب زراعته في الداخل. وقد بدأ تصديره من بربادوس في خمسينيات القرن السادس عشر. نما القطن المصنوع من البذور الخضراء في المرتفعات جيدًا في المناطق الداخلية بجنوب الولايات المتحدة، ولكن لم يكن اقتصاديًا بسبب صعوبة إزالة البذور، وهي مشكلة تم حلها بواسطة محلج القطن.:157 وقد جلبت سلالة من بذور القطن من المكسيك لاستزراعها في ناتشيز (مسيسيبي) في 1806. مما أهل ولاية مسيسيبي بأن تصبح المادة الوراثية الأصل لأكثر من 90٪ من القطن العالمي اليوم. فبذورها تنتج أسرع بثلاث إلى أربع مرات في القطف.

#### التجارة والمنسوجات

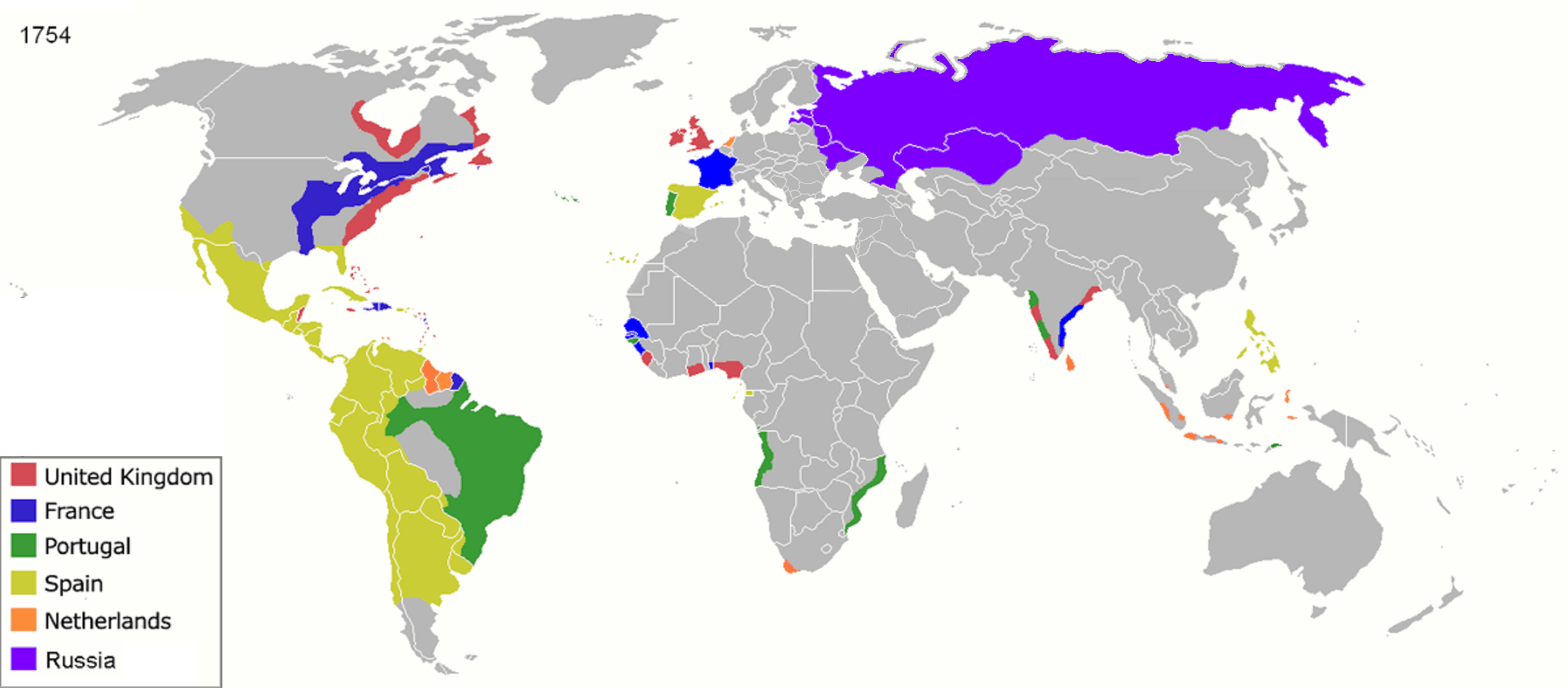
الإمبراطوريات الاستعمارية الأوروبية في بداية الثورة الصناعية حيث فُرضت الحدود السياسية الحديثة.

أعقب عصر الاكتشاف فترة من الاستعمار بدأت في حوالي القرن السادس عشر. بعد اكتشاف البرتغاليين طريقًا تجاريًا إلى الهند حول جنوب إفريقيا، وأنشأ الهولنديون شركة الهند الشرقية الهولندية (بالهولندية: Verenigde Oostindische Compagnie) (اختصار VOC)، وهي أول شركة عالمية وأول شركة متعددة الجنسيات في العالم تصدر أسهمًا إلى الجمهور. أسس البريطانيون فيما بعد شركة الهند الشرقية إلى جانب شركات أصغر من جنسيات مختلفة أسست مراكز تجارية ووكلاء للعمل في التجارة في جميع أنحاء منطقة المحيط الهندي وبين منطقة المحيط الهندي وشمال المحيط الأطلسي أوروبا.
كان أحد أكبر قطاعات هذه التجارة هو قطاع المنتجات القطنية، حيث تُشتَرى من الهند وتباع في جنوب شرق آسيا، ومن ضمنها الأرخبيل الإندونيسي حيث تُشتَرى التوابل وتباع في جنوب شرق آسيا وأوروبا. بحلول منتصف ستينيات القرن التاسع عشر كان القماش أكثر من ثلاثة أرباع صادرات شركة الهند الشرقية. فالمنسوجات الهندية مطلوبة في منطقة شمال الأطلسي في أوروبا حيث كان الصوف والكتان متاحين في السابق؛ ولكن كانت سلع القطن المستهلكة في أوروبا الغربية ضئيلة حتى بداية القرن التاسع عشر.

#### إنتاج المنسوجات الأوروبية المميكنة مسبقًا

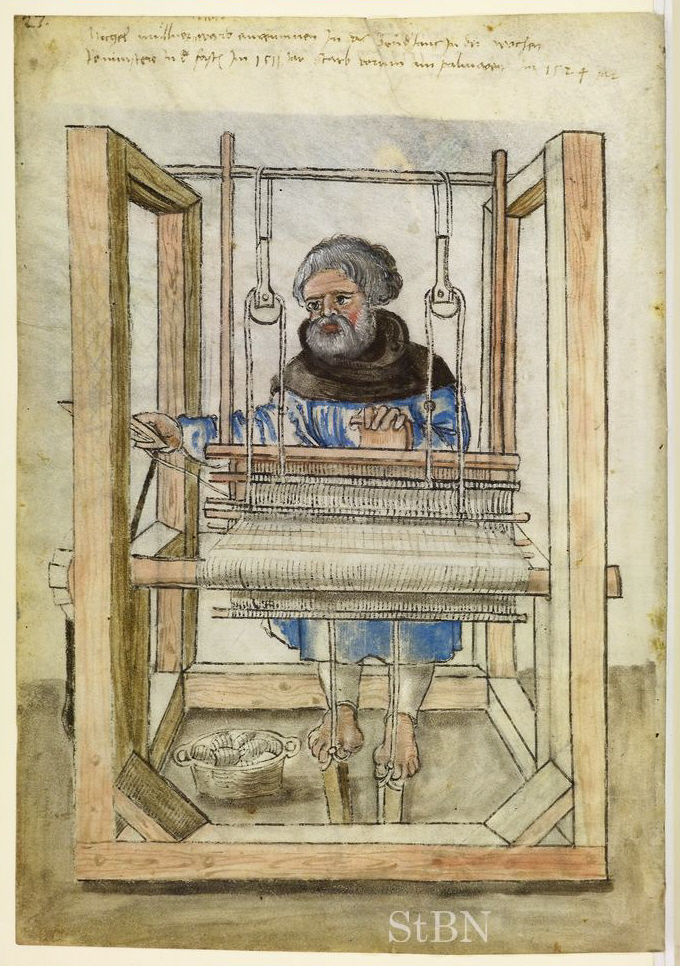
نساج في نورنبرغ، حوالي 1524

بدأ اللاجئون الفلمنكيون سنة 1600 بنسج القماش القطني في المدن الإنجليزية حيث كانت معامل غزل ونسج الصوف والكتان راسخة؛ ولم تعترضهم النقابات التي لم تعتبر القطن تهديدًا. والمحاولات الأوروبية السابقة في غزل القطن والنسيج كانت في إيطاليا في القرن الثاني عشر وجنوب ألمانيا في القرن الخامس عشر، لكن تلك الصناعات انتهت عندما انقطع إمداد القطن. فزرع الأندلسيون وغزلوا ونسجوا القطن بداية من القرن العاشر تقريبًا.
لم يستطع القماش البريطاني منافسة القماش الهندي لأن تكلفة العمالة في الهند كانت تقريبًا من خمس إلى سدس تكلفة العمالة البريطانية. فأصدرت الحكومة البريطانية قوانين كاليكو خلال سنوات 1700-1721 لحماية صناعات الصوف والكتان المحلية من الكميات المتزايدة من الأقمشة القطنية المستوردة من الهند.
بدأت تلبية الطلبات على الأقمشة الثقيلة من مصانع محلية مقرها لانكشاير تنتج قماش فوستيان، وهو قماش من فتلة الكتان ولحمة قطنية. بحيث يكون الكتان في الالتفاف لأن القطن المغزول على عجلات ليست له القوة الكافية، لكن المزيج الناتج لن يكون ناعمًا 100٪ مثل القطن، وهو أكثر صعوبة في الخياطة.
عشية الثورة الصناعية كان الغزل والنسيج المنزلي للاستهلاك المحلي، أما التصنيع المنزلي فكان من خلال نظام العمل بالباطن [الإنجليزية]. وأحيانا كان يتم العمل في ورشة عمل النساج الرئيسي. ففي نظام العمل بالباطن كان العمال ينسجون من المنزل بموجب عقد مع البائعين التجار، الذين غالبًا ما يزودونهم بمواد الخام. تقوم النساء -عادة زوجات المزارعين- خارج الموسم بالغزل ويقوم الرجال بالنسيج. باستخدام عجلة المغزل يستغرق الأمر من أربعة إلى ثمانية مغازل لتزويد منسج واحد.:823

#### اختراع آلات النسيج
ضاعفت البكرة الطائرة الحاصلة على براءة اختراع سنة 1733 من جون كاي مع عدد من التحسينات اللاحقة، ومنها تحسين مهم في 1747 من إنتاج النسيج، مما أدى إلى تفاقم عدم التوازن بين الغزل والنسيج. فقد استخدمت البكرة على نطاق واسع حول لانكشاير بعد 1760 عندما اخترع روبرت كاي ابن جون صندوق الإسقاط مما سهل تغيير ألوان الخيوط.:821–22
حصل لويس بول على براءة اختراع لإطار غزل الأسطوانة ونظام البكرة والنشرة لسحب الصوف بسماكة أكثر تساويًا. وساعده في تطوير تلك التقنية جون وايت من برمنغهام. حيث افتتحا مصنعًا في برمنغهام استخدمت آلة الدرفلة الجديدة التي تدار بحمار. وفي 1743 تم افتتاح مصنع في نورثهامبتون به 50 مغزل على كل من آلات بول ويات الخمسة. استمر هذا العمل حتى حوالي 1764. واخترع كلا من لويس بول ودانيال بورن على اختراع لآلات الندافة في 1748. استنادًا إلى مجموعتين من البكرات التي تتحرك بسرعات مختلفة، تم استخدامها لاحقًا في أول مصنع لغزل القطن. قام ريتشارد أركرايت لاحقا بتطوير اختراع لويس وتحسينه في بالطاقة المائية وصموئيل كرومبتون في مغزله الجديد.

نموذج للمغزل الآلي في متحف في فوبرتال. ابتكرها جيمس هارجريفز سنة 1764، حيث الغزل أحد الابتكارات التي اشعلت الثورة الصناعية.

في عام 1764 في قرية ستانهيل لانكشاير اخترع جيمس هارجريفز مغزل جيني، وحصل على براءة اختراعه في 1770. وكان أول إطار عملي للغزل بمغازل متعددة. عمل مغزل جيني بطريقة مماثلة لعجلة المغزل، عن طريق تثبيت الألياف أولاً ثم سحبها للخارج ثم ليَها. كانت آلة بسيطة ذات إطار خشبي تكلفتها حوالي 6 جنيهات إسترلينية فقط لنموذج مكون من 40 عمود دوران في 1792، وكانت تستخدم بشكل أساسي بواسطة مغزلين بسيطين. أنتج الجيني خيوطًا ملتوية قليلاً مناسبة فقط للحمة وليس الالتواء.:825–27
قام ريتشارد أركرايت بتطوير إطار الغزل أو الإطار المائي الذي قام مع شريكين بتسجيل براءة اختراعه سنة 1769. وكان التصميم يعتمد جزئيًا على آلة الغزل التي تم بناؤها لتوماس هاي بواسطة صانع الساعات جون كاي الذي عينه أركرايت.:827–30 لكل مغزل يستخدم الإطار المائي سلسلة من أربعة أزواج من البكرات، كل منها يعمل بسرعة دوران أعلى على التوالي لسحب الألياف والتي تم لفها بعد ذلك بواسطة المغزل. وكان تباعد الأسطوانة أطول قليلاً من طول الألياف. عمل أول مصنع استخدم إطار الغزل بطاقة الحصان. استخدم أركرايت وشركاؤه الطاقة المائية في مصنعهم في كرومفورد ديربيشاير سنة 1771 وأعطوا الاختراع اسمه.

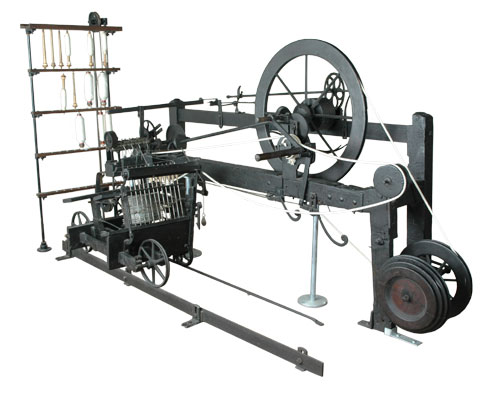
المثال الوحيد الباقي من مغزل البغل، الذي بناه المخترع صموئيل كرومبتون. أنتج المغزل خيطًا عالي الجودة بأقل جهد. متحف بولتون بمانشستر الكبرى

قدم صموئيل كرومبتون اختراعه المسمى مغزل البغل في 1779. وتدل البغل إلى الهجين لأنه كان مزيجًا من مغزلي جيني والإطار المائي، بحيث تكون المغازل على عربة تمر بتسلسل تشغيلي تتوقف خلاله البكرات أثناء حركة العربة بعيدًا عن بكرة السحب لإنهاء سحب الألياف، مع بدء دوران المغازل.:832 كان مغزل البغل قادراً على إنتاج خيوط أنعم من الغزل اليدوي وبتكلفة أقل. وخيوطها المغزولة ذات قوة مناسبة لاستخدامها سداة طولية، وسمح ذلك بريطانيا بأن تنتج خيوط ذات قدرة تنافسية عالية وبكميات كبيرة.:832

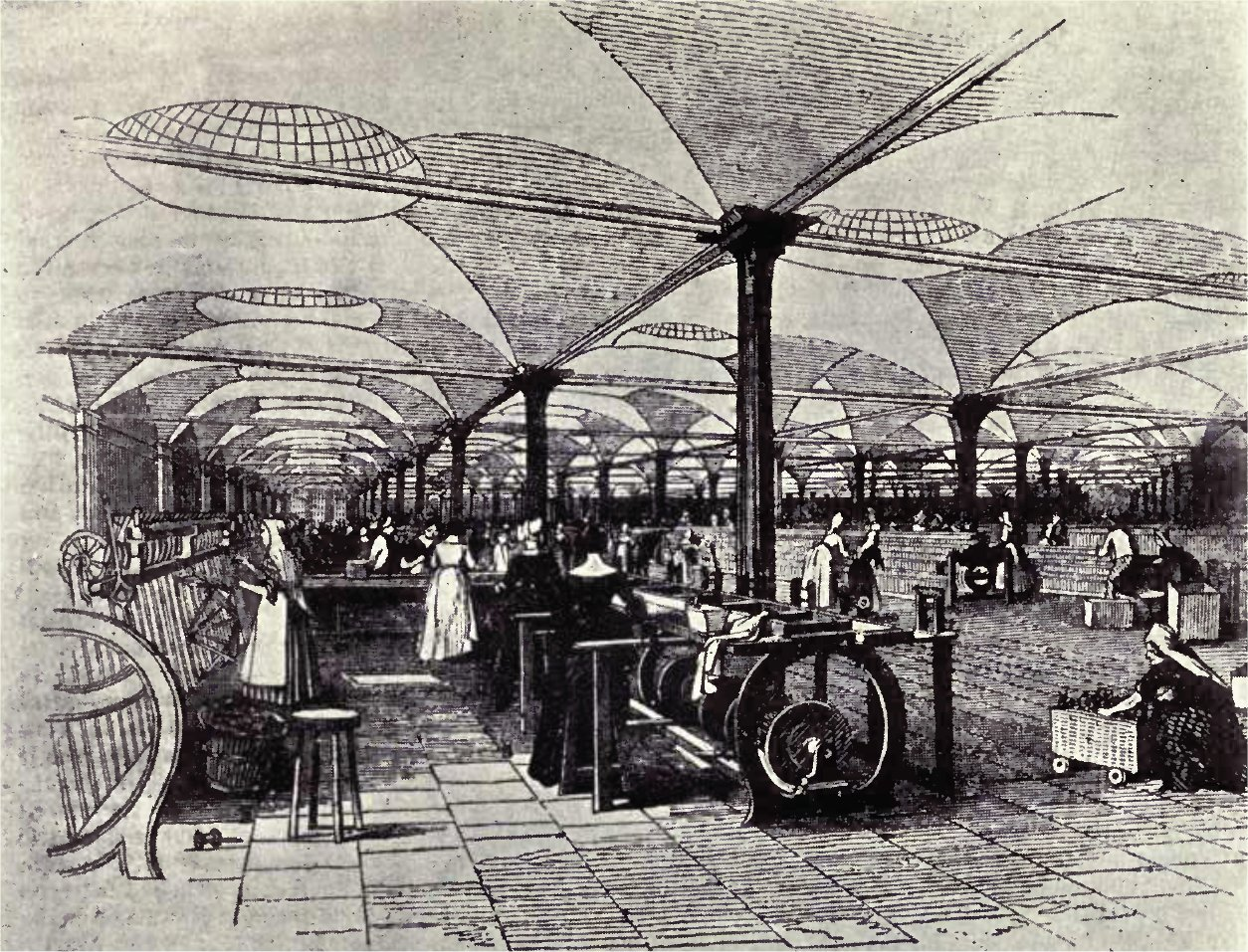
مشهد داخلي لمشغل معبد مارشال في ليدز غرب يوركشاير

وإدراكًا منه أن اختراع أركرايت سيزيد بشكل كبير من المعروض من القطن المغزول وأيضا إلى نقص في النساجين، طور إدموند كارترايت نولًا رأسيًا آليًا حصل على براءة اختراعه سنة 1785. في عام 1776 حصل على براءة اختراع نول يشغله شخصين، وكان أكثر تقليدية.:834 بنى كارترايت مصنعين. الأول احترق والثاني خربه عماله. وتصميم نول كارترايت به العديد من العيوب، أخطرها هو تكسر الخيط. سجل صمويل هوروكس براءة اختراع نول ناجح إلى حد ما في 1813. ثم أتى ريتشارد روبرتس فحسن نول هوروك سنة 1822. وانتج منها أعداد كبيرة.
ازدياد الطلب على القطن أعطى فرصة للمزارعين في جنوب الولايات المتحدة، الذين اعتقدوا أن قطن المرتفعات سيكون محصولًا مربحًا إذا تم العثور على طريقة أفضل لإزالة البذور. استجاب إيلي ويتني للتحدي باختراع محلج القطن الرخيص. يمكن للرجل الذي يستخدم محلج القطن أن يزيل البذور من قطن المرتفعات في يوم واحد أكثر بكثير مما كان يفعله سابقًا. ويعمل بمعدل رطل واحد من القطن يوميًا، وهو عمل شهرين للمرأة.
استفاد رواد الأعمال من هذه التطورات، وأشهرهم ريتشارد أركرايت. يُنسب إليه قائمة الاختراعات وإن طور اختراعاته أشخاص غيره مثل توماس هاي وجون كاي؛ قام أركرايت بدعم المخترعين، وحصل على براءات اختراع للأفكار، ومول المبادرات وقام بحماية الآلات. أنشأ مصنع القطن الذي جمع عمليات الإنتاج كلها في سقف واحد، وطور استخدام الطاقة - قوة الحصان أولاً ثم بالطاقة المائية - مما جعل صناعة القطن صناعة ميكانيكية. زاد المخترعون الآخرون من كفاءة الخطوات الفردية للغزل (التمشيط واللف والغزل والدرفلة) بحيث زاد المعروض من أنواع الخيوط بشكل كبير، كل ذلك كان قبل استخدام قوة البخار لتشغيل آلات النسيج بفترة طويلة. اكتسبت مانشستر لقب مدينة القطن في أوائل القرن التاسع عشر بسبب انتشار مصانع النسيج فيها.
على الرغم من أن الميكنة قللت بشكل كبير من تكلفة القماش القطني، إلا أنه لا يزال حتى منتصف القرن التاسع عشر غير قادر على مساواة جودة القماش الهندي المنسوج يدويًا، ويرجع ذلك جزئيًا إلى صفاء الخيط بفضل نوع القطن المستخدم في الهند، والتي أنتجت أنواع عديدة من الخيوط. ومع ذلك فإن الإنتاجية العالية لصناعة المنسوجات البريطانية سمحت للدرجات الخشنة من القماش البريطاني أن يباع بسعر أبخس من الأقمشة المغزولة يدويًا في الهند ذات الأجور المنخفضة، مما أدى في النهاية إلى تدمير تلك الصناعة في الهند.

#### الصوف
كانت المحاولات الأوروبية الأولى للغزل الآلي هو باستخدام الصوف؛ ولكن ثبت أن غزله بالمكائن هو أكثر صعوبة من القطن. وإن ازدادت إنتاجية غزل الصوف خلال الثورة الصناعية ولكنها كانت أقل بكثير من إنتاج القطن.

#### الحرير

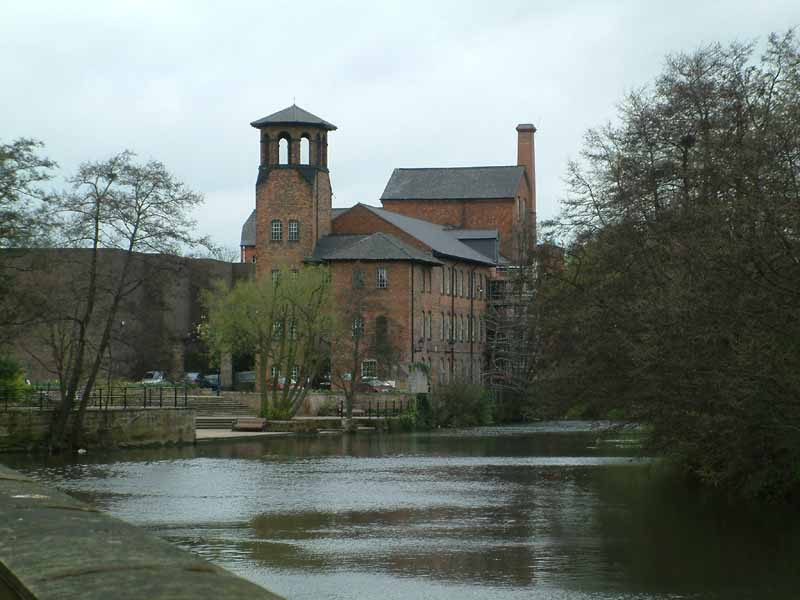
مشغل لومبي حاليا، حيث بني ليكون مصنع للحرير

يمكن القول إن أول مصنع ميكانيكي شبه تام كان مصنع جون لومبي لغزل الحرير، وعمل بالطاقة المائية في ديربي، وتم تشغيله سنة 1721. تعلم لومبي صناعة خيوط الحرير من خلال تولي وظيفة في إيطاليا وعمله جاسوسًا صناعيًا. ومع ذلك فصناعة الحرير الإيطالية كانت تحرس أسرارها بقوة، لذا فحالة الصناعة في ذلك الوقت غير معروفة. على الرغم من أن مصنع لومبي كان ناجحًا من الناحية الفنية، إلا أنه قد قطع عنه إمداد الحرير الخام من إيطاليا للقضاء على المنافسة. من أجل الترويج لتلك الصناعة، فقد دفع التاج ثمن نماذج آلات لومبي التي عرضها في برج لندن.

### صناعة الحديد

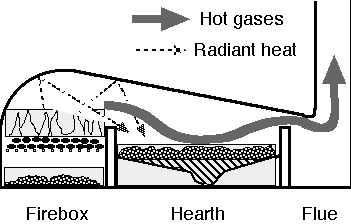
يمكن للفرن الانعكاسي إنتاج الحديد الزهر باستخدام الفحم المستخرج. ويكون الفحم المحترق منفصلاً عن الحديد وبالتالي لا يلوث الحديد بالشوائب مثل الكبريت والسيليكا. هذا فتح الطريق لزيادة إنتاج الحديد.

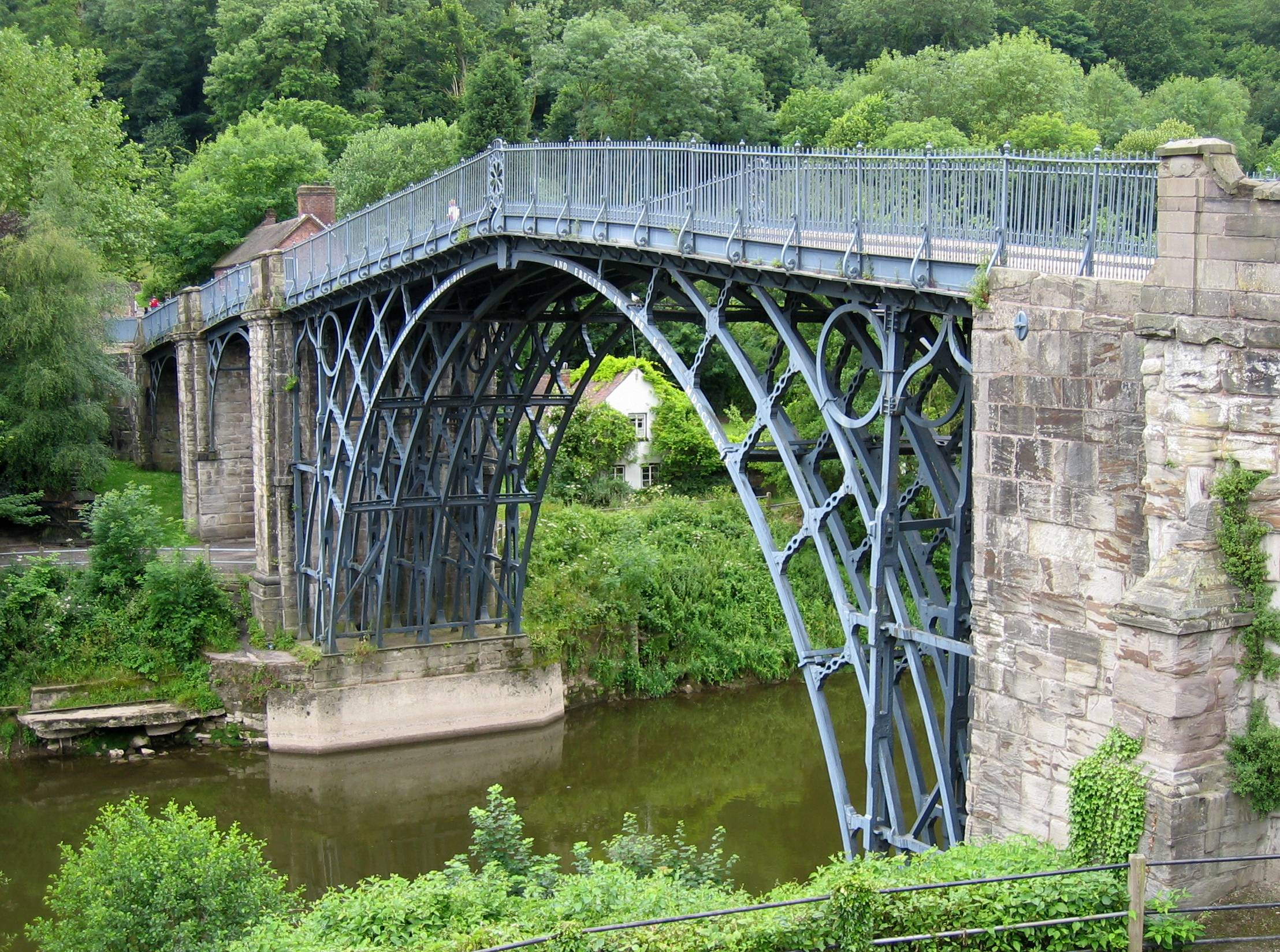
افتتاح الجسر الحديدي - شروبشاير إنجلترا، أول جسر مشيد من الحديد في العالم سنة 1781.

#### إحصاءات إنتاج الحديد في المملكة المتحدة
كان الحديد المطاوع هو الشكل السلعي للحديد المستخدم لصنع سلع الأجهزة مثل المسامير والأسلاك والمفصلات وأحذية الحصان وإطارات العربات والسلاسل وغيرها، وكذلك الهياكل. تم تحويل كمية صغيرة من الحديد إلى صلب. تم استخدام الحديد الزهر في الأواني والمواقد والأشياء الأخرى التي يمكن تحمّل هشاشتها. تم تكرير معظم الحديد الزهر وتحويله إلى حديد مطاوع مع خسائر ضرورية. ويصنع الحديد المطاوع أيضًا من خلال عملية الفرن الخالص، والتي كانت سائدة حتى أواخر القرن الثامن عشر.
في المملكة المتحدة في 1720 كان هناك 20,500 طن من الحديد الزهر تم إنتاجه بالفحم و 400 طن من فحم الكوك. وفي سنة 1750 بلغ إنتاجه من الفحم الحجري 24,500 و2,500 طن من فحم الكوك. وفي سنة 1788 بلغ إنتاج الحديد الزهر بالفحم النباتي 14000 طن بينما كان إنتاج الحديد من فحم الكوك 54,000 طن. وفي 1806 بلغ إنتاج الحديد الزهر بالفحم النباتي 7800 طن وبفحم الكوك 250,000 طن.:125
استوردت المملكة المتحدة 31,200 طن من حديد المطاوع سنة 1750. وكررت 18,800 طن إما من الحديد الزهر أو أنتجته مباشرة باستخدام الفحم النباتي و 100 طن من فحم الكوك. وفي 1796 كانت المملكة المتحدة تصنع 125,000 طن من الحديد المطاوع من فحم الكوك و 6400 طن من فحم النبات. وبلغت الواردات 38 ألف طن والصادرات 24,600 طن. وفي 1806 لم تستورد المملكة المتحدة حديد مطاوع ولكنها صدرت 31,500 طن.:125

#### ابتكارات صناعة الحديد
كان التغيير الرئيسي في الصناعات الحديدية خلال الثورة الصناعية هو استبدال الخشب وأنواع الوقود الحيوي الأخرى بالفحم. بالنسبة لكمية معينة من الحرارة، تتطلب مناجم الفحم عمالة أقل بكثير من قطع الخشب وتحويله إلى فحم نباتي، وكان الفحم أكثر وفرة من الخشب، إلا أن إمداداته نادرة قبل الزيادة الهائلة في إنتاج الحديد الذي حدث في أواخر القرن الثامن عشر.:122
وفي سنة 1750 حل فحم الكوك بشكل عام محل الفحم النباتي في صهر النحاس والرصاص، واستخدم على نطاق واسع في إنتاج الزجاج. ولكن في صهر وتكرير الحديد فإن الفحم وفحم الكوك ينتج حديدًا أدنى من ذلك المصنوع من الفحم النباتي بسبب محتوى الكبريت في الفحم. والمعروف أن الفحم منخفض الكبريت، لكنه لا تزال تلك كميات ضارة.:122–25 يؤدي تحويل الفحم إلى فحم الكوك إلى تقليل محتوى الكبريت بشكل بسيط فقط.
كان العامل الآخر الذي حد من صناعة الحديد قبل الثورة الصناعية هو ندرة الطاقة المائية لتشغيل منفاخ الانفجار. تم التغلب على هذا القيد بواسطة المحرك البخاري.
بدأ الاستخدام المبسط للفحم في صهر الحديد قبل الثورة الصناعية. وبناءً على ابتكارات السير كليمنت كليرك وآخرين منذ سنة 1678 باستخدام أفران الفحم العاكسة المعروفة باسم القباب. تم تشغيلها بواسطة ألسنة اللهب التي تعمل على خليط الخام والفحم النباتي أو فحم الكوك، مما يقلل أكسدة المعدن. هذا له ميزة أن الشوائب (مثل رماد الكبريت) في الفحم لا تنتقل إلى المعدن. تم تطبيق هذه التقنية للرصاص من سنة 1678 وعلى النحاس منذ 1687. كما تم تطبيقها أيضًا في أشغال مسابك الحديد في تسعينيات القرن السابع عشر، ولكن في هذه الحالة كان الفرن الانعكاسي معروفًا باسم فرن الهواء.
في سنة 1709 أحرز أبراهام داربي تقدمًا في استخدام فحم الكوك في تزويد الأفران اللافحة في كولبروكديل بالوقود. ومع ذلك فإن حديد الصب الذي انتجه فحم الكوك لم يكن مناسبًا لصنع الحديد المطاوع، استخدم في الغالب لإنتاج سلع الحديد الزهر، مثل الأواني والغلايات. وإن كانت ميزته على منافسيه في أن أوانيه المصبوبة من خلال عمليته الحاصلة على براءة اختراع كانت أرق وأرخص من الأخرى.
نادراً ما كان يستخدم الحديد الخام لإنتاج الحديد المطاوع حتى سنة 1755-1756 عندما بنى داربي ابن داربي أبراهام الأفران في هورشاي وكيتلي حيث كان الفحم منخفض الكبريت متاحًا (وليس بعيدًا عن كولبروكديل). تجهز تلك الأفران الجديدة بمنفاخ يعمل بالماء، ويضخ المياه عن طريق محركات نيوكومن. ولكن لم يتم توصيل تلك المحركات بأسطوانات النفخ مباشرة، لأنها لا تستطيع وحدها إنتاج دفق هواء ثابت. فقام أبراهام داربي الحفيد بتركيب أسطوانات نفخ مماثلة تعمل بالبخار، والتي تعمل بالطاقة المائية في الشركة عندما تولى زمام الأمور سنة 1768. استخدمت الشركة العديد من محركات نيوكومن لسحب الفحم من مناجمها وصنع أجزاء للمحركات التي بيعت في جميع أنحاء البلاد.:123–25
جعلت المحركات البخارية استخدام الضغط العالي والانفجار الحجم عمليًا؛ ومع ذلك كان استبدال الجلد المستخدم في المنفاخ باهظ الثمن. وفي سنة 1757 سجل سيد الحديد جون ويلكينسون براءة اختراع محرك نفخ يعمل بالهيدروليك للأفران العالية. تم تقديم أسطوانة النفخ للأفران العالية في 1760 ويُعتقد أن أول أسطوانة نفخ مصنوعة من الحديد الزهر هي تلك المستخدمة في كارينجتون في 1768 والتي صممها جون سمتون.
كان من الصعب تصنيع اسطوانات من الحديد الزهر لاستخدامها في المكابس؛ يجب أن تكون الأسطوانات خالية من الثقوب وتشكيلها بشكل سلس ومستقيم لإزالة أي تشويه. واجه جيمس واط صعوبة كبيرة في محاولة صنع أسطوانة لأول محرك بخاري له. وفي 1774 اخترع جون ويلكينسون الذي بنى أسطوانة نفخ من الحديد الزهر لأعماله الحديدية، آلة حفر دقيقة للأسطوانات المجوفة. بعد أن جوّف ويلكنسون أول أسطوانة ناجحة لمحرك بولتون ووات البخاري سنة 1776 تم منحه عقدًا حصريًا لتوفير الأسطوانات. بعد أن طور واط محركًا بخاريًا دوارًا في 1782، فاستخدم على نطاق واسع في النفخ والطرق والدحرجة والقطع.:124
كانت الحلول لمشكلة الكبريت هي إضافة ما يكفي من الحجر الجيري إلى الفرن لإجبار الكبريت على الرماد واستخدام الفحم منخفض الكبريت. يتطلب استخدام الجير أو الحجر الجيري درجات حرارة أعلى للفرن لتكوين خبث يتدفق بحرية. أدت زيادة درجة حرارة الفرن التي أصبحت ممكنة بفضل النفخ المحسن إلى زيادة قدرة الأفران العالية وسمح بزيادة ارتفاع الفرن.:123–25 بالإضافة إلى التكلفة المنخفضة وتوفره الكبير، كان لفحم الكوك مزايا مهمة أخرى على الفحم من حيث أنه كان أكثر صعوبة وجعل عمود المواد (خام الحديد والوقود والخبث) يتدفق إلى أسفل الفرن العالي أكثر مسامية ولا يتم سحقه في الأفران الطويلة أواخر القرن التاسع عشر.
نظرًا لأن الحديد الزهر أصبح أرخص ومتاحًا على نطاق واسع، فقد بدأ في كونه مادة هيكلية للجسور والمباني. ومن الأمثلة الشهيرة على ذلك الجسر الحديدي الذي بني في 1778 بحديد الزهر الذي أنتجه أبراهام داربي الثالث. ومع ذلك تم تحويل معظم الحديد الزهر إلى حديد مطاوع.
اعتمدت أوروبا على فرن الحديد الخالص لمعظم الحديد المطاوع حتى تم إنتاج الحديد الزهر على نطاق واسع. فتم تحويل الحديد الزهر في معامل الحدادة، كما كان منذ فترة طويلة. تم تطوير عملية تكرير محسّنة تُعرف باسم وضع القدر والختم، ولكن تم استبدال ذلك بعملية التسويط لهنري كورت. طور كورت عمليتين مهمتين لتصنيع الحديد: الدرفلة في 1783 والتسويط في 1784.:91 أنتج بودلنج حديدًا هيكليًا بتكلفة منخفضة نسبيًا.

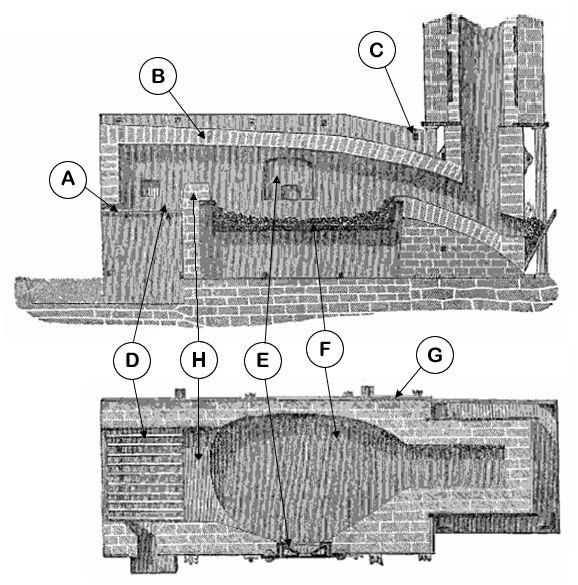
المقاطع العرضية الأفقية (السفلية) والرأسية (العلوية) لفرن التقليب.

كان التسويط وسيلة لإزالة الكربنة من الحديد الزهر المصهور عن طريق الأكسدة البطيئة في فرن عاكس عن طريق تحريكه يدويًا بقضيب طويل. فالحديد منزوع الكربنة الذي له درجة انصهار أعلى من الحديد الزهر تم تحطيمه في كرات بواسطة عمال الصهر. وعندما تكون الكرة كبيرة بما يكفي، يقوم عامل الصهر بإزالتها. كان التسويط عملاً شاقًا وساخنًا للغاية. عاش القليل من عمال الصهر حتى سن 40.:218 لأن التقليب كانت يتم في فرن عاكس فيمكن استخدام الفحم أو فحم الكوك كوقود.
استمر استخدام عملية التسويط حتى أواخر القرن التاسع عشر عندما تم استبدال الحديد بالفولاذ. نظرًا لأن التقليب (التسويط) تتطلب مهارة بشرية في استشعار الكرات الحديدية، فلم يتم تشغيلها آليًا بنجاح. كان الدرفلة جزءًا مهمًا من عملية التقليب، لأن البكرات المحززة طردت معظم الخبث المنصهر وعززت كتلة الحديد المطاوع الساخن. كان التدحرج أسرع 15 مرة من المطرقة الساقطة.وهناك استخدام مختلف للدرفلة الذي يتم في درجات حرارة أقل من تلك المستخدمة في طرد الخبث في إنتاج صفائح الحديد، ثم الأشكال الهيكلية اللاحقة مثل العوارض والزوايا والقضبان.
تم تحسين عملية التقليب في سنة 1818 بواسطة بلدوين روجرز الذي أبدل بعض البطانة الرمل في قاع الفرن الانعكاسي بأكسيد الحديد. وفي 1838 حصل جون هول على براءة اختراع لاستخدام صنبورة للخبث المحمص (سيليكات الحديد) بقاع الفرن، مما قلل بشكل كبير من فقد الحديد من خلال زيادة الخبث الناجم عن قاع مبطن بالرمل. ربطت صنبورة الخبث أيضًا بعض الفوسفور، لكن هذا لم يكن مفهومًا في ذلك الوقت.:166 استخدمت عملية هول أيضًا مقياسًا من الحديد أو الصدأ، والذي تفاعل مع الكربون في الحديد المصهور. أدت عملية هول التي تسمى التقليب الرطب إلى تقليل فقد الحديد مع الخبث من حوالي 50٪ إلى تقريبًا8٪.:93
كانت عملية الانفجار الساخن الذي سجل براءة اختراعها جيمس بومونت نيلسون في 1828 أهم تطور في القرن التاسع عشر لتوفير الطاقة في صناعة الحديد الخام. فاستخدام هواء الاحتراق المُسخن مسبقًا قلل من كمية الوقود اللازمة لصنع قالب حديد منذ البداية بنسبة تتراوح بين الثلث باستخدام فحم الكوك أو الثلثين باستخدام الفحم النباتي؛ واستمرت مكاسب الكفاءة مع تحسن التكنولوجيا. كما أدى الانفجار الساخن إلى ارتفاع درجة حرارة تشغيل الأفران، مما زاد من قدرتها. واستخدام كميات أقل من الفحم النباتي أو فحم الكوك يعني إدخال كمية أقل من الشوائب في الحديد الخام. وهذا يعني أنه يمكن استخدام الفحم الأقل جودة أو أنثراسايت في المناطق التي لا يتوفر فيها فحم الكوك أو يكون باهظ الثمن؛ وفوقها فقد انخفضت تكاليف النقل بشكل كبير مع نهاية القرن التاسع عشر.
جرى تحسين في إنتاج الصلب قبل الثورة الصناعية بفترة وجيزة. فقد كان سلعة باهظة الثمن ولا يستخدم إلا في الأماكن التي لا يصلح فيها الحديد، مثل الأدوات القطع والزنبرك. ثم طور بنيامين هانتسمان أسلوبه في فولاذ البوتقة في أربعينيات القرن الثامن عشر. كانت المادة الخام المستخدمة في تصنيع هذا الفولاذ عبارة عن الفولاذ المنفّط المصنوع من خلال عملية التدعيم.
ساعد توريد الحديد والصلب الأرخص سعرًا في نمو عدد من الصناعات، مثل صناعة المسامير والمفصلات والأسلاك وغيرها من عناصر الأجهزة. سمح تطوير الأدوات الآلية بعمل أفضل للحديد، مما أدى إلى استخدامه بقوة في الصناعات الواعدة من الآلات والمحركات.

### طاقة البخار

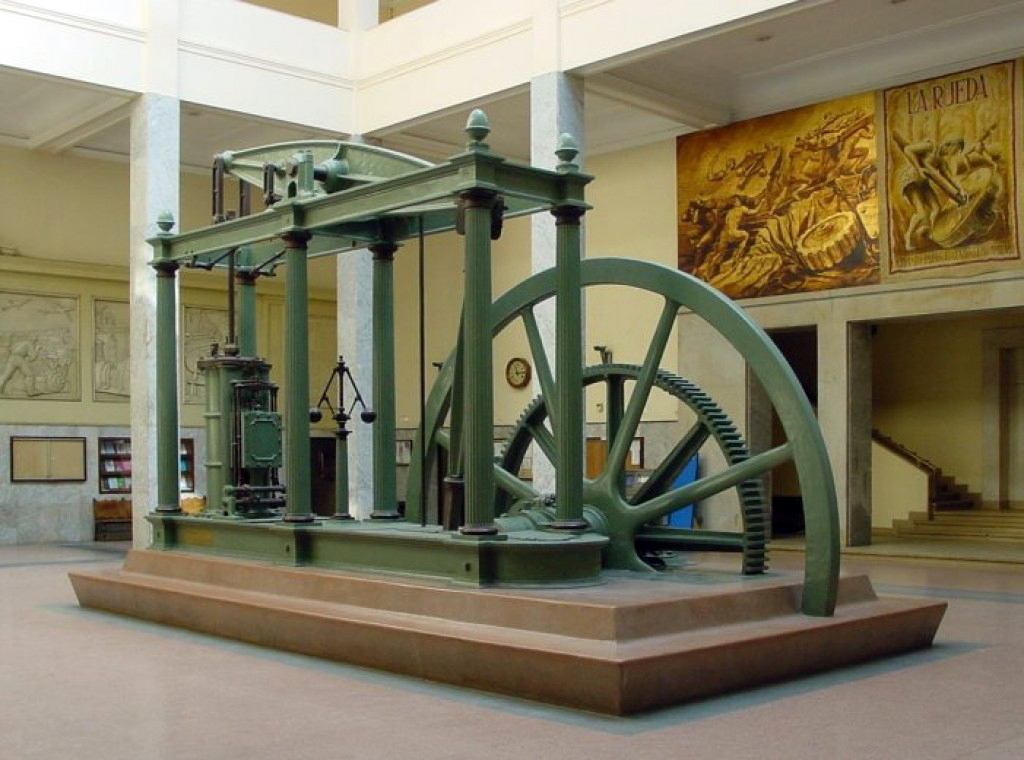
محرك واط البخاري. حيث قام جيمس وات بتحويل المحرك البخاري من حركة ترددية كانت تستخدم للضخ إلى حركة دوارة مناسبة للتطبيقات الصناعية. وكذلك قام ومعه مخترعون آخرون بتحسين كفاءة المحرك البخاري بصورة جيدة.

كان تطوير المحرك البخاري الثابت عنصرًا مهمًا في الثورة الصناعية؛ ففي بداية الثورة الصناعية، كان معظم الطاقة الصناعية يتوفر عن طريق المياه والرياح. ومع بداية 1800 أمكن توفير ما يقارب بـ 10,000 حصان بالبخار. وفي سنة 1815 ازدادت الطاقة البخارية إلى 210,000 حصان.
يرجع الفضل في أول استخدام صناعي ناجح تجاريًا للطاقة البخارية إلى توماس سيفري في سنة 1698. وقد قام في لندن ببناء اختراعه لمضخة مياه ضغط وفراغ مجتمعة قليلة الرفع، ولدت حوالي حصان واحد (1 hp) واستخدمت في العديد من أعمال المياه وفي عدد قليل من المناجم. كانت المضخة اقتصادية في اختصاصات القدرة الحصانية الصغيرة، ولكنها كانت عرضة لانفجارات الغلايات عند الأحجام الأكبر. استمر إنتاج تلك مضخات حتى أواخر القرن الثامن عشر.
تم تقديم أول محرك بخاري مكبس ناجح بواسطة توماس نيوكمان سنة 1712. تم تركيب عدد من محركات نيوكمان في بريطانيا لتصريف مناجم عميقة غير قابلة للعمل حتى الآن، مع وجود المحرك على السطح؛ وكانت هذه آلات كبيرة وتتطلب قدرًا كبيرًا من المال للبناء، وتنتج ما يزيد عن 3.5 كيلو واط (5 حصان). كما تم استخدامها لتشغيل مضخات إمدادات المياه البلدية. وهي غير فعالة للغاية وفقًا للمعايير الحديثة، ولكن عندما كانت موجودة حيث كان الفحم رخيصًا عند رأس المنجم، فإنها تفتح توسعًا كبيرًا في مناجم الفحم بحيث يمكنها الحفر أعمق.
على الرغم من عيوبها فإن محركات نيوكمان موثوقة وسهلة الصيانة واستمر استخدامها في مناجم الفحم حتى العقود الأولى من القرن التاسع عشر. وعندما توفي نيوكمان سنة 1729 كانت محركاته قد انتشرت في المجر أولا سنة 1722، وألمانيا والنمسا والسويد. من المعروف أنه تم بناء ما مجموعه 110 في 1733 عندما انتهت صلاحية براءة الاختراع المشتركة، منها 14 في الخارج. وفي سبعينيات القرن الثامن عشر بنى المهندس جون سمتون بعض الأمثلة الكبيرة جدًا وأدخل عددًا من التحسينات. بحيث أمكن بناء إجمالي 1,454 محركًا سنة 1800.

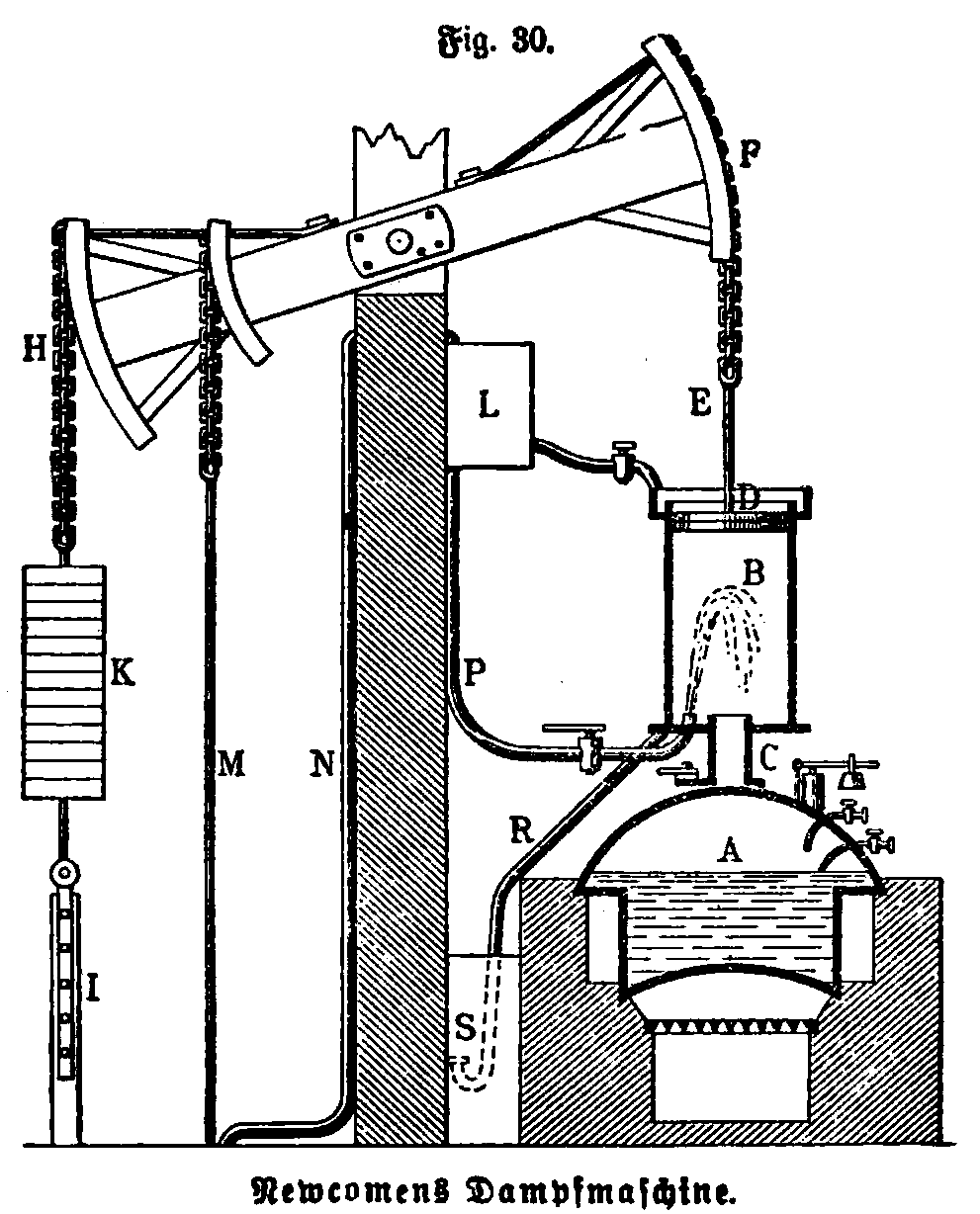
محرك نيوكومن الجوي الذي يعمل بالبخار هو أول محرك بخاري مكبس عملي. فكانت المحركات البخارية اللاحقة لتزويد الثورة الصناعية بالطاقة.

قام جيمس واط وبدعم مالي من شريكه ماثيو بولتون بإحداث تغيير جوهري في مبادئ العمل، حيث نجح سنة 1778 في إتقان محركه البخاري، حيث أدخل فيه سلسلة من التحسينات الجذرية، لا سيما إغلاق الجزء العلوي من الأسطوانة، وبالتالي جعل البخار منخفض الضغط يحرك الجزء العلوي من المكبس بدلاً من الغلاف الجوي، واستخدام سترة بخار وغرفة مكثف بخار منفصلة عن الإسطوانة. والتخلص من البخار المكثف المنفصل بمياه تبريد التي تحقن مباشرة في الأسطوانة، مما أدى إلى تبريد الأسطوانة وإهدار البخار. وبالمثل فإن سترة البخار تمنع البخار من التكثيف في الأسطوانة، مما يحسن الكفاءة أيضًا. زادت هذه التحسينات من كفاءة المحرك بحيث أن محركات بولتون-وات استخدمت 20-25٪ فقط من الفحم لكل حصان في الساعة مثل نيوكومن. وافتتحا كلا من بولتون ووات مصنع سوهو للسبك لتصنيع هذه المحركات في 1795.
وفي سنة 1783 طور واط محركه البخاري بالكامل ليصبح نوعًا دوارًا مزدوج المفعول، مما يعني أنه يمكن استخدامه لتدوير الماكينة الدوارة لمصنع أو معمل مباشرة. كان كلا نوعي محركات واط الأساسيين ناجحين جدًا تجاريًا، وفي 1800 قامت شركة Boulton & Watt ببناء 496 محركًا و 164 مضخة قيادة ترددية و 24 فرنًا للصهر و 308 ماكينة طاحونة؛ تولد معظم المحركات من 3.5 إلى 7.5 كيلو واط (من 5 إلى 10 حصان).
كان النمط الأكثر شيوعًا للمحركات البخارية حتى سنة 1800 هو محرك الشعاع، الذي تم بناؤه ليكون جزء لا يتجزأ من منزل حجري أو من الطوب للمحرك، ولكن سرعان ما تم تطوير أنماط مختلفة من المحركات الدوارة المستقلة (قابلة للإزالة بسهول ولكن ليس لها عجلات) مثل محرك قائم. في بداية القرن التاسع عشر تقريبًا وفي ذلك الوقت انتهت صلاحية براءة اختراع بولتون ووات، فبدأ مهندس ريتشارد تريفيثيك والأمريكي أوليفر إيفانز في بناء محركات بخارية عالية الضغط غير مكثفة، والعادم إلى الخارج. أسفر الضغط المرتفع عن وجود محرك ومرجل مضغوط بدرجة كافية لاستخدامهما في قاطرات الطرق والسكك الحديدية المتنقلة والسفن البخارية.
أتاح تطوير الأدوات الآلية مثل مخرطة للمحرك وآلة المقشطة والدرفلة والصقل التي تعمل بهذه المحركات، إمكانية صيانة واستبدال جميع الأجزاء المعدنية للمحركات بسهولة ودقة، مما أتاح بدوره إمكانية بناء محركات أكبر وأكثر قوة. استمر توفير بعض متطلبات الطاقة الصناعية الصغيرة باستخدام العضلات الحيوانية والبشرية حتى انتشار الكهرباء في أوائل القرن العشرين. ومن تلك الورش ماتعمل بالكرنك والدواسة (آلات الخياطة) والحصان والآلات الصناعية الخفيفة.

### أدوات الورشة

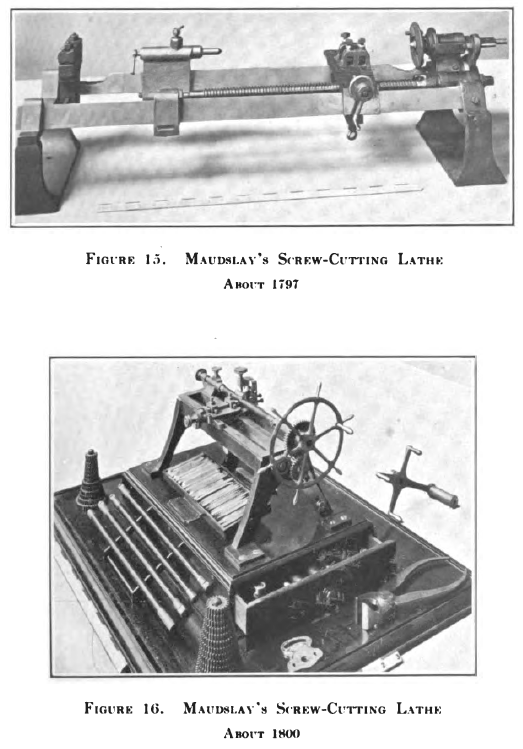
أوائل مخارط مودسلاي للقطع اللولبي حوالي 1797 - 1800

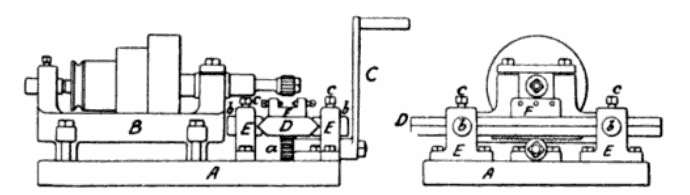
آلة صقل من مدلتاون حوالي سنة 1818 مقترنة بروبرت جونسون وسيمون نورث

في فترة ما قبل الثورة الصناعية كانت الآلات تصنع وتطور على يد حرفييها - فعمال الطواحين هم من يبني نواعير المياه وطواحين الهواء، والنجارون يصنعون الأشكال الخشبية، والحدادين والخراطة الأجزاء المعدنية. وكانت عيوب المكونات الخشبية هو تأثرها بتغيير الأبعاد ودرجة الحرارة والرطوبة، وتبدأ تلك الوصلات بالتلف (أو العمل بشكل فضفاض). ومع تقدم الثورة الصناعية أصبحت الآلات ذات أجزاء أو هياكل معدنية أكثر شيوعًا. الاستخدامات المهمة الأخرى للأجزاء المعدنية كانت في الأسلحة النارية والمشابك الملولبة مثل براغي الماكينة والمسامير والصواميل. كانت هناك أيضًا حاجة إلى الدقة في صنع الأجزاء. سمحت تلك الدقة بعمل أفضل للآلات، وإمكانية تبادل الأجزاء وتوحيد المثبتات المسننة.
قبل ظهور أدوات الورشة كان تشكيل المعدن يدويًا باستخدام أدوات يدوية أساسية مثل المطرقة والمبرد والمكشط والمنشار والأزميل. وبالتالي تم تقليل استخدام أجزاء الماكينة المعدنية إلى الحد الأدنى. كانت طرق الإنتاج اليدوية شاقة للغاية ومكلفة ومن الصعب تحقيق الدقة. فبدأ الطلب على الأجزاء المعدنية يزداد، مما أدى إلى تطوير العديد من أدوات الورشة. وهي أدوات طورها بالأصل صانعو الساعات والأجهزة العلمية في القرن الثامن عشر لتمكينهم من إنتاج آلات صغيرة متى ماشاءوا.
كانت أول آلة دقيقة هي آلة ثقب الأسطوانة التي اخترعها جون ويلكينسون سنة 1774. وقد تم استخدامها لثقب الأسطوانات ذات القطر الكبير في المحركات البخارية المبكرة. اختلفت آلة الحفر ويلكنسون عن الآلات السابقة ذات الدعامة الكابولية المستخدمة في تجويف المدفع من حيث أن آلة الثقب تكون تثقيبها مثبتة على شعاع مستقيم يمر عبر الأسطوانة. ويتم دعمها بالخارج في كلا الطرفين.
تم تطوير آلة مقشطة وآلة صقل ونطاحة في العقود الأولى من القرن التاسع عشر. على الرغم من اختراع آلة الصقل في هذا الوقت، إلا أنه لم يتم تطويرها كأداة ورشة عمل جادة حتى وقت لاحق في القرن التاسع عشر.
كان هنري مودسلاي الذي درب مدرسة لصانعي الأدوات الآلية في أوائل القرن التاسع عشر ميكانيكيًا ذو قدرات فائقة. عمل كمتدرب في المعمل الملكي لسبك البنادق التابعة لجان فيربروجن. وفي 1774 قام جان فيربروجن بتركيب آلة حفر أفقية في وول وتش والتي كانت أول مخرطة بالحجم الصناعي في المملكة المتحدة. عيّن جوزيف بريمه مودسلاي في إنتاج أقفال معدنية عالية الأمان تتطلب براعة دقيقة. سجل براما براءة اختراع لمخرطة لها أوجه تشابه مع مخرطة المسكة المنزلقة.:392–95
أتقن مودسلاي مخرطة المسكة المنزلقة، والتي يمكن أن تقطع براغي الماكينة ذات درجات لف مختلفة باستخدام تروس قابلة للتغيير بين المغزل والمسمار الرئيسي. قبل اختراعها لم يكن من الممكن قطع البراغي بأي دقة باستخدام تصميمات مخرطة سابقة مختلفة تم نسخ بعضها على قالب.:392–95 وتعد مخرطة المسكة المنزلقة إحدى أهم اختراعات التاريخ. على الرغم من أنها لم تكن فكرة مودسلاي بالكامل، إلا أنه كان أول شخص يقوم ببناء مخرطة وظيفية باستخدام مجموعة من الابتكارات المعروفة من مسمار اللف ومسكة المنزلقة وتغيير التروس.:31, 36
ترك مودسلاي عمل بريمه وأنشأ متجره الخاص. كان مشغولا في بناء آلة لصنع كتل بكرات السفن للبحرية الملكية في معامل بورتسموث. كانت تلك الآلات كلها معدنية وكانت أول آلات للإنتاج الضخم وتصنيع المكونات بدرجة من القابلية للتبادل. الدروس التي تعلمها مودسلاي عن الحاجة إلى العزم والدقة التي يكيفها في تطوير أدوات الورشة، وفي ورش العمل قام بتدريب جيل من الرجال للبناء على عمله، مثل ريتشارد روبرتس وجوزيف كليمنت وجوزيف وايتوورث.
جيمس فوكس من ديربي كان لديه تجارة تصدير جيدة في أدوات الورش في الثلث الأول من القرن، كما فعل ماثيو موراي من ليدز. كان روبرتس صانعًا لأدوات ورش عالية الجودة ورائدًا في استخدام أجهزة القياس وعمل دليل التشغيل لقياس الدقة في ورشة العمل.
لم يكن تأثير الأدوات الورش خلال الثورة الصناعية كبيرًا لأنه بخلاف الأسلحة النارية والمشابك اللف وعدد قليل من الصناعات الأخرى كان هناك عدد قليل من الأجزاء المعدنية المنتجة بكميات كبيرة. تُعزى تقنيات تصنيع الأجزاء المعدنية ذات الإنتاج الضخم والمصنوعة بدقة كافية لتكون قابلة للتبديل إلى حد كبير إلى برنامج وزارة الحرب الأمريكية الذي أتقن الأجزاء القابلة للتبديل للأسلحة النارية في أوائل القرن التاسع عشر.
في نصف قرن بعد اختراع أدوات الورش الأساسية، أصبحت صناعة الآلات أكبر قطاع صناعي في الاقتصاد الأمريكي من حيث القيمة المضافة.

### الكيميائية
كان الإنتاج الواسع للمواد الكيميائية تطورًا مهمًا للثورة الصناعية. فبدأت بإنتاج حامض الكبريتيك من خلال عملية غرف الرصاص التي اخترعها الإنجليزي جون روبوك (أول شريك لجيمس واط) سنة 1746. وتمكن من رفع حجم التصنيع بقوة وذلك باستبدال الأوعية الزجاجية باهظة الثمن المستخدمة في السابق بحجرات مجوفة أكبر وأقل تكلفة من صفائح الرصاص مُثبتة بالبرشام. فأصبح من الممكن إنتاج حوالي 50 كيلوغرامًا (100 رطل) في كل غرفة بدلاً من الكميات الصغيرة في السابق، أي بزيادة عشرة أضعاف على الأقل.
كذلك أصبح الإنتاج الواسع للقلويات هدفًا مهمًا أيضًا، حيث نجح نيكولا لوبلان في 1791 من إدخال طريقة لإنتاج كربونات الصوديوم، سميت عملية لوبلان وهي عبارة عن تفاعل حمض الكبريتيك مع كلوريد الصوديوم لإعطاء كبريتات الصوديوم وحمض الهيدروكلوريك. تم تسخين كبريتات الصوديوم باستخدام الحجر الجيري (كربونات الكالسيوم) والفحم لإعطاء خليط من كربونات الصوديوم وكبريتيد الكالسيوم. تؤدي إضافة الماء إلى فصل كربونات الصوديوم القابلة للذوبان عن كبريتيد الكالسيوم. نتجت من العملية كمية كبيرة من التلوث (تم تنفيس حمض الهيدروكلوريك في البداية إلى الهواء، وكبريتيد الكالسيوم هي مخلفات عديمة الفائدة). ويبقى كربونات الصوديوم أو رماد الصودا الصناعي الذي أثبت جدواه الاقتصادية مقارنة بطريقة استخرج رماد الصودا السابقة بحرق نباتات معينة (البريلا) أو من عشب البحر وهي مصادر سائدة لرماد الصودا، وكذلك البوتاس (كربونات البوتاسيوم) المنتج من رماد الخشب الصلب.
هاتان المادتان الكيميائيتان هما مهمتين للغاية لأنهما أتاحت إدخال مجموعة من الاختراعات، وابدلت العديد من العمليات الصغيرة بعمليات أكثر فعالية من حيث الكلفة التي يمكن التحكم فيها. ولكربونات الصوديوم استخدامات عديدة في صناعات الزجاج والمنسوجات والصابون والورق. ومن الاستخدامات القديمة لحمض الكبريتيك التخليل -إزالة الصدأ من الحديد والصلب- وتبييض القماش.
بناءً على اكتشافات الكيميائي الفرنسي كلود لوي برتوليه، طور الإسكتلندي تشارلز تينانت سنة 1800 مسحوق التبييض (هيبوكلوريت الكالسيوم)، فأحدث ثورة في عمليات التبييض [الإنجليزية] بصناعة النسيج من تقليل الوقت اللازم في العملية التقليدية (من أشهر إلى أيام)، التي كانت قيد الاستخدام، وتتطلب التعرض المتكرر لأشعة الشمس في حقول التبييض بعد نقع المنسوجات بالحليب القلوي أو الحامض. أصبح مصنع تينانت في سانت رولوكس شمال غلاسكو أكبر مصنع كيميائي في العالم.
وبدءا من سنة 1860 ظهر التركيز على الابتكار الكيميائي في الأصباغ، وتولت ألمانيا القيادة العالمية مبنية صناعة كيميائية قوية. وتوافد الكيميائيون الطموحون على الجامعات الألمانية في حقبة 1860-1914 لتعلم أحدث التقنيات. على النقيض من ذلك كان العلماء البريطانيون يفتقرون إلى جامعات البحث ولم يدربوا الطلاب المتقدمين؛ وبدلاً من ذلك كانت الممارسة هي توظيف كيميائيين مدربين من ألمانيا.

### الإسمنت

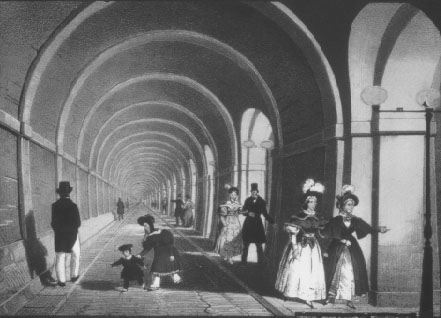
نفق التايمز (فتحت 1843). حيث استخدم الأسمنت في أول نفق تحت الماء في العالم.

في سنة 1824 حصل عامل البناء البريطاني جوزيف أسبدين على براءة اختراع عملية كيميائية لصنع الأسمنت البورتلاندي، وهو تقدم مهم في تجارة البناء. تتضمن تلك العملية تلبيد خليط من الصلصال والحجر الجيري إلى 1,400 °م (2,552 °ف) ثم طحنه إلى مسحوق ناعم ثم خلطه بالماء والرمل والحصى لإنتاج الخرسانة. واستخدم المهندس الإنجليزي الشهير مارك إسامبارد الأسمنت البورتلاندي بعد عدة سنوات في إنشاء نفق التايمز. واستخدم الأسمنت في بناء نظام الصرف الصحي في لندن بعد جيل.

### إضاءة الغاز
الصناعة الرئيسية الأخرى للثورة الصناعية كانت الإضاءة بمصابيح الغاز. على الرغم من أن آخرين صنعوا ابتكارًا مشابهًا في أماكن أخرى إلا أن الإدخال الواسع النطاق لهذا الشأن كان لويليام مردوخ وهو موظف في بولتون ووات رواد المحركات البخارية في برمنغهام. تتألف العملية من تغويز الفحم على بشدة في الأفران، ثم تنقية الغاز (إزالة الكبريت والأمونيا والهيدروكربونات الثقيلة) وتخزينه وتوزيعه. تم إنشاء أول مرافق إضاءة بالغاز في لندن بين 1812 - 1820. وسرعان ما أصبحت واحدة من أكبر مستهلكي الفحم في المملكة المتحدة. أثرت إضاءة الغاز على التنظيم الاجتماعي والصناعي لأنها سمحت للمصانع والمخازن بالبقاء مفتوحة لفترة أطول. سمح إدخالها من ازدهار الحياة الليلية في المدن والبلدات، حيث يمكن إضاءة المناطق الداخلية والشوارع بصورة أوسع من ذي قبل.

### صنع الزجاج

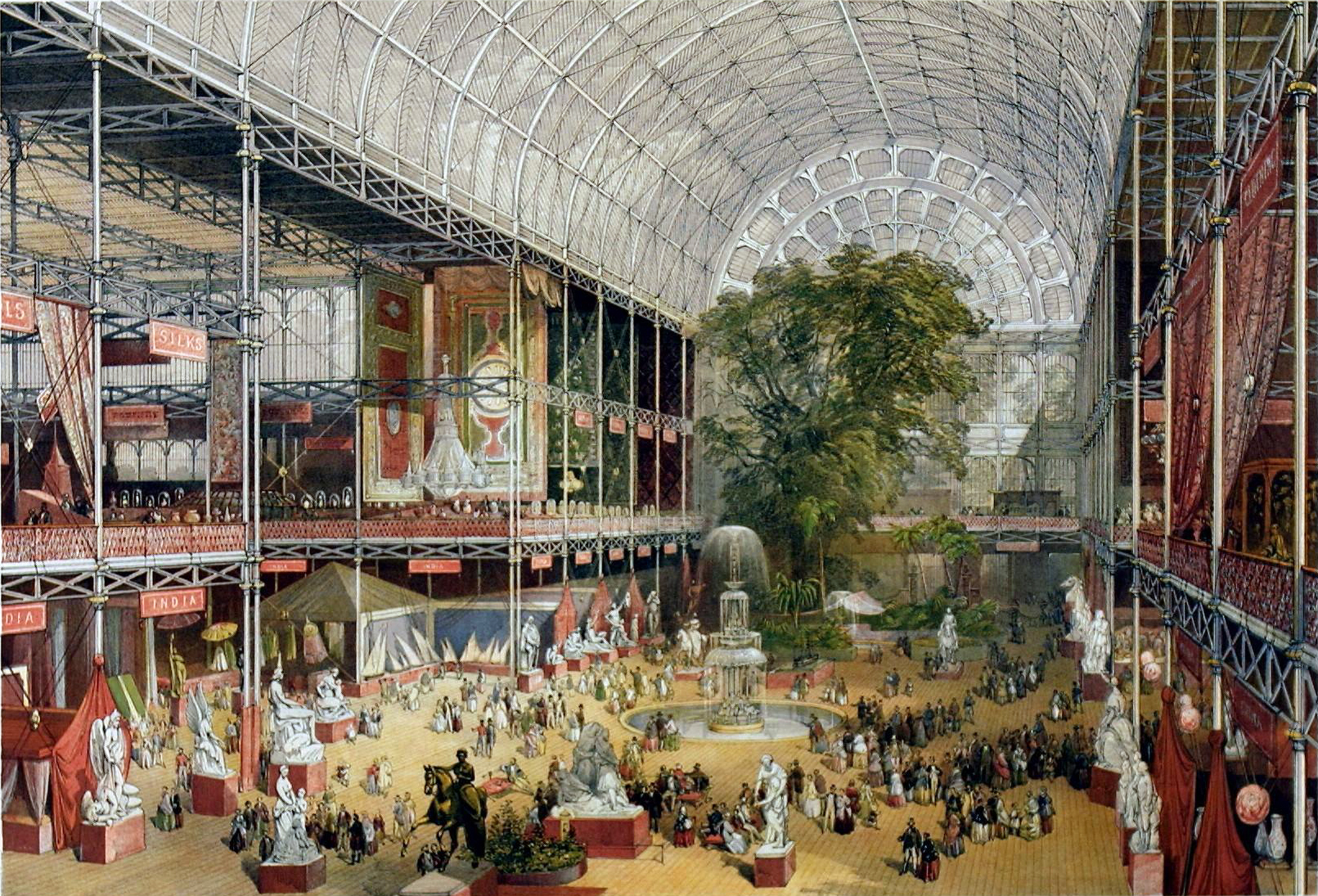
احتضن قصر الكريستال المعرض الكبير سنة 1851

كان الزجاج يصنع منذ القدم في حضارات الشرق الأوسط. ثم طورت طريقة جديدة لإنتاج الزجاج تُعرف باسم عملية الأسطوانة في أوروبا خلال أوائل القرن التاسع عشر. وفي 1832 استخدمت شركة تشانس بروذرز تلك العملية لإنشاء ألواح الزجاج. فأصبحوا المنتجين الرئيسيين للألواح الزجاجية والنوافذ. سمح هذا التقدم بإنشاء ألواح زجاجية أكبر دون انقطاع، وبالتالي مكن تخطيط المساحة بالحرية في التصميمات الداخلية بالإضافة إلى تركيب المباني. ويعد قصر الكريستال المثال الأسمى لاستخدام ألواح الزجاج بهيكل جديد ومبتكر.

### آلة الورق
حصل الفرنسي نيكولاس لويس روبرت على براءة اختراع لآلة لصنع ورقة متصلة على حلقة من ربطة القماش في 1798. تُعرف آلة الورق باسم فوردرينير (Fourdrinier) على اسم الممولين الأخوين سيلي وهنري فوردينيير اللذين كانا يعملان في القرطاسية في لندن. على الرغم من التحسن الكبير مع العديد من الاختلافات فإن آلة Fourdriner هي الوسيلة السائدة لإنتاج الورق اليوم.
أثرت طريقة الإنتاج المستمر التي أظهرتها آلة الورق على تطور الدرفلة المستمرة للحديد والصلب لاحقًا وعمليات الإنتاج المستمر الأخرى.

### الزراعة
تعتبر الثورة الزراعية البريطانية أحد أسباب الثورة الصناعية لأن تحسين الإنتاجية الزراعية حرر العمال للعمل في قطاعات أخرى من الاقتصاد. ومع ذلك كان نصيب الفرد من الإمدادات الغذائية في أوروبا ثابتاً أو متراجعاً ولم يتحسن في بعض أجزاء أوروبا حتى أواخر القرن الثامن عشر. ومن التقنيات الصناعية التي أثرت على الزراعة: آلة زرع البذور والمحراث الهولندي الذي احتوي على أجزاء حديدية وآلة الدرس.
اخترع المحامي الإنجليزي جيثرو تال آلة زرع البذور محسنة سنة 1701. كانت آلة بذارة ميكانيكية توزع البذور بالتساوي عبر قطعة أرض وتزرعها في العمق الصحيح. كان هذا مهمًا لأن محصول البذور المحصودة للبذور المزروعة في ذلك الوقت كان حوالي أربعة أو خمسة. كانت آلة حفر بذور تال مكلفة للغاية ولم تكن موثوق بها وبالتالي لم يكن لها تأثير كبير. لم يتم إنتاج مثاقب للبذور ذات النوعية الجيدة حتى منتصف القرن الثامن عشر.:26
كان محراث جوزيف فولجامبي الذي اخترعه سنة 1730 أول محراث حديدي ناجح تجاريًا.:122:18,21 أما آلة الدرس التي اخترعها المهندس الإسكتلندي أندرو ميكلي في 1784 فقد حلت محل المدرس اليدوي، وظيفة شاقة تستهلك حوالي ربع العمالة الزراعية.:286 واستغرق الأمر عدة عقود لتنتشر وكانت القشة الأخيرة للعديد من عمال المزارع الذين واجهوا المجاعة بسببها، مما أدى إلى تمرد زراعي سنة 1830 في شغب سوينغ.
أدت الأدوات الآلية وتقنيات تشغيل المعادن التي تطورت خلال الثورة الصناعية في النهاية إلى تقنيات تصنيع دقيقة أواخر القرن التاسع عشر لإنتاج المعدات الزراعية بكميات كبيرة، مثل آلات الحصاد والتحزيم والحصادات المدمجة.

### مناجم الفحم
كانت بدايات تعدين الفحم في بريطانيا وبالذات في جنوب ويلز مبكرة. قبل المحرك البخاري كانت أغلب الحفر عبارة عن حفر جرسية ضحلة تتبع تشققات الفحم على طول السطح، ثم تهجر بعد استخراج الفحم منها. وفي حالات أخرى إذا كانت الجيولوجيا مواتية يتم استخراج الفحم عن طريق دهليز أفقي أو يكون المنجم مسحوبا على جانب التل. وفي بعض المناطق يكون المنجم عموديا، ولكن مشكلته المحددة كانت إزالة المياه. يمكن القيام بذلك عن طريق سحب دلاء من الماء إلى أعلى العمود أو إلى نفق (نفق يتم دفعه إلى تل لتصريف المنجم). في كلتا الحالتين يجب تصريف المياه في مجرى أو خندق عند مستوى يمكن أن تتدفق بعيدًا عن طريق الجاذبية.
بدخول مضخة توماس سيفري البخارية سنة 1698 ومحرك نيوكومن الجوي في 1712 سهل بقوة إزالة المياه ومكن من حفر المناجم أعمق، مما أتاح استخراج المزيد من الفحم. كانت تلك التطورات بدأت قبل الثورة الصناعية، وباعتماد تحسينات جون سمتون على محرك نيوكومن تلاها ظهور محرك جيمس واط البخاري الأكثر كفاءة في سبعينيات القرن الثامن عشر قللت من تكاليف الوقود للمحركات، مما جعل المناجم أكثر ربحية. ثم كان محرك الكورنيش الذي طور في 1810 أكثر كفاءة من محرك واط البخاري.
كانت مناجم الفحم في غاية الخطورة بسبب وجود الغاز في العديد من طبقات الفحم. تم توفير درجة معينة من الأمان من خلال مصباح الأمان الذي اخترعه السير همفري ديفي سنة 1816 وكذلك عن طريق جورج ستيفنسون. ومع ذلك أعطت تلك المصابيح فجرًا كاذبًا لأنها أصبحت غير آمنة بسرعة كبيرة وقدمت ضوءًا ضعيفًا. استمرت انفجارات غازات المناجم، وغالبًا ما كانت تؤدي إلى انفجار في غبار الفحم، لذلك ازداد عدد الضحايا خلال القرن التاسع عشر بأكمله. بالإضافة إلى أن ظروف العمل كانت سيئة للغاية، وكذلك خطر سقوط الصخور.

### وسائل النقل
كان النقل الداخلي في بداية الثورة الصناعية يتم عن طريق الأنهار الصالحة للملاحة والطرق البرية، واستخدمت السفن الساحلية لنقل البضائع الثقيلة عن طريق البحر. كذلك استخدم للشحن عربات لنقل الفحم إلى الأنهار، لكن القنوات لم يتم تشكيلها على نطاق واسع بعد. زودت الحيوانات كل القوة المحركة على الأرض، والأشرعة وفرت القوة المحركة في البحر. تم إدخال أول سكة حديدية تقودها الخيول في نهاية القرن الثامن عشر، ودخلت القاطرات البخارية في العقود الأولى من القرن التاسع عشر. عزز تحسين تقنيات الإبحار متوسط سرعة الإبحار بنسبة 50٪ بين 1750 و 1830.
أدت الثورة الصناعية إلى تحسين البنية التحتية للنقل في بريطانيا بشبكة طرق دائرية وقناة وشبكة ممرات مائية وشبكة سكك حديدية. يمكن نقل المواد الخام والمنتجات المنجزة بسرعة أكبر وبتكلفة أقل من ذي قبل. كما سمح النقل المحسن للأفكار الجديدة بالانتشار بسرعة.

#### القنوات والممرات المائية المحسنة

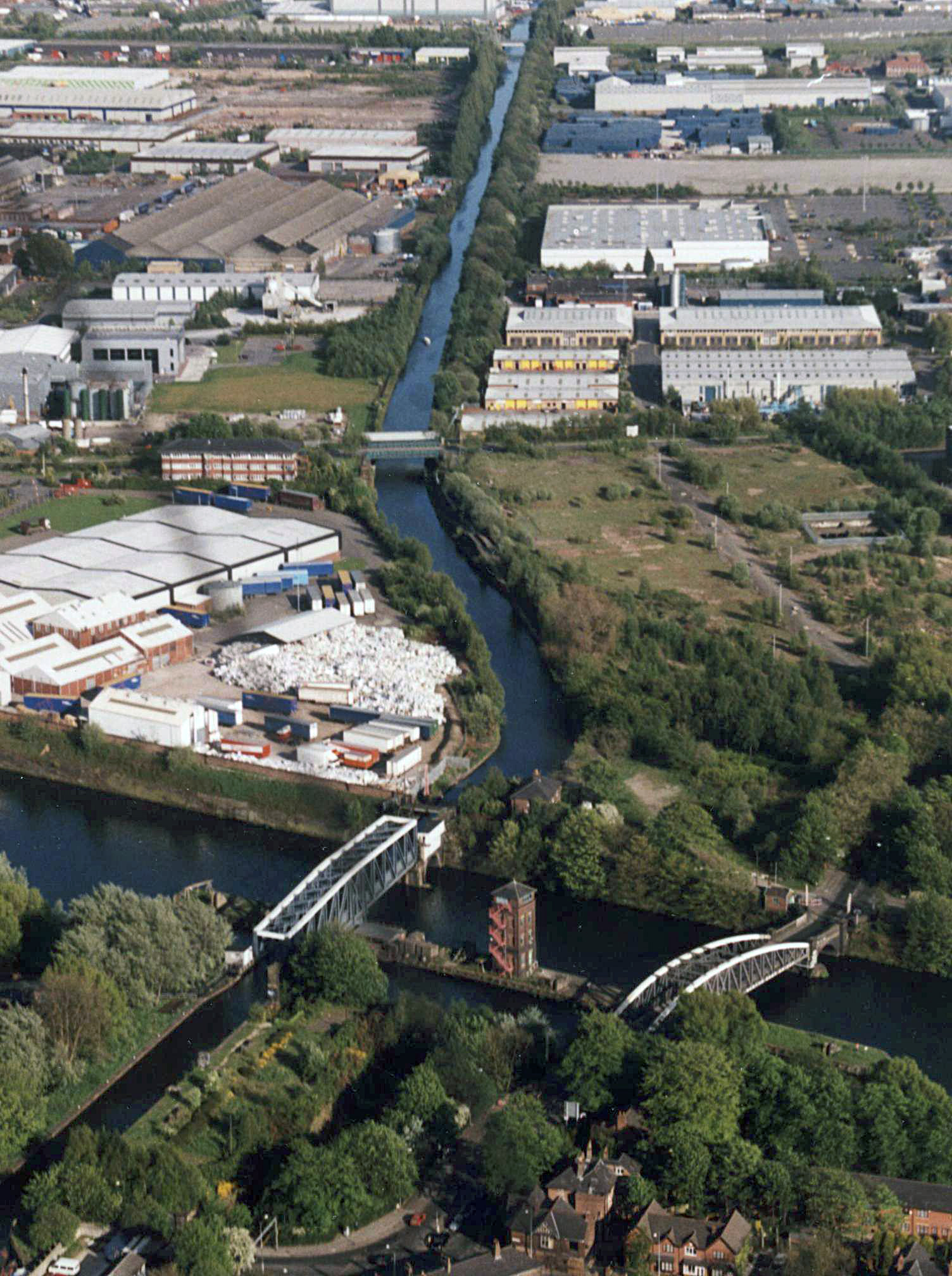
قناة بريدج ووتر التي اشتهرت بنجاحها تجاريا وهي تقطع قناة مانشستر الملاحية أحد آخر القنوات التي بنيت.

سمحت القنوات والمجاري المائية بنقل المواد الكبيرة لمسافات أبعد إلى الداخل. وهذا بسبب قدرة الحصان على سحب بارجة بحمولة أكبر بعشرات المرات من الحمولة التي يمكن سحبها في عربة. لذلك جرى تحسين الملاحة في العديد من الأنهار البريطانية قبل وأثناء الثورة الصناعية، وذلك بإزالة العوائق وتقويم المنحنيات وتوسيع وتعميق وبناء هويسات الملاحة. حتى كان لديها في سنة 1750 أكثر من 1,600 كيلومتر (1,000 ميل) من الأنهار والجداول الصالحة للملاحة.:46
بدأ بناء القنوات في المملكة المتحدة أواخر القرن الثامن عشر لربط مراكز التصنيع الرئيسية بأنحاء البلاد. واشتهرت قناة بريدج ووتر في شمال غرب إنجلترا بنجاحها التجاري الهائل، حيث افتتحت سنة 1761 من ورسلي إلى مدينة مانشستر التي تنمو بسرعة. وموّل الدوق الثالث لبريدجووتر أغلب مشروعها الذي بلغ 168,000£ أو (22٬589٬130£ حسب تقييم 2013). وأهم مزاياها في النقل البري والنهري أنه في خلال عام من افتتاحها سنة 1761 انخفض سعر الفحم في مانشستر بنحو النصف. ساعد هذا النجاح على الإلهام ببناء قنوات أخرى. فبنيت قنوات جديدة على عجل بهدف تكرار النجاح التجاري لقناة بريدجووتر، وأبرزها قناة ليدز وليفربول وقناة التايمز وسيفرن التي افتتحتا في 1774 و 1789 على التوالي.
كانت هناك شبكة وطنية موجودة متكاملة بحلول عشرينيات القرن التاسع عشر. ساعد بناء القناة ليكون نموذج للتنظيم والأساليب المستخدمة في بناء السكك الحديدية بعدها. وبالنهاية حلت السكك الحديدية محلها بأن أصبحت مؤسسات تجارية مربحة بعد انتشارها من أربعينيات القرن التاسع عشر فصاعدًا. كانت آخر قناة رئيسية تم بناؤها في المملكة المتحدة هي قناة مانشستر الملاحية، والتي كانت عند افتتاحها سنة 1894 أكبر قناة للسفن في العالم، وافتتح معها ميناء مانشستر. ومع ذلك لم تحقق أبدًا النجاح التجاري الذي كان يأمله رعاتها وأشاروا إلى أن القنوات هي وسيلة نقل تعيش آخر أيامها في عصر هيمنت عليه السكك الحديدية، والتي كانت أسرع وأرخص في كثير من الأحيان.
تعد شبكة القنوات البريطانية إلى جانب مباني الغزل الباقية من أكثر السمات ديمومة للثورة الصناعية المبكرة التي شوهدت في بريطانيا.

#### شبكة الطرق

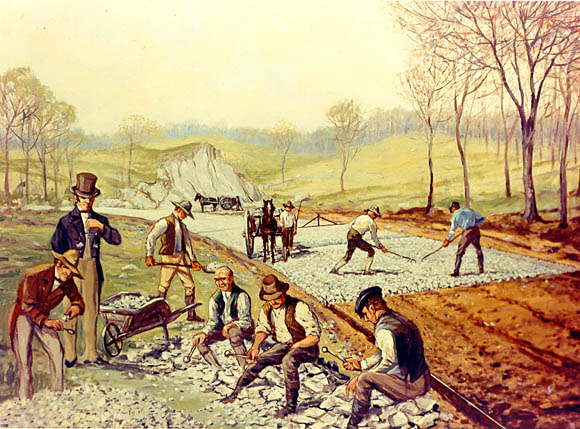
إنشاء أول طريق بالحصى في الولايات المتحدة (1823). يقوم العمال في المقدمة بتكسير الأحجار "حتى لا يتجاوز وزنها 6 أونصات أو تمرير حلقة قطرها بوصتان".

اشتهرت فرنسا بنظام ممتاز للطرق في زمن الثورة الصناعية. لأن معظم الطرق في القارة الأوروبية وفي المملكة المتحدة كانت في حالة سيئة ومدمرة وخطيرة.
ثم بدأت الآلاف الأبرشيات المحلية بصيانة بسيطة للكثير من نظام الطرق البريطاني، ولكن منذ عشرينيات القرن الثامن عشر (وأحيانًا قبلها) أنشئت حواجز رسوم لتحصيل رسوم المرور وصيانة بعض الطرق. فازداد بناء الطرق الرئيسية منذ خمسينيات القرن الثامن عشر إلى الحد الذي أصبح فيه كل طريق رئيسي تقريبًا في إنجلترا وويلز من مسؤولية صناديق حواجز الرسوم. تم بناء طرق هندسية جديدة بإشراف جون ميتكالف وتوماس تيلفورد وأبرزهم جون ماك آدم، حيث كان أول امتداد للطريق «مبلط بالحصى» هو طريق مارش في أشتون جيت في بريستول سنة 1816. كان أول طريق مرصوف بالحصى في الولايات المتحدة هو «طريق بونسبورو تورنبايك» بين هاجرستاون وبونسبورو بولاية ماريلاند في 1823.
كانت حواجز الرسوم تنتشر من لندن وكانت الوسيلة التي تمكن البريد الملكي البريطاني من الوصول إلى بقية البلاد. تم نقل البضائع الثقيلة على هذه الطرق عن طريق عربات بطيئة وعريضة ذات عجلات تجرها فرق من الخيول. أما نقل البضائع الخفيفة فكان بواسطة عربات صغيرة أو مجموعات من الخيول. وكان الحنطور يحمل الأغنياء ويمكن للأقل ثراءً أن يدفعوا لركوب عربات نقل جماعي.
زادت إنتاجية النقل البري بشكل كبير خلال الثورة الصناعية وانخفضت تكلفة السفر بشكل كبير. بين عامي 1690 و 1840 تضاعفت الإنتاجية ثلاث مرات تقريبًا في النقل لمسافات طويلة وزادت أربعة أضعاف في الحنطور.

#### سكك الحديد

لوحة تصور افتتاح خط السكك الحديدية بين ليفربول و مانشستر سنة 1830، أول سكة حديد بين المدن في العالم والتي ولدت هوس سكك الحديد بسبب نجاحها.

كان تقليل الاحتكاك أحد الأسباب الرئيسية لنجاح السكك الحديدية مقارنة بالعربات. وقد تجلى ذلك في ترام خشبي غطيت عرباته بصفيحة حديدية في 1805 في كرويدون بإنجلترا.
«يمكن لحصان جيد على طريق رئيسي سريع أن يجر ألفي رطل أو طن واحد. وجرت دعوة مجموعة من الشخصيات لمشاهدة التجربة، والتي يمكن أن تتحقق تفوق الطريق الجديد من خلال إثبات بصري. تم تحميل اثنتي عشرة عربة بالحجارة حتى تزن كل عربة ثلاثة أطنان، وربطت العربات ببعضها البعض. ثم ربطت بحصان الذي قام بسحب العربات بسهولة لستة ميل [10 كـم] في ساعتين، بعد أن توقف أربع مرات لإظهار أن لديه قوة الانطلاق وكذلك سحب حمولته الكبيرة.»
أصبحت السكك الحديدية عملية من خلال الإدخال الواسع النطاق للحديد المسحوب منخفض التكلفة في 1800، ومخارط الدرفلة لصنع القضبان وتطوير المحرك البخاري عالي الضغط أيضًا حوالي 1800.
بدأت عربات نقل الفحم في مناطق التعدين في القرن السابع عشر وغالبًا ما كانت مرتبطة بأنظمة القنوات أو الأنهار لتيسير حركة الفحم. كانت جميعها تجرها الخيول أو تعتمد على الجاذبية، مع محرك بخاري ثابت يعيد سحب العربات إلى أعلى المنحدر. كانت التطبيقات الأولى للقاطرة البخارية على طرق العربات أو الصفائح (كما كان يطلق عليها غالبًا من ألواح الحديد الزهر المستخدمة). لم تبدأ السكك الحديدية العامة التي تجرها الخيول حتى السنوات الأولى من القرن التاسع عشر عندما أدت التحسينات في إنتاج حديد الصب والحديد المطاوع إلى خفض التكاليف.
بدأ بناء القاطرات البخارية بإدخال محركات بخارية عالية الضغط بعدما انتهت صلاحية براءة اختراع بولتون ووات في 1800. وتخرج محركات الضغط العالي البخار المستخدم إلى الغلاف الجوي، مما أدى إلى التخلص من المكثف ومياه التبريد. وأيضًا كانت أخف وزنًا وأصغر حجمًا بالنسبة لقدرة حصانية معينة من محركات التكثيف الثابتة. تم استخدام عدد قليل من هذه القاطرات المبكرة في المناجم. ثم بدأت السكك الحديدية العامة المنقولة بالبخار مع سكة حديد ستوكتون ودارلينجتون في سنة 1825.
جاء الظهور السريع للسكك الحديدية في أعقاب تجارب رينهيل سنة 1829، والتي أظهرت تصميم قاطرة روبرت ستيفنسون الناجح وتطور الانفجار الساخن في 1828 مما قلل بقوة من استهلاك الوقود في صناعة الحديد وزاد من قدرة الفرن العالي.
في 15 سبتمبر 1830 تم افتتاح خط السكك الحديدية بين ليفربول و مانشستر، وهو أول خط سكة حديد بين المدن في العالم، وحضره رئيس الوزراء دوق ولينغتون. وصمم خط السكة الحديد كلا من جوزيف لوك وجورج ستيفنسون، وربطا مدينة مانشستر الصناعية التي تتوسع بسرعة مع مدينة ميناء ليفربول. شاب الافتتاح مشاكل بسبب الطبيعة البدائية للتكنولوجيا المستخدمة، ولكن تلك المشاكل حلت تدريجياً وأصبحت سكك الحديد ناجحة للغاية، حيث نقلت الركاب والبضائع. أدى نجاح نجاحها بالربط بين المدن وخاصة في نقل البضائع والسلع إلى هوس السكك الحديدية.
بدأ بناء السكك الحديدية الرئيسية التي تربط المدن والبلدات الكبرى في ثلاثينيات القرن التاسع عشر، لكنها اكتسبت زخمًا فقط عند نهاية الثورة الصناعية الأولى. فبعد أن أكمل العديد من العمال السكك الحديدية، لم يعودوا إلى نمط حياتهم الريفي بل بقوا بدلاً من ذلك في المدن، ووفروا عمالة إضافية للمصانع.

### تطويرات أخرى
ومن ضمن الاختراعات الأخرى كان إنتاج نواعير أكثر كفاءة، بناءً على التجارب التي أجراها المهندس البريطاني جون سمتون، ومع بداية صناعة الآلات وأعاد جون سمتون اكتشاف الخرسانة (استنادًا إلى ملاط الجير الهيدروليكي)، التي فُقدت لمدة 1300 عام.

## التأثيرات الاجتماعية

### نظام المصانع
قبل الثورة الصناعية كانت معظم القوة العاملة تعمل في الزراعة، إما ملاك أراضي أو مستأجرين يعملون لحسابهم الخاص، أو عمال زراعيين لا يملكون أرضًا. كان من الشائع للعائلات في أنحاء مختلفة من العالم ينسجون غزلهم وأقمشتهم ويحيكون ملابسهم الخاصة. كما تنسج الأسر وتحيك الملابس من أجل إنتاج السوق. في بداية الثورة الصناعية أنتجت الهند والصين والعراق وأماكن أخرى في آسيا والشرق الأوسط معظم الأقمشة القطنية في العالم بينما أنتج الأوروبيون منتجات الصوف والكتان.
في القرن السادس عشر كان يُمارس في بريطانيا نظام العمل بالباطن [الإنجليزية]، الذي من خلاله ينتج المزارعون وسكان البلدة سلعًا للسوق من منازلهم، والتي توصف بأنها صناعة منزلية. تضمنت سلع نظام الإخراج النموذجي الغزل والنسيج. كان التجار الرأسماليون عادةً يقدمون المواد الخام ويدفعون للعمال بالقطعة، وكانوا مسؤولين عن بيع البضائع. وكان اختلاس العمال للإمدادات ورداءة الجودة من المشاكل الشائعة. كان الجهد اللوجستي في شراء وتوزيع المواد الخام والتقاط البضائع النهائية أيضًا من قيود نظام العمل بالباطن.:57-59
كانت بعض آلات الغزل والنسيج المبكرة مثل مغزل جيني 40 بسعر ستة جنيهات في 1792، أي في متناول الأكواخ.:59 ولكن عند مجيئ الآلات مثل إطار غزل الأسطوانة ومغزل البغل والمناسج الآلية الباهظة الثمن (خاصة إذا كانت تعمل بالماء)، أدى ذلك إلى نشوء ملكية الرأسمالية للمصانع.
كان غالبية عمال مصانع النسيج خلال الثورة الصناعية من النساء غير المتزوجات والأطفال، ومنهم العديد من الأيتام. كانوا يعملون عادة لمدة 12 إلى 14 ساعة في اليوم، ويوم الأحد عطلة لهم. كان من الشائع أن تعمل النساء في المصانع بشكل موسمي خلال فترات الركود في العمل الزراعي. أدى الافتقار إلى وسائل النقل الملائمة، وساعات العمل الطويلة وضعف الأجور إلى صعوبة استئجار العمال والمحافظة عليهم. أصبح العديد من العمال مثل المزارعين النازحين والعمال الزراعيين الذين لم يكن لديهم سوى عملهم للعيش، بأن يصبحوا عمال بالمصانع بدافع الضرورة. (انظر: الثورة الزراعية البريطانية)
كان كارل ماركس ينظر إلى التغيير في العلاقة الاجتماعية لعامل المصنع مقارنةً بالمزارعين والأكواخ بشكل سلبي؛ إلا أنه أدرك الزيادة في الإنتاجية التي أتاحتها التكنولوجيا.

### مستويات المعيشة
يقول بعض الاقتصاديين أمثال روبرت لوكاس جونيور إن التأثير الحقيقي للثورة الصناعية كان أنه "لأول مرة في التاريخ بدأت المستويات المعيشية لعامة الناس تشهد نموًا مستدامًا... لم يذكر الاقتصاديون الكلاسيكيون شيئًا مثل هذا السلوك الاقتصادي، حتى باعتباره احتمالًا نظريًا. ومع ذلك جادل آخرون بأنه في حين أن نمو القوى الإنتاجية الإجمالية للاقتصاد كان غير مسبوق خلال الثورة الصناعية، إلا أن مستويات المعيشة لغالبية السكان لم تنمو بشكل ملموس حتى أواخر القرن التاسع عشر وبداية العشرين، وهذا من نواحٍ عديدة تدهورت مستويات معيشة العمال في ظل الرأسمالية المبكرة: على سبيل المثال أظهرت الدراسات أن الأجور الحقيقية في بريطانيا زادت بنسبة 15٪ بين 1780-1850، و أن متوسط العمر المتوقع في بريطانيا لم يبدأ في الزيادة بقوة إلا في عقد 1870. وبالمثل انخفض متوسط زيادة السكان خلال الثورة الصناعية، مما يعني أن حالتهم التغذوية آخذة في الانخفاض أيضًا. وأن الأجور الحقيقية لا تواكب أسعار الغذاء.
خلال الثورة الصناعية زاد متوسط العمر المتوقع للأطفال بشكل كبير. وانخفضت نسبة أطفال لندن الذين يموتون قبل سن الخامسة من 74.5٪ في 1730-1749 إلى 31.8٪ في 1810-1829.
كانت التأثيرات على الظروف المعيشية للثورة الصناعية مثيرة للجدل للغاية، وناقشها المؤرخون الاقتصاديون والاجتماعيون بشدة بين عقدي 1950 و 1980. فظهرت سلسلة من المقالات في عقد 1950 كتبها هنري فيلبس براون وشيلا هوبكنز حددت لاحقًا الإجماع الأكاديمي على أن الجزء الأكبر من السكان الذين كانوا في أسفل السلم الاجتماعي عانوا من انخفاض حاد في مستويات معيشتهم. وبينما ظهر خلال الفترة من 1813-1913 زيادة كبيرة في أجور العمال.

#### الغذاء والتغذية
كان الجوع المزمن وسوء التغذية هما القاعدة بالنسبة لغالبية سكان العالم -ومن ضمنهما بريطانيا وفرنسا- إلى أواخر القرن التاسع عشر. حتى حوالي سنة 1750 كان متوسط العمر المتوقع في فرنسا حوالي 35 عامًا وحوالي 40 عامًا في بريطانيا، ويعزى ذلك في جزء كبير منه إلى سوء التغذية. كان سكان الولايات المتحدة في ذلك الوقت يتغذون بشكل كافٍ، وكانوا أطول بكثير في المتوسط وكان متوسط العمر المتوقع 45-50 عامًا على الرغم من انخفاض متوسط العمر المتوقع في الولايات المتحدة ببضع سنوات بحلول منتصف القرن التاسع عشر. كما انخفض استهلاك الغذاء للفرد خلال حلقة تُعرف باسم لغز ما قبل الحرب [الإنجليزية].
تأثرت الإمدادات الغذائية في بريطانيا العظمى سلبًا بقوانين الذرة (1815-1846). تم سن قوانين الذرة التي فرضت تعريفات على الحبوب المستوردة، لإبقاء الأسعار مرتفعة من أجل إفادة المنتجين المحليين. ولكن ألغي قوانين الذرة في السنوات الأولى من مجاعة أيرلندا الكبرى.
لم تؤثر التقنيات الأولية للثورة الصناعية مثل المنسوجات الآلية والحديد والفحم سوى القليل في خفض أسعار المواد الغذائية. ففي بريطانيا وهولندا زاد الإمداد الغذائي قبل الثورة الصناعية بسبب الممارسات الزراعية الأفضل؛ ومعها نما عدد السكان أيضًا، كما أشار توماس مالتوس. تسمى هذه الحالة بمصيدة مالتوس، وقد بدأ أخيرًا التغلب عليها من خلال تحسينات النقل، مثل القنوات والطرق المحسنة والمراكب البخارية. تم إدخال السكك الحديدية والبواخر قرب نهاية الثورة الصناعية.

#### الإسكان
خلال القرن التاسع عشر بدأ النمو السكاني بالتسارع في المدن الصناعية الجديدة، بالإضافة إلى مدن الخدمات مثل إدنبرة ولندن. كان العامل الحاسم هو التمويل، والذي تمت إدارته ببناء مجمعات سكانية تعاقدت مباشرة مع شركات المقاولات الكبرى. كان الإيجار من أصحاب المساكن هو الوضع السائد. يقول بي كيمب أن هذا كان عادةً مفيدًا للمستأجرين. انتقل الناس للعيش بسرعة كبيرة ولم يكن هناك ما يكفي من رأس المال لبناء مساكن مناسبة للجميع، لذلك حشر الوافدون الجدد من ذوي الدخل المنخفض في أحياء فقيرة مكتظة. كانت المياه النظيفة والصرف الصحي ومرافق الصحة العامة غير كافية؛ ومعدل الوفيات مرتفعًا، وخاصة وفيات الرضع ومرض السل بين الشباب. كانت الكوليرا من المياه الملوثة والتيفوئيد مستوطنة. على عكس المناطق الريفية، لم تكن هناك مجاعات مثل تلك التي دمرت أيرلندا في أربعينيات القرن التاسع عشر.
ازدهر عدد كبير من الأدبيات الفاضحة التي تدين تلك الظروف غير الصحية. والمنشور الأكثر شهرة هو لفريدريك إنجلز أحد مؤسسي الحركة الاشتراكية، وصف حالة الطبقة العاملة في إنجلترا في 1844 وأحياء الشوارع الداخلية لمانشستر ومدن الصناعية الأخرى، حيث كان الناس يعيشون في عشش وأكواخ بدائية، بعضها ليس مغلق بالكامل، وبعضها بأرضيات متسخة. كان لتلك المدن العشوائية ممرات ضيقة بين البيوت غير المنتظمة. لم تكن هناك مرافق صحية. كانت الكثافة السكانية عالية للغاية. ومع ذلك لم يعيش الجميع في مثل هذه الظروف السيئة. فقد أنتجت الثورة الصناعية طبقة وسطى من رجال الأعمال والكتاب ورؤساء العمال والمهندسين الذين عاشوا في ظروف أفضل بكثير.
تحسنت الظروف على مدار القرن التاسع عشر بسبب قوانين الصحة العامة الجديدة التي نظمت الصرف الصحي والنظافة وبناء المنازل. في مقدمة طبعته لسنة 1892 لاحظ إنجلز أن معظم الظروف التي كتب عنها سنة 1844 قد تحسنت بشكل كبير. على سبيل المثال أدى قانون الصحة العامة لسنة 1875 إلى إنشاء منازل ذات شرفات أكثر صحية.

#### الصرف الصحي
وصف فريدريك إنجلز في كتابه حالة الطبقة العاملة في إنجلترا سنة 1844 كيف أن مياه الصرف الصحي غير المعالجة تخلق روائح كريهة وتحول الأنهار إلى خضراء في المدن الصناعية.
وفي سنة 1854 تتبع جون سنو تفشي الكوليرا في سوهو في لندن إلى التلوث البرازي لبئر مياه عامة بواسطة حفرة امتصاصية منزلية. استغرقت النتائج التي توصل إليها سنو حول إمكانية انتشار الكوليرا عن طريق المياه الملوثة عدة سنوات حتى تم قبولها، لكن عمله أدى إلى تغييرات أساسية في تصميم أنظمة المياه العامة والنفايات.

#### إمدادات المياه
اعتمدت إمدادات المياه قبل الصناعة على أنظمة الجاذبية وتم ضخ المياه بواسطة عجلات المياه. كانت الأنابيب عادة مصنوعة من الخشب. فسمحت المضخات التي تعمل بالبخار وأنابيب الحديد بتوصيل المياه إلى نطاق أوسع حتى أحواض سقي الخيول والمنازل.

### محو الأمية والتحول الصناعي
بدأ التصنيع الحديث في إنجلترا واسكتلندا في القرن الثامن عشر، حيث كانت هناك مستويات عالية نسبيًا من التعليم ومعرفة القراءة والكتابة بين المزارعين وخاصة في اسكتلندا. سمح ذلك بتوظيف الحرفيين المتعلمين والعمال المهرة والملاحظين والمديرين الذين أشرفوا على مصانع النسيج الناشئة ومناجم الفحم. كان الكثير من العمال غير مهرة، خصوصا في مصانع النسيج حيث أثبت الأطفال الذين أقل من ثماني سنوات فائدتهم في التعامل مع الأعمال المنزلية وزيادة دخل الأسرة. في الواقع تم إخراج الأطفال من المدرسة للعمل مع والديهم في المصانع. ومع ذلك بحلول منتصف القرن التاسع عشر كانت القوى العاملة غير الماهرة شائعة في أوروبا الغربية، وانتقلت الصناعة البريطانية إلى مستوى راقٍ، فاحتاجت إلى المزيد من المهندسين والعمال المهرة الذين يمكنهم التعامل مع التعليمات الفنية والتعامل مع المواقف المعقدة. كان محو الأمية ضروريًا للتوظيف. قال مسؤول حكومي كبير للبرلمان سنة 1870:
«يعتمد الازدهار الصناعي على سرعة توفير التعليم الابتدائي. لا جدوى من محاولة إعطاء تعليم تقني لمواطنينا دون تعليم أولي؛ إن العمال غير المتعلمين - والعديد من عمالنا غير متعلمين تمامًا - هم في الغالب عمال غير مهرة، وإذا تركنا عمالنا من الآن غير مهرة، على الرغم من أعصابهم القوية وطاقتهم الشديدة، فسينهزمون أمام التنافس العالمي.»
ساعد اختراع آلة الورق وتطبيق الطاقة البخارية على العمل الصناعي للطباعة على التوسع الهائل في نشر الصحف والكتيبات، مما ساهم في زيادة محو الأمية والمطالبة بالمشاركة السياسية الجماهيرية.

### الملابس والسلع الاستهلاكية

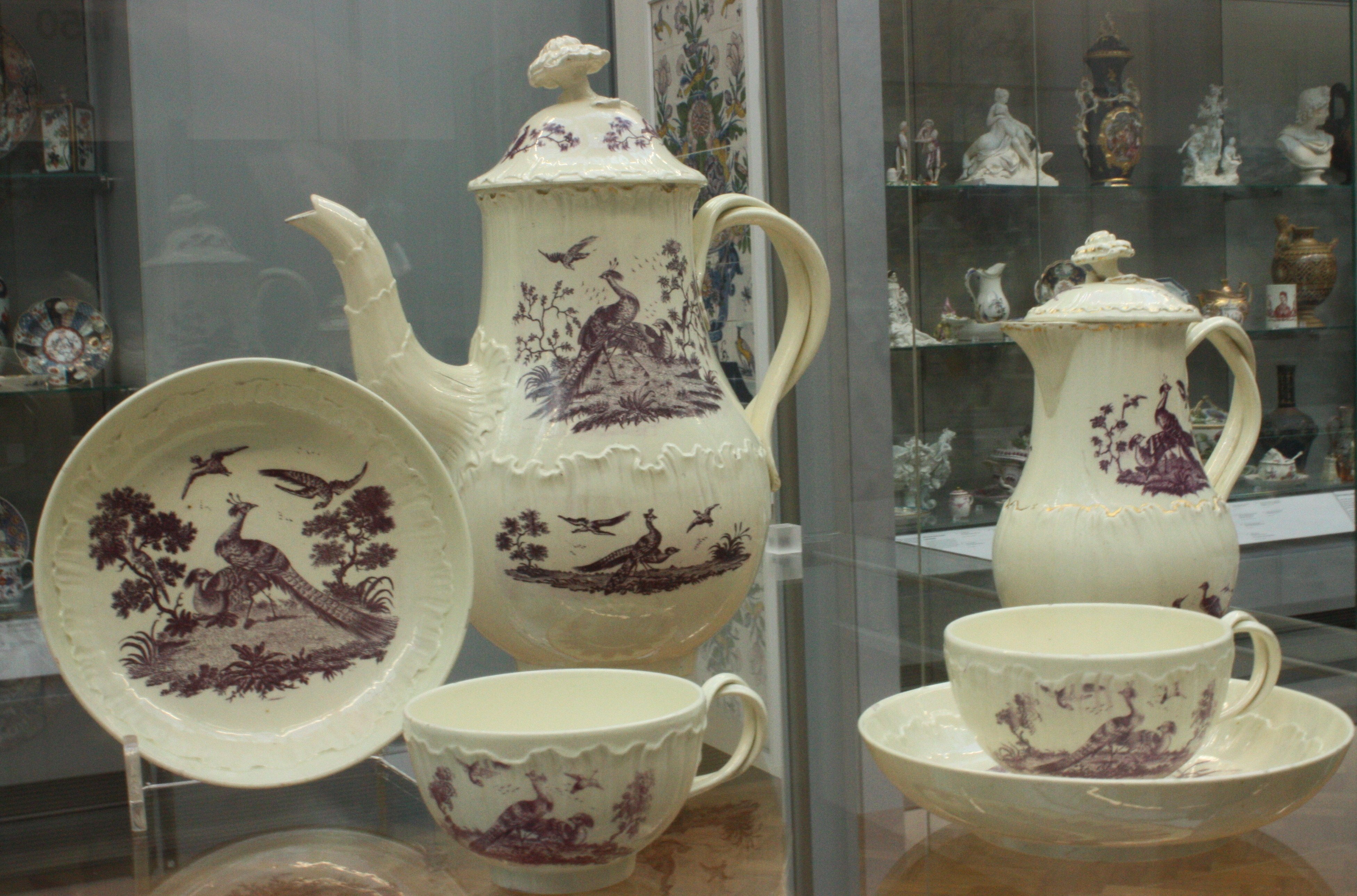
فخار ويدج وود لخدمة الشاي والقهوة

استفاد المستهلكون من انخفاض أسعار الملابس والأدوات المنزلية مثل أواني الطهي المصنوعة من الحديد الزهر، ثم تلتها مواقد الطهي وتدفئة الأماكن في العقود التالية. وأصبحت القهوة والشاي والسكر والتبغ والشوكولاتة في متناول الكثيرين في أوروبا. شهدت ثورة المستهلك في إنجلترا منذ بداية القرن السابع عشر إلى حوالي 1750 زيادة ملحوظة في استهلاك وتنوع السلع والمنتجات الكمالية من قبل أفراد من خلفيات اقتصادية واجتماعية مختلفة. مع التحسينات في تقنية النقل والتصنيع، أصبحت فرص البيع والشراء أسرع وأكثر كفاءة من السابق. اتساع نطاق تجارة المنسوجات في شمال إنجلترا يعني أن البدلة المكونة من ثلاث قطع أصبحت في متناول الجماهير. بدأت أنية المائدة الخزفية المصنوعة من البورسلين والأواني الخزفية ويدجوود التي أسسها يوشيا ويدجوود سنة 1759 في أن تصبح سمة مشتركة على طاولات الطعام. أدى الازدهار المتزايد والحراك الاجتماعي في القرن الثامن عشر إلى زيادة عدد الأشخاص ذوي الدخل الميسور، وبدأ بالظهور نظام تسويق السلع (التي كان ويدجوود رائدًا فيها) للأفراد بدلاً من عناصر الأسرة، والوضع الجديد للسلع بأنها رمز للمكانة مرتبطة بالتغيرات في الموضة والرغبة للجاذبية الجمالية.
«مع النمو السريع للبلدات والمدن ، أصبح التسوق جزءًا مهمًا من الحياة اليومية. أصبح التسوق في الشارع وشراء السلع نشاطًا ثقافيًا في حد ذاته، وتم افتتاح العديد من المتاجر الحصرية في مناطق حضرية أنيقة: في ستراند وبيكاديللي في لندن على سبيل المثال، وفي مدن السبا مثل باث وهاروغيت. أدى الازدهار والتوسع في الصناعات التحويلية مثل الفخار والأدوات المعدنية إلى زيادة اختيار المستهلك بشكل كبير. فعندما كان العمال يأكلون من أطباق معدنية بأدوات خشبية، أصبح العمال العاديون يأكلون الآن على خزف ويدجوود. جاء المستهلكون للمطالبة بمجموعة من السلع والمفروشات المنزلية الجديدة: السكاكين والشوك المعدنية على سبيل المثال، بالإضافة إلى البسط والسجاد والمرايا ومواقد الطهي والأواني والمقالي والساعات ومجموعة مذهلة من الأثاث. لقد حان عصر الاستهلاك الشامل.
«بريطانيا الجورجية، صعود النزعة الاستهلاكية» الدكتور ماثيو وايت، المكتبة البريطانية.»
أدت زيادة معدلات معرفة القراءة والكتابة والتصنيع واختراع السكك الحديدية إلى خلق سوق جديد للأدب الشعبي الرخيص للجماهير والقدرة على تعميمه على نطاق واسع. فأنتجت سلسلة بيني دريدفول في ثلاثينيات القرن التاسع عشر لتلبية هذا الطلب. وصفت صحيفة الغارديان روايات بيني المروعة بأنها «أول تذوق بريطاني للثقافة الشعبية التي يتم إنتاجها بكميات كبيرة للشباب»، و «المعادل الفيكتوري لألعاب الفيديو». وقد بيعت من دوريات الأولاد في ستينيات وسبعينيات القرن التاسع عشر أكثر من مليون مجلة دورية في الأسبوع. استخدم تشارلز ديكنز الذي وصفته مجلة باريس ريفيو بأنه «رجل مؤلف» ابتكارات الثورة الصناعية لبيع كتبه مثل المطابع الجديدة القوية، وعائدات الإعلانات المعززة، والتوسع في خطوط السكك الحديدية. أصبحت روايته الأولى مذكرات بكوك (1836) ظاهرة نشر، حيث أدى نجاحها غير المسبوق إلى ظهور العديد من المنتجات العرضية وبضائع «بكوك» التي تتراوح من سيجار وأوراق اللعب والتماثيل الصينية وألغاز سام ويلر وتلميع أحذية ويلر وكتب النكات. كتب نيكولاس دامس في مجلة ذي أتلانتيك أن «الأدب» ليس صفة كبيرة لتكفي لبكوك. لقد حددت خاصيتها واحدة جديدة تعلمنا أن نسميها «الترفيه».
وفي سنة 1861 أسس رجل الأعمال الويلزي برايس برايس جونز أول شركة أوامر بالبريد، وهي فكرة من شأنها أن تغير طبيعة تجارة التجزئة. بيع الفانيلا الويلزية نشأ كتالوجات الطلبات بالبريد، حيث تمكن العملاء من الطلب عن طريق البريد لأول مرة - هذا بعد بريد البيني الموحد في 1840 واختراع طابع البريد (بيني بلاك) حيث كانت هناك رسوم بنس واحد مقابل النقل والتسليم بين أي مكانين في المملكة المتحدة بغض النظر عن المسافة - وتم تسليم البضائع في جميع أنحاء المملكة المتحدة عبر نظام السكك الحديدية الذي تم إنشاؤه حديثًا.  مع توسع شبكة السكك الحديدية في الخارج توسعت أعماله كذلك.

### الزيادة السكانية
تعد الثورة الصناعية أول حقبة في التاريخ يتزامن خلالها زيادة في كل من السكان ودخل الفرد.
وفقًا لروبرت هيوز: كان عدد سكان إنجلترا وويلز الذي ظل ثابتًا عند ستة ملايين من 1700 إلى 1740 قد ارتفع بقوة بعد عام 1740. وازداد سكان إنجلترا بأكثر من الضعف من 8.3 مليون في 1801 إلى 16.8 مليون في 1850، ثم تضاعف مرة أخرى سنة 1901 إلى 30.5 مليون. أدت الظروف المحسنة إلى زيادة عدد سكان بريطانيا من 10 ملايين إلى 40 مليونًا في عقد 1800. وزاد عدد سكان أوروبا من حوالي 100 مليون في 1700 إلى 400 مليون بحلول 1900.

### التحضر

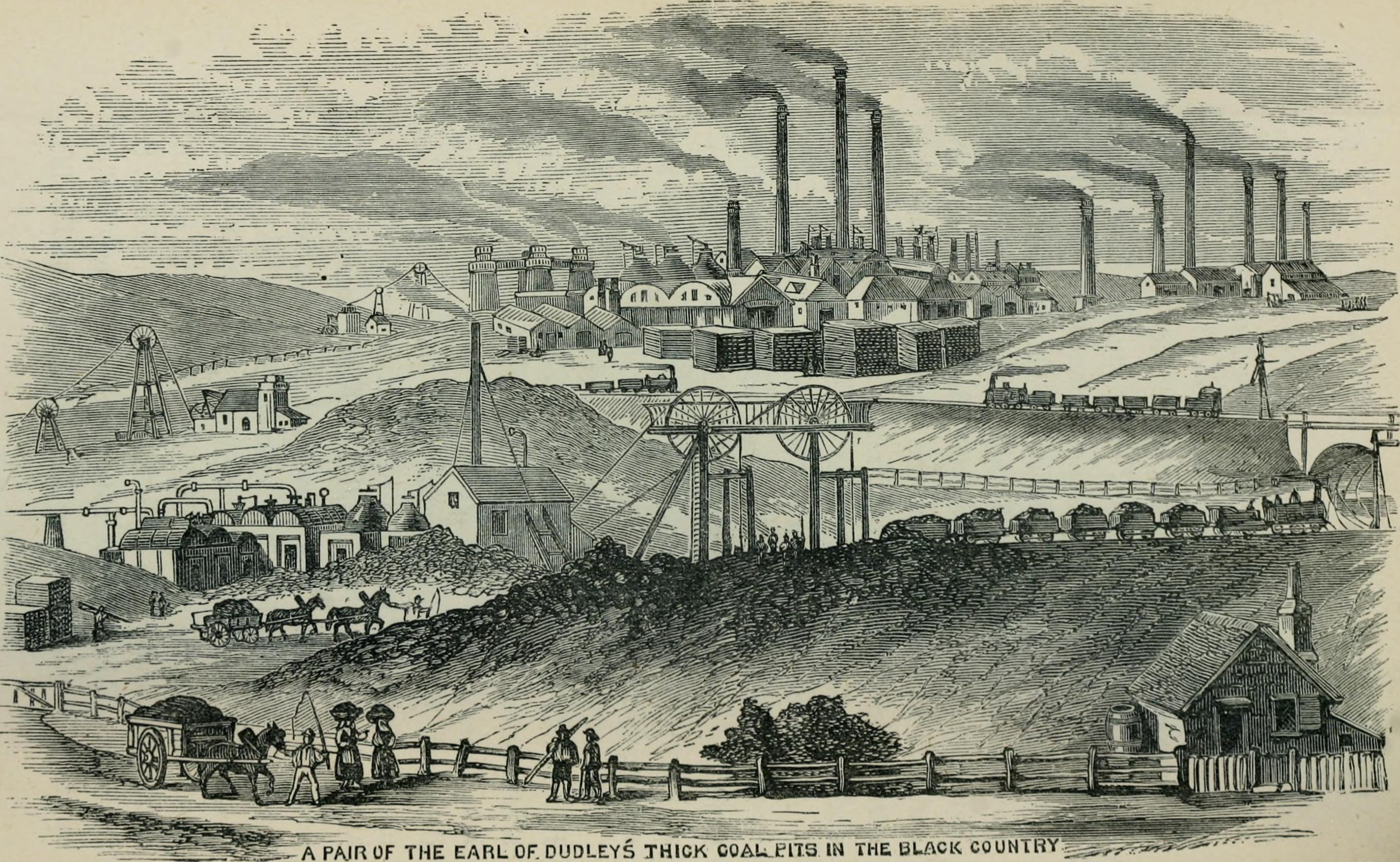
الأراضي السوداء في إنجلترا، غرب برمنغهام

أدى نمو الصناعة الحديثة منذ أواخر القرن الثامن عشر إلى تمدين هائل وظهور مدن كبرى جديدة، بدأت أولاً في أوروبا ثم في مناطق أخرى في العالم، حيث جلبت الفرص الجديدة أعدادًا هائلة من المهاجرين من المجتمعات الريفية إلى المناطق الحضرية. ففي سنة 1800 كان 3٪ فقط من سكان العالم يعيشون في المدن، مقارنة بحوالي 50٪ اليوم (بداية القرن الحادي والعشرين). كان عدد سكان مانشستر 10,000 نسمة سنة 1717، وازداد سكانها في 1911 إلى 2.3 مليون نسمة.

### التأثير على المرأة والحياة الأسرية
ناقش مؤرخو النسوية تأثير الثورة الصناعية والرأسمالية بشكل عام على وضع المرأة. من خلال اتخاذ جانب متشائم، وذكرت أليس كلارك بأنه عندما وصلت الرأسمالية إلى إنجلترا في القرن السابع عشر انخفضت مكانة المرأة لأنها فقدت الكثير من أهميتها الاقتصادية. وقالت كلارك بأنه في القرن السادس عشر كانت النساء في إنجلترا يشاركن في العديد من جوانب الصناعة والزراعة. كان المنزل وحدة مركزية للإنتاج ولعبت المرأة دورًا حيويًا في إدارة المزارع وفي بعض الحرف والعقارات. أدوارهن الاقتصادية المفيدة أعطتهن نوعًا من المساواة مع أزواجهن. ومع ذلك فقد ذكرت أنه مع توسع الرأسمالية في القرن السابع عشر ازداد تقسيم العمل مع قيام الزوج بوظائف مدفوعة الأجر خارج المنزل، وتحولت الزوجة إلى أعمال منزلية غير مدفوعة الأجر. كانت نساء الطبقة الوسطى والعليا محصورة في حياة منزلية خاملة، ويشرفن على الخدم؛ أُجبرت نساء الطبقة الدنيا على العمل في وظائف منخفضة الأجر. لذلك كان للرأسمالية تأثير سلبي على المرأة القوية.
وفي تفسير أكثر إيجابية ذكرت آيفى بينشبيك بأن الرأسمالية خلقت الظروف لتحرر المرأة. أكد تيلي وسكوت على الاستمرارية في وضع المرأة بمرورها على ثلاث مراحل في التاريخ الإنجليزي. في حقبة ماقبل الصناعة كان الإنتاج في الغالب للاستخدام المنزلي، وكانت النساء تنتج الكثير من احتياجات الأسرة. وفي المرحلة الثانية كان «اقتصاد الأسرة المأجور» للتصنيع المبكر؛ كانت الأسرة بأكملها تعتمد على الأجر الجماعي لأفرادها، بما في ذلك الزوج والزوجة والأولاد الأكبر سنًا. المرحلة الثالثة أو الحديثة هي «اقتصاد استهلاك الأسرة»، حيث تكون الأسرة هي المستهلكة، وتعمل النساء بأعداد كبيرة في وظائف البيع بالتجزئة والوظائف المكتبية لدعم مستويات الاستهلاك المتزايدة.
ميزت أفكار التوفير والعمل الجاد عائلات الطبقة الوسطى عندما اجتاحت الثورة الصناعية أوروبا. تم عرض هذه القيم في كتاب المساعدة الذاتية لصموئيل سمايلز والذي ذكر فيه أن بؤس الطبقات الفقيرة كان «طوعيًا ومفروضًا ذاتيًا نتيجة الكسل والادخار والعصبية وسوء السلوك».

### ظروف العمل

#### الهيكل الاجتماعي وظروف العمل
من حيث البنية الاجتماعية شهدت الثورة الصناعية انتصار الطبقة الوسطى من الصناعيين ورجال الأعمال على طبقة الأمراء والنبلاء. فوجد العمال العاديون فرصًا جيدة للتوظيف في معامل النسيج والمصانع الجديدة، لكنها غالبًا كانت في ظل ظروف عمل صارمة مع ساعات عمل طويلة تهيمن عليها وتيرة تحددها الآلات. ففي أواخر 1900 كان معظم العمال الصناعيين في الولايات المتحدة يعملون لمدة 10 ساعات في اليوم (12 ساعة في صناعة الصلب)، ولكنهم يكسبون مابين 20٪ - 40٪ أقل من الحد الأدنى الذي يعتبر ضروريًا لحياة كريمة؛ ومع ذلك فإن معظم العاملين في المنسوجات والتي كانت الصناعة الرائدة جدا من حيث التوظيف، كانوا من النساء والأطفال. بالنسبة لعمال الطبقات الكادحة كانت الحياة الصناعية «صحراء صخرية وكان عليهم جعلها صالحة للسكن بجهودهم الخاصة». كما كانت ظروف العمل القاسية سائدة قبل فترة طويلة من الثورة الصناعية. كان مجتمع ما قبل الصناعة [الإنجليزية] جامدًا جدًا وقاسيًا في كثير من الأحيان - حيث عمالة الأطفال وظروف المعيشة القذرة وساعات العمل الطويلة سائدة قبل الثورة الصناعية.

#### المصانع والتحضر

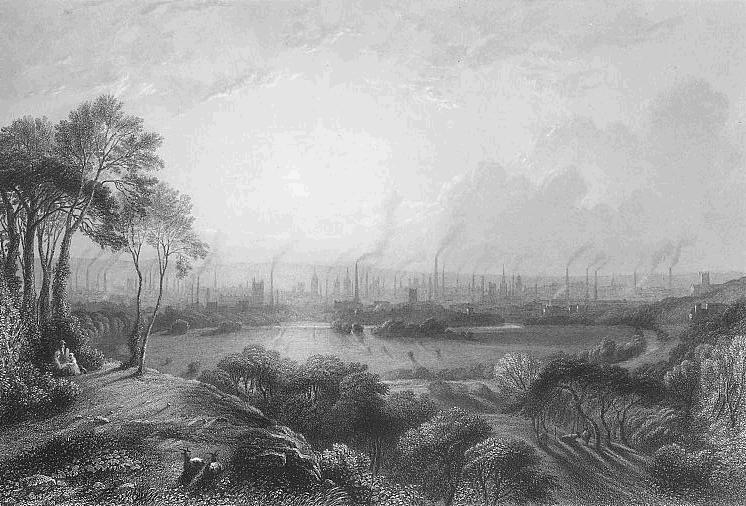
صورة لمانشستر إنجلترا ("مدينة القطن") سنة 1840 حيث تظهر كثافة دخان المصانع

ساهم التصنيع إلى إنشاء المصانع. ساهم نظام المصانع في نمو المناطق الحضرية، حيث هاجرت أعداد كبيرة من العمال من الريف إلى المدن بحثًا عن عمل في المصانع. ومن الصورة يتضح أنه لايوجد أفضل من مصانع والصناعات المرتبطة بمانشستر أول مدينة صناعية في العالم، واشتهرت بلقب مدينة القطن (Cottonopolis). شهدت مانشستر زيادة في عدد سكانها ستة أضعاف ما بين 1771 و 1831. ونمت برادفورد بنسبة 50٪ كل عشر سنوات بين 1811 و 1851 وبحلول 1851 وُلِد 50٪ فقط من سكان برادفورد.
بالإضافة إلى ذلك، بين سنوات 1815 و 1939 غادر 20٪ من سكان أوروبا منازلهم بسبب الفقر، والزيادة السريعة في عدد السكان، وتشرد الفلاحين والصناعات اليدوية. لقد تم جذبهم إلى الخارج بسبب الطلب الهائل على العمالة في الخارج وتوافر الأرض ووسائل النقل الرخيصة. ومع ذلك لم يجد الكثيرون حياة مُرضية في منازلهم الجديدة، مما أدى إلى عودة 7 ملايين منهم إلى أوروبا. كان لهذه الهجرة الجماعية آثار ديموغرافية كبيرة: ففي 1800 كان أقل من 1٪ من سكان العالم يتألفون من الأوروبيين في الخارج وأحفادهم. بحلول 1930 مثلوا 11٪. شعرت الأمريكتان بالعبء الأكبر لتلك الهجرة الضخمة التي تركزت بقوة في الولايات المتحدة.
خلال الجزء الأكبر من القرن التاسع عشر كان الإنتاج يتم في معامل صغيرة تعمل بالطاقة المائية، وبنيت تلبية للاحتياجات المحلية. بعدها كان لكل مصنع محرك بخاري خاص به ومدخنة لإعطاء تدفق فعال من خلال المرجل الخاص به.
في الصناعات الأخرى، لم يكن الانتقال إلى إنتاج المصنع مثيرًا للانقسام. حاول بعض الصناعيين أنفسهم تحسين ظروف المصنع والمعيشة لعمالهم. كان روبرت أوين من أوائل هؤلاء الإصلاحيين، واشتهر بجهوده الرائدة في تحسين ظروف العمال في مصانع نيو لانارك، وغالبًا ما يُنظر إليه على أنه أحد المفكرين الرئيسيين للحركة الاشتراكية المبكرة.
بحلول 1746 كان هناك مصنع نحاس متكامل يعمل في وارملي بالقرب من بريستول. تدخل مواد الخام في أحد طرفيه، وتصهر إلى نحاس وتحوله إلى مقالي ودبابيس وأسلاك وسلع أخرى. وسكن العمال متوفر في الموقع. كان يوشيا ويدجوود وماثيو بولتون (الذي اكتمل مصنعه في سوهو سنة 1766) من أوائل الصناعيين البارزين الآخرين الذين استخدموا نظام المصانع.

#### عمالة الأطفال

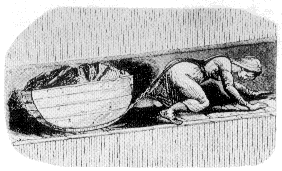
شاب يسحب حوض فحم داخل قبو منجم. أصدرت بريطانيا قوانين في 1842 و 1844 لتحسين ظروف العمل في المناجم.

ساهمت الثورة الصناعية في زيادة عدد السكان ولكنها لم تساهم بتحسين فرص بقاء الأطفال على قيد الحياة، مع أن معدلات وفيات الرضع قد انخفضت بقوة. فالأطفال الذين يجب عليهم أن يعملوا تكون فرصهم في التعليم محدودة. ويدفع أصحاب العمل للطفل راتبا أقل من البالغ مع أن إنتاجيتهم متقاربة؛ لم تكن هناك حاجة لقوة في تشغيل آلة صناعية، وبما أن النظام الصناعي كان جديدًا تمامًا، لم يكن هناك عمال من أهل الخبرة. وكانت عمالة الأطفال أمر مرغوب به للتصنيع في المراحل الأولى من الثورة الصناعية في القرن الثامن عشر والتاسع عشر. وذكر أن في إنجلترا واسكتلندا سنة 1788 كان ثلثي العمال في 143 مصنع قطن تعمل بالطاقة المائية كانوا أطفال.
كانت عمالة الأطفال موجودة قبل الثورة الصناعية ولكن مع زيادة عدد السكان والتعليم أصبحت أكثر وضوحا. أُجبر العديد من الأطفال على العمل في ظروف سيئة نسبيًا مقابل أجر أقل بكثير «10-20٪» من أجر الذكور البالغين.
تمت كتابة تقارير توضح بالتفصيل بعض الانتهاكات، لا سيما في مناجم الفحم ومصانع النسيج، وساعدت تلك التقارير على نشر مأساة الأطفال. ساعد الاحتجاج العام وخاصة بين الطبقات العليا والمتوسطة في إحداث تغيير في رفاهية العمال الشباب.
حاول السياسيون والحكومة الحد من عمالة الأطفال بالقانون لكن أصحاب المصانع قاوموا. شعر البعض بأنهم يساعدون الفقراء من خلال منح أطفالهم المال لشراء الطعام لتجنب المجاعة، والبعض الآخر رحب ببساطة بالعمالة الرخيصة. وجرى تمرير أول قوانين عامة ضد عمالة الأطفال في «قوانين المصانع» في بريطانيا خلال 1833 و 1844: فلم يُسمح للأطفال الذين تقل أعمارهم عن 9 سنوات بالعمل، ولم يُسمح للأطفال بالعمل ليلاً، وعمل الشباب دون سن 18 عاما محددا باثنتي عشرة ساعة باليوم. أشرف مفتشو المصانع على تنفيذ القانون، إلا أن ندرتهم جعلت إنفاذ القانون أمرًا صعبًا. بعد حوالي عشر سنوات تم حظر تشغيل الأطفال والنساء في المناجم. على الرغم من أن مثل هذه القوانين قللت من عدد الأطفال العاملين، إلا أن عمالة الأطفال ظلت موجودة بوضوح في أوروبا والولايات المتحدة حتى القرن العشرين.

#### المنظمات العمالية
ركزت الثورة الصناعية العمالة في المعامل والمصانع والمناجم، مما سهل تنظيم اتحادات أو نقابات عمالية للمساعدة في النهوض بمصالح العمال. يمكن لقوة الاتحاد أن تطالب بشروط أفضل من خلال سحب كل العمالة والتسبب في توقف الإنتاج. كان على أرباب العمل أن يقرروا بين الاستسلام لمطالب النقابات على حساب أنفسهم أو معاناة تكلفة الإنتاج الضائع. كان من الصعب استبدال العمال المهرة، وكانت تلك المجموعات الأولى التي نجحت في النهوض بظروفها من خلال هذا النوع من المساومة.
وكانت الإضرابات هي الطريقة المثلى التي استخدمتها النقابات لإحداث التغيير. وقد أوقعت العديد من الإضرابات نتائج مؤلمة للجانبين من النقابات وإدارات العمل. ففي بريطانيا منع قانون الاندماج 1799 العمال من تشكيل أي نوع من النقابات العمالية حتى ألغي سنة 1824. ولكن ظلت النقابات بعدها مقيدة بشدة. وصفت إحدى الصحف البريطانية في 1834 النقابات بأنها «أخطر المؤسسات التي سُمح لها بالتجذر تحت حماية القانون في أي بلد...»
وفي سنة 1832 وسع قانون الإصلاح من التصويت في بريطانيا لكنه لم يمنح حق الاقتراع العام. ففي ذلك العام أسس ستة رجال من قرية تولبودل في دورست الجمعية الصديقة للعمال الزراعيين للاحتجاج على التخفيض التدريجي للأجور في عقد 1830. لقد رفضوا العمل بأقل من عشرة شلنات في الأسبوع، على الرغم من أنه قد خفضت الأجور في ذلك الوقت إلى سبعة شلنات في الأسبوع وكان من المقرر تخفيضها إلى ستة شلنات. فكتب جيمس فرامبتون وهو مالك أراضي محلي في 1834 إلى رئيس الوزراء اللورد ميلبورن للشكوى من النقابة متذرعًا بقانون غامض من 1797 يحظر على الناس أداء القسم لبعضهم البعض، وهو ما فعله أعضاء الجمعية الصديقة. فاعتقلتهم الحكومة وإدانتهم ومن ثم نقلتهم إلى أستراليا. فاشتهروا باسم شهداء تولبودل. ونشطت حركة الميثاقية في عقدي 1830 و 1840، وهي أول حركة سياسية للطبقة العاملة منظمة على نطاق واسع، وقامت بحملات من أجل المساواة السياسية والعدالة الاجتماعية. ونال كتابها «إصلاحات الميثاقية» على أكثر من ثلاثة ملايين توقيع لكن البرلمان رفضه دون اعتبار.
كما شكل العاملون أيضًا جمعيات صداقة وتعاونيات لتكون مجموعات دعم متبادل في مواجهة أوقات الضائقة الاقتصادية. كما دعم الصناعيين المستنيرين مثل روبرت أوين تلك المنظمات لتحسين ظروف الطبقة العاملة.
تغلبت النقابات ببطء على القيود القانونية المفروضة على الحق في الإضراب. ففي سنة 1842 تم تنظيم إضراب عام [الإنجليزية] شارك فيه عمال القطن وعمال المناجم من خلال الحركة الميثاقية التي أوقفت الإنتاج في جميع أنحاء بريطانيا العظمى.
في النهاية تم تحقيق تنظيم سياسي فعال للعمال من خلال النقابات المهنية التي بدأت بعد تمديد الامتيازات في سنوات 1867 و 1885 في دعم الأحزاب السياسية الاشتراكية التي اندمجت فيما بعد لتصبح حزب العمال البريطاني.

#### لاضية
كلف التصنيع السريع للاقتصاد الإنجليزي بضياع العديد من العمال الحرفيين وظائفهم. بدأت الحركة أولاً بعمال الدانتيل والجوارب بالقرب من نوتنغهام، ثم انتشرت إلى مناطق أخرى من صناعة النسيج. فوجد العديد من النساجين أنفسهم عاطلين عن العمل لأنهم لم يعودوا قادرين على التنافس مع الآلات التي تتطلب عمالة محدودة نسبيًا (وغير ماهرة) لإنتاج قطع قماش أكثر مما ينتجه حائك واحد. كثير من هؤلاء العاطلين عن العمل والنساجين وغيرهم وجهوا غضبهم نحو اللآلات التي استولت على وظائفهم وبدأوا في تدمير المصانع ومكائنها. أصبح هؤلاء المهاجمون معروفين باسم لاضية (بالإنجليزية: Luddites) ومن المفترض أنهم من أتباع نيد لود، وهو شخصية فولكلورية. بدأت الهجمات الأولى لحركة لاضية في 1811. فاكتسبت شعبية بسرعة، واتخذت الحكومة البريطانية تدابير صارمة باستخدام الميليشيا أو الجيش لحماية الصناعة. فحاكمت هؤلاء المشاغبون الذين تم القبض عليهم فشنقوا أو نُفوا مدى الحياة.
استمرت الاضطرابات في القطاعات الأخرى أثناء التصنيع، مثل العمال الزراعيين في عقد 1830 عندما تأثرت أجزاء كبيرة من جنوب بريطانيا باضطرابات الكابتن سوينغ. كانت آلات الدرس هدفًا خاصًا للشغب، وكان حرق القش نشاطًا شائعًا. ومع ذلك أدت تلك الأعمال إلى أول تشكيل للنقابات العمالية ومزيد من الضغط من أجل الإصلاح.

#### التغير في مراكز ثقل الإنتاج
لم تستطع المراكز التقليدية لإنتاج المنسوجات اليدوية مثل الهند وأجزاء من الشرق الأوسط وبعدها الصين أن تصمد أمام منافسة المنسوجات المصنوعة آليًا، والتي دمرت على مدى عقود صناعات النسيج اليدوية وتركت ملايين الأشخاص بلا عمل وجوعى.
أنتجت الثورة الصناعية أيضًا انقسامًا اقتصاديًا هائلاً وغير مسبوق في العالم، وفقًا لقياس حصة الإنتاج الصناعي.
|                  | 1750 | 1800 | 1860 | 1880 | 1900 |
| ---------------- | ---- | ---- | ---- | ---- | ---- |
| أوروبا           | 23.2 | 28.1 | 53.2 | 61.3 | 62.0 |
| الولايات المتحدة | 0.1  | 0.8  | 7.2  | 14.7 | 23.6 |
| اليابان          | 3.8  | 3.5  | 2.6  | 2.4  | 2.4  |
| بقية العالم      | 73.0 | 67.7 | 36.6 | 20.9 | 11.0 |

#### التأثير على إنتاج القطن وتوسع الرق
في السابق كان استهلاك القطن بالأساس في المناطق شبه الاستوائية حيث يتم زراعته، مع توفر القليل منه للتصدير. ولكن ازدياد المنسوجات القطنية الرخيصة قد رفع من الطلب عليه؛ ونتيجة لذلك ارتفعت أسعار القطن الخام. فتمت زراعته في جزر الهند الغربية وبالذات في هيسبانيولا، وقد توقف إنتاجه في هايتي بسبب الثورة الهايتية سنة 1791. سمح اختراع محلج القطن في 1792 للقطن الأخضر الجورجي أن يكون مربحًا، مما أدى إلى انتشار واسع النطاق لمزارع القطن في الولايات المتحدة والبرازيل. وفي 1791 قدر إنتاج القطن العالمي بـ 490,000,000 رطل وكان إنتاج الولايات المتحدة يصل إلى 2,000,000 رطل. وفي سنة 1800 كان الإنتاج الأمريكي 35,000,000 رطل، منها 17,790,000 تم تصديرها. وفي 1945 أنتجت الولايات المتحدة سبعة أثمان من أصل 1,169.6 مليون رطل من الإنتاج العالمي.:150
كانت الأمريكتان ولا سيما الولايات المتحدة تعاني من نقص العمالة والعمالة عالية الثمن، مما جعل العبودية جذابة. كانت مزارع القطن الأمريكية ذات كفاءة عالية ومربحة وقادرة على مواكبة الطلب. وخلقت الحرب الأهلية الأمريكية «مجاعة قطن» أدت إلى زيادة الإنتاج في مناطق أخرى من العالم ومنها المستعمرات الجديدة في إفريقيا.

### التأثير على البيئة
تعود أصل الحركة البيئية بعد الاستجابة للمستويات متزايدة من تلوث الدخان في الغلاف الجوي خلال الثورة الصناعية. أدى ظهور المصانع الكبرى وما صاحبها من ازدياد هائل في استهلاك الفحم إلى مستويات غير مسبوقة من تلوث الهواء في المراكز الصناعية؛ بعد سنة 1900 زاد الحجم الكبير من تصريف الكيميائية الصناعية إلى الحمل المتزايد من النفايات البشرية غير المعالجة. وأول قوانين بيئية حديثة واسعة النطاق كانت قوانين القلويات البريطاني، التي صدرت في 1863 لتنظيم تلوث الهواء الضار (حمض الهيدروكلوريك الغازي) الناتج عن عملية لوبلان المستخدمة لإنتاج رماد الصودا. تم تعيين مفتش قلوي وأربعة مفتشين فرعيين للحد من هذا التلوث. تم توسيع مسؤوليات هيئة التفتيش تدريجياً وبلغت ذروتها في قانون القلويات لسنة 1958 الذي وضع جميع الصناعات الثقيلة الرئيسية التي ينبعث منها الدخان والحصى والغبار والأبخرة تحت الإشراف.
بدأت صناعة الغاز المُصنَّع في المدن البريطانية في 1812-1820. فكانت فضلات تلك التقنية المستخدمة هي نفايات سائلة شديدة السمية ألقيت في المجاري والأنهار. وقد جرى مقاضاة شركات الغاز مرارًا وتكرارًا في دعاوى قضائية مزعجة. عادة ما يخسرون ويعدلونها بممارسات أسوأ. اتهمت مدينة لندن مرارًا وتكرارًا شركات الغاز في عشرينيات القرن التاسع عشر بتهمة تلويث نهر التايمز وتسميم أسماكها. أخيرًا كتب البرلمان عقود الشركة لتنظيم السمية. وصلت الصناعة إلى الولايات المتحدة حوالي 1850 فبدأ معها التلوث والدعاوى القضائية.
في المدن الصناعية أخذ الخبراء والمصلحون المحليون زمام المبادرة بعد 1890 بتحديد التدهور البيئي والتلوث، وبدأت حركات شعبية للمطالبة بالإصلاحات وتحقيقها. عادة ما تكون الأولوية القصوى هي تلوث المياه والهواء. تأسست جمعية مكافحة دخان الفحم في بريطانيا سنة 1898 وهي إحدى أقدم المنظمات البيئية غير الحكومية. أسسها الفنان السير ويليام بليك ريتشموند محبطًا من الظل الذي يلقيه دخان الفحم. على الرغم من وجود تشريعات سابقة، فإن قانون الصحة العامة لسنة 1875 يتطلب من جميع الأفران والمدافئ أن تستخدم دخانها الخاص. كما نص على عقوبات ضد المصانع التي تنبعث منها كميات كبيرة من الدخان الأسود. تم تمديد أحكام هذا القانون في 1926 مع قانون الحد من الدخان ليشمل انبعاثات أخرى مثل السخام والرماد والجزيئات الخشنة وتمكين السلطات المحلية من فرض لوائحها الخاصة.

### الأمم والقوميات
ذكر الفيلسوف إرنست غيلنر في كتابه «الأمم والقوميات» سنة 1983 بأن الثورة الصناعية والتحديث الاقتصادي شجع على إنشاء القوميات.

## الثورة الصناعية خارج بريطانيا

### القارة الأوروبية
تأخرت أوروبا قليلا عن  بريطانيا في لحاقها بركب الثورة الصناعية. فبدأت في بلجيكا وفرنسا، ثم امتدت إلى الولايات الألمانية في منتصف القرن التاسع عشر. فساهمت في تطبيق تكنولوجيا بريطانيا المتطورة في العديد من الصناعات وفي أماكن جديدة، إما بشرائها من بريطانيا أو انتقال المهندسون البريطانيون ورجال الأعمال إليها بحثًا عن فرص جديدة. وفي سنة 1809 أطلق على جزء من حوض الرور في ويستفاليا اسم «إنجلترا الصغيرة» بسبب تشابه مناطقها الصناعية مع الموجودة في بريطانيا. قدمت معظم الحكومات الأوروبية تمويلًا حكوميًا لتلك الصناعات الجديدة. في بعض الحالات (مثل الحديد) أدى الاختلاف في توفر الموارد المحلية إلى تبني فقط بعض جوانب التقنية البريطانية.

#### النمسا-المجر
ضمت مملكة هابسبورغ التي أطلق عليها النمسا-المجر في 1867 حوالي 23 مليون نسمة سنة 1800، ثم ازداد تعدادهم إلى 36 مليونًا في 1870. وبلغ متوسط نصيب الفرد من النمو الصناعي على الصعيد الوطني حوالي 3٪ بين 1818 و 1870. ولكن كانت هناك اختلافات إقليمية قوية. تم بناء نظام السكك الحديدية في الفترة 1850-1873. قبل ظهور الدولة كان النقل بطيئًا ومكلفًا للغاية. فبدأ التصنيع الأولي في مناطق الألب وبوهيميا (جمهورية التشيك الحديثة) حوالي 1750، ثم أصبح مركز لمرحلة الثورة الصناعية الأولى بعد 1800. كانت صناعة النسيج هي العامل الرئيسي، باستخدام الميكنة والمحركات البخارية و نظام المصنع. وفي الأراضي التشيكية ظهر أول نول ميكانيكي في فارنسدورف في 1801، ثم بعدها ببضع سنوات ظهرت المحركات البخارية الأولى في بوهيميا ومورافيا. وازدهر إنتاج المنسوجات بشكل خاص في براغ وبرنو (بالألمانية: Brünn) التي لقبت ب«مانشستر مورافيا». أصبحت الأراضي التشيكية وخاصة بوهيميا مركز للصناعة بسبب مواردها الطبيعية والبشرية. تطورت صناعة الحديد في مناطق جبال الألب بعد 1750، مع ظهور مراكز أصغر في بوهيميا ومورافيا. أما المجر وهي النصف الشرقي من الملكية المزدوجة فكانت ريفية جدا حيث قلة الصناعة فيها قبل 1870.
وفي 1791 نظمت براغ المعرض العالمي الأول في بوهيميا (جمهورية التشيك حاليا). كان المعرض الصناعي الأول بمناسبة تتويج ليوبولد الثاني ملكًا لبوهيميا، وأقيم في مبنى كليمنتينوم، وبالتالي احتفل بالتطور الكبير في طرق التصنيع في الأراضي التشيكية خلال تلك الفترة الزمنية.
عجل التغير التقني من التصنيع والتحضر. نما نصيب الفرد من الناتج القومي الإجمالي بنسبة 1.76٪ تقريبًا سنويًا من 1870 إلى 1913. هذا المستوى من النمو كان إيجابيًا للغاية مقارنة بالدول الأوروبية الأخرى مثل بريطانيا (1٪) وفرنسا (1.06٪) وألمانيا (1.51٪). ولكن مقارنة الاقتصاد النمساوي المجري مع ألمانيا وبريطانيا: فإنه لا يزال بالمجمل متخلفًا جدا، حيث تأخر دخول التحديث البلاد بعض الوقت.

#### بلجيكا
أضحت بلجيكا الدولة الثانية التي حدثت فيها الثورة الصناعية والأولى في القارة الأوروبية: فأخذت فالونيا (ناطقة بالفرنسية جنوب بلجيكا) زمام المبادرة. فبدءًا من منتصف عقد 1820 وخصوصا بعد استقلال بلجيكا سنة 1830، بدأ بناء العديد من المصانع مثل أفران فحم الكوك وأفران درفلة البرك والدرفلة حول مناجم الفحم في لياج وشارلوروا. والذي أدار ذلك هو الإنجليزي جون كوكريل الذي انتقل للعيش فيها حديثا. دمجت مصانعه في 1825 في سيراين جميع مراحل الإنتاج، من الهندسة إلى توريد المواد الخام.
جسدت فالونيا التطور الجذري للتوسع الصناعي. فاستعدت المنطقة بفضل الفحم لتصبح ثاني قوة صناعية في العالم بعد بريطانيا. وأشار العديد من الباحثين إلى ذلك، فالثلم الصناعي حول أنهار هاين وسامبر والميز بين بوريناج ولياج احتوى على تطور صناعي ضخم قائم على تعدين الفحم وصناعة الحديد. كتب فيليب راكشون عن فترة مابعد 1830: «لم تكن دعاية بل حقيقة أصبحت مناطق فالونيا القوة الصناعية الثانية في جميع أنحاء العالم بعد بريطانيا». «المركز الصناعي الوحيد خارج مناجم الفحم والأفران العالية في فالونيا كانت مدينة غنت القديمة لصناعة الملابس». وصرح البروفيسور ميشيل دي كوستر: ذكرالمؤرخون والاقتصاديون بإن بلجيكا هي القوة الصناعية الثانية في العالم، بما يتناسب مع عدد سكانها وإقليمها [...] لكن تلك المرتبة كانت لفالونيا حيث تركزت مناجم الفحم والأفران العالية ومصانع الحديد والزنك وصناعة الصوف وصناعة الزجاج وصناعة الأسلحة... العديد مناجم القرن 19 للفحم في فالونيا محمية الآن كونها مواقع تراث عالمي.
وفالونيا هي مسقط رأس الحزب الاشتراكي القوي والنقابات العمالية في مشهد اجتماعي معين. فعلى اليسار الثلم الصناعي الذي يمتد من مونس في الغرب إلى فيرفييتوا شرقًا (باستثناء جزء من فلاندرز الشمالية). حتى لو كانت بلجيكا هي الدولة الصناعية الثانية بعد بريطانيا، فإن تأثير الثورة الصناعية هناك كان مختلفًا تمامًا. في كتاب «كسر الصور النمطية» يقول موريل نيفين وإيزابيل ديزيوس:
«غيرت الثورة الصناعية المجتمع من ريفي بشكل أساسي إلى مجتمع حضري، ولكن مع تباين قوي بين شمال بلجيكا وجنوبها. فخلال العصور الوسطى وأوائل العصر الحديث تميزت فلاندرز بوجود مراكز حضرية كبيرة [...]. ففي بداية القرن التاسع عشر ظلت منطقة (فلاندرز) متحضرة بنسبة تزيد 30% وهي واحدة من أكثر المناطق الحضرية في العالم. وبالمقارنة وصلت تلك النسبة إلى 17% فقط في فالونيا، وبالكاد 10% في معظم دول أوروبا الغربية، و 16% في فرنسا و 25% في بريطانيا. لم يؤثر التصنيع في القرن التاسع عشر على البنية التحتية الحضرية التقليدية باستثناء غنت .... أيضًا لم تتأثر الشبكة الحضرية التقليدية في فالونيا كثيرا بعملية التصنيع، على الرغم من أن نسبة سكان المدن ارتفع من 17 إلى 45% بين 1831 و 1910. كان التحضر سريعًا خاصة في المدن المجاورة للأنهار هاين وسامبر والميز، بين بوريناج ولياج، حيث كان هناك تطور صناعي ضخم قائم على تعدين الفحم وصناعة الحديد. خلال السنوات الثمانين زاد عدد البلديات التي يزيد عدد سكانها عن 5000 نسمة من 21 فقط إلى أكثر من مائة، مع تركيز ما يقرب من نصف سكان فالونيا في هذه المنطقة. ومع ذلك ظل التصنيع تقليديًا تمامًا بمعنى أنه لم يؤد إلى نمو المراكز الحضرية الحديثة والكبيرة، بل إلى تجمع قرى وبلدات صناعية تم تطويرها حول منجم للفحم أو مصنع. أصبحت طرق الاتصال بين هذه المراكز الصغيرة مأهولة بالسكان في وقت لاحق فقط وخلقت شكلًا حضريًا أقل كثافة بكثير من المنطقة المحيطة بمدينة لياج حيث كانت البلدة القديمة هناك لتوجيه تدفقات الهجرة.»

#### فرنسا
اتبعت الثورة الصناعية في فرنسا مسارًا معينًا لأنها لم تتوافق مع النموذج الرئيسي الذي اتبعته الدول الأخرى. وتجدر الإشارة إلى أن معظم المؤرخين الفرنسيين يجادلون بأن فرنسا لم تمر بعملية انطلاق واضحة. بدلاً من ذلك كانت عملية النمو الاقتصادي والتصنيع في فرنسا بطيئة وثابتة خلال القرنين الثامن عشر والتاسع عشر. ومع ذلك حدد موريس ليفي ليبوييه بعض تلك المراحل:
- الثورة الفرنسية والحروب النابليونية (1789-1815).
- التصنيع إلى جانب بريطانيا (1815-1860).
- التباطؤ الاقتصادي (1860–1905).
- تجديد النمو بعد 1905.

#### ألمانيا
بناءً على ريادتها في البحث الكيميائي في الجامعات والمختبرات الصناعية أصبحت ألمانيا التي تم توحيدها في 1871 مهيمنة على الصناعة الكيميائية العالمية أواخر القرن التاسع عشر. في البداية كان إنتاج الأصباغ القائمة على الأنيلين أمرًا بالغ الأهمية.
أدى الانقسام السياسي في ألمانيا - مع ثلاثين ولاية - وانتشار النزعة المحافظة إلى صعوبة بناء السكك الحديدية في عقد 1830. ولكن بنهاية عقد 1840 كانت الخطوط الرئيسية قد ربطت المدن الرئيسية؛ كانت كل دولة ألمانية مسؤولة عن الخطوط داخل حدودها. بسبب افتقار الألمان إلى القاعدة التكنولوجية في البداية، استوردوا هندستهم ومعداتهم من بريطانيا، لكنهم تعلموا بسرعة المهارات اللازمة لتشغيل وتوسيع السكك الحديدية. في العديد من المدن كانت متاجر السكك الحديدية الجديدة بمثابة مراكز للوعي التكنولوجي والتدريب، لذلك ففي 1850 كانت ألمانيا مكتفية ذاتيًا في تلبية متطلبات بناء السكك الحديدية، وكانت السكك الحديدية دافعًا رئيسيًا لنمو صناعة الصلب الجديدة. وجد المراقبون أنه حتى أواخر 1890 كانت هندستهم أدنى من الهندسة البريطانية. ومع ذلك فإن توحيد ألمانيا في 1870 شجع على الاندماج والتأميم في الشركات المملوكة للدولة والمزيد من النمو السريع. على عكس الوضع في فرنسا كان الهدف هو دعم التصنيع، وهكذا عبرت الخطوط الثقيلة حوض الرور والمناطق الصناعية الأخرى، ووفرت روابط جيدة إلى الموانئ الرئيسية في هامبورغ وبريمن. ولم تمر سنة 1880 إلا وكان لدى ألمانيا 9400 قاطرة تحمل 43,000 راكب و30,000 طن من الشحن، وتخطت فرنسا.

#### السويد
شهدت السويد من الفترة 1790 إلى 1815 حركتين اقتصاديتين متوازيتين: ثورة زراعية بمساحات زراعية أكبر، ومحاصيل جديدة وأدوات زراعية وتسويق الزراعة، والتصنيع الأولي بإنشاء صناعات صغيرة في الريف وتحول العمال بين العمل بالزراعة في الصيف والإنتاج الصناعي في الشتاء. أدى ذلك إلى نمو اقتصادي استفادت منه قطاعات كبيرة من السكان وأدى إلى ثورة استهلاك بدأت في عقد 1820. فبين سنوات 1815 و 1850 تطورت الصناعات الأولية إلى صناعات أكثر تخصصًا وأكبر. وشهدت تلك الفترة تخصصًا إقليميًا متزايدًا في التعدين في حوض بيرغسلاغن ومصانع النسيج في Sjuhäradsbygden والغابات في نورلاند. فجرت عدة تغييرات مؤسسية هامة في تلك الفترة مثل التعليم المجاني والإلزامي بدأ في سنة 1842 (أول دولة في العالم)، وإلغاء الاحتكار الوطني للتجارة في الحرف اليدوية في 1846، وقانون الشركات المساهمة في 1848.
ومن الفترة 1850 إلى 1890 شهدت السويد أول ثورتها الصناعية بانفجار حقيقي في التصدير، هيمنت عليها المحاصيل والأخشاب والصلب. وألغت معظم التعريفات الجمركية والحواجز الأخرى أمام التجارة الحرة في خمسينيات القرن التاسع عشر وانضمت إلى المعيار الذهبي في 1873. تم إجراء استثمارات كبيرة في البنية التحتية خلال تلك الفترة، وبشكل رئيسي في توسيع شبكة طرق السكك الحديدية، والتي مولتها الحكومة جزئيًا وجزئيًا عن طريق المؤسسات الخاصة. ومنذ 1890 إلى 1930 تطورت صناعات جديدة مع تركيزها على السوق المحلية: الهندسة الميكانيكية ومرافق الطاقة وصناعة الورق والمنسوجات.

### اليابان
بدأت اليابان ثورتها الصناعية حوالي 1870 عندما قرر قادة فترة مييجي اللحاق بالغرب. فقامت الحكومة ببناء خطوط سكك حديدية وطرق محسنة وافتتحت برنامج إصلاح زراعي لإعداد البلاد لمزيد من التنمية. افتتحت نظامًا تعليميًا غربيًا جديدًا لجميع الشباب، وأرسلت آلاف الطلاب إلى الولايات المتحدة وأوروبا، ووظفت أكثر من 3000 غربي لتدريس العلوم الحديثة والرياضيات والتكنولوجيا واللغات الأجنبية في اليابان (مستشارو الحكومة الأجنبية في ميجي اليابان [الإنجليزية]).
وفي سنة 1871 قامت مجموعة من السياسيين اليابانيين تُعرف باسم بعثة إيواكورا بجولة في أوروبا والولايات المتحدة لتعلم الطرق الغربية. وكانت النتيجة سياسة تصنيع متعمدة بقيادة الدولة لتمكين اليابان من اللحاق بالركب بسرعة. استخدم بنك اليابان الذي تأسس 1882 الضرائب لتمويل مصانع الصلب والنسيج النموذجية. تم توسيع التعليم وإرسال الطلاب اليابانيين للدراسة في الغرب.
ظهرت الصناعة الحديثة لأول مرة في المنسوجات، بما في ذلك القطن وخاصة الحرير، والذي كان مقره في الورش المنزلية في المناطق الريفية.

### الولايات المتحدة الأمريكية

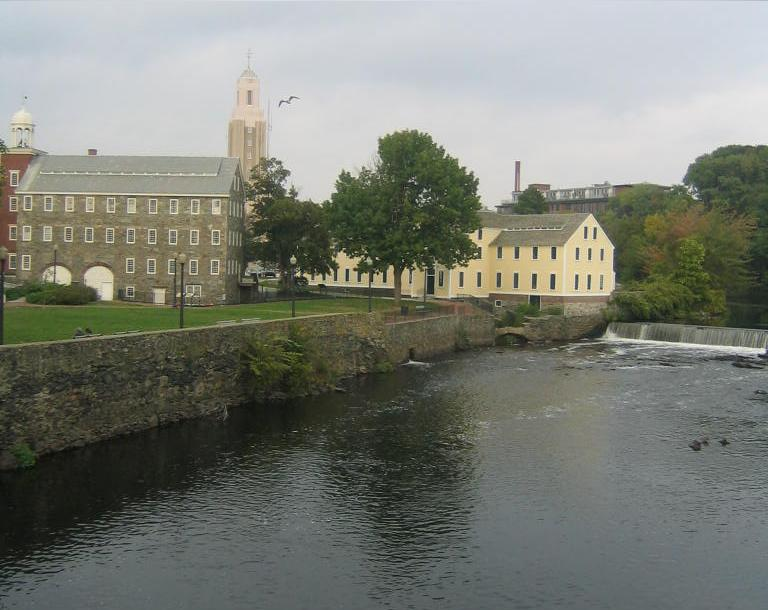
مصنع سلاتر في بوتكيت.

في أواخر القرن الثامن عشر وبداية التاسع عشر عندما بدأت المملكة المتحدة وأجزاء من أوروبا الغربية بالتصنيع، كانت الولايات المتحدة في الأساس اقتصادًا زراعيًا وطبيعيًا ينتج ويعالج الاقتصاد. كان بناء الطرق والقنوات وإدخال القوارب البخارية، وبناء السكك الحديدية أمرًا مهمًا للتعامل مع منتجات الموارد الزراعية والطبيعية في الدولة الكبيرة ذات الكثافة السكانية المنخفضة في تلك الفترة.
كانت إسهامات الولايات المتحدة التقنية المهمة خلال فترة الثورة الصناعية هي محلج القطن وتطوير نظام صنع قطع قابلة للاستبدال، وقد ساعدت الأخيرة في تطوير آلة التفريز في الولايات المتحدة. وساهم تطوير أدوات الورشة ونظام الأجزاء القابلة للتبديل في صعود الولايات المتحدة لتصبح دولة صناعية رائدة في العالم أواخر القرن التاسع عشر.
اخترع أوليفر إيفانز مطحنة دقيق آلية في منتصف ثمانينيات القرن الثامن عشر استخدمت آليات التحكم والناقلات بحيث لا تكون هناك حاجة للعمالة من وقت تحميل الحبوب في الجرادل الصاعدة إلى أن يفرغ الدقيق في عربة. يعتبر هذا أول نظام حديث لمناولة المواد تقدمًا مهمًا في التقدم نحو الإنتاج الشامل.
استخدمت الولايات المتحدة في الأصل الآلات التي تعمل بالحصان للتطبيقات الصغيرة مثل طحن الحبوب، لكنها انتقلت نحو الطاقة المائية بعد أن بدأ ببناء مصانع النسيج في عقد 1790. نتيجة لذلك تركز التصنيع في نيو إنجلاند وشمال شرق الولايات المتحدة، حيث الأنهار سريعة الحركة. أثبتت خطوط الإنتاج الأحدث التي تعمل بالطاقة المائية أنها أكثر اقتصادا من الإنتاج الذي تجره الأحصنة. وفي نهاية القرن التاسع عشر تجاوز التصنيع الذي يعمل بالبخار التصنيع الذي يعمل بالطاقة المائية مما سمح للصناعة بالانتشار إلى الغرب الأوسط.
أسس توماس سومرز وكابوت براذرز مصنع بيفرلي للقطن سنة 1787، وهو أول مصنع قطن في أمريكا وأكبرها في عصره، وعلامة بارزة في مجال البحث والتطوير لمصانع القطن في المستقبل. تم تصميم هذا المصنع لاستخدام قوة الحصان، ولكن سرعان ما أدرك المشغلون أن المنصة التي تجرها الخيول غير مستقرة اقتصاديًا، وتتعرض لخسائر اقتصادية بعد سنوات. على الرغم من الخسائر كان المصنع بمثابة ملعب للابتكار، سواء في تصنيع كمية كبيرة من القطن، وأيضًا في تطوير بنية النسج التي تعمل بالطاقة المائية المستخدمة في مصنع نسيج سلاتر.
في سنة 1793 أسس صمويل سلاتر (1768–1835) مصنعه في بوتكيت - رود آيلاند. لقد تعلم تقنيات النسيج الجديدة عندما كان فتى متدربًا في ديربيشاير إنجلترا، وتحدى القوانين ضد هجرة العمال المهرة من خلال مغادرته إلى نيويورك سنة 1789 على أمل جني الأموال بمعرفته. وبعد نجاح مصنعه تمكن من إنشاء 13 مصنع نسيج. ثم أنشأ دانيال داي مصنعًا لندف الصوف في وادي بلاكستون في أوكسبريدج (ماساشوستس) في 1809 وهو المصنع الثالث للصوف الذي تم إنشاؤه في الولايات المتحدة. ويسرد ممر التراث الوطني لوادي نهر بلاكستون تاريخ «النهر الأكثر عملًا في أمريكا». كان نهر بلاكستون وروافده التي تغطي أكثر من 70 كيلومتر (45 ميل) من ورسستر ماساتشوستس إلى بروفيدنس رود آيلاند مسقط رأس الثورة الصناعية في أمريكا: يحوي في ذروته أكثر من 1100 معمل نسيج عمل في هذا الوادي، ومنهم مصنع سلاتر الذي كان بداية التطور الصناعي والتقني في أمريكا.
حفظ التاجر فرانسيس كابوت لويل من نيوبريبورت بولاية ماساتشوستس عن ظهر قلب تصميم آلات النسيج أثناء جولته في المصانع البريطانية سنة 1810. وبعد أن أدرك أن حرب 1812 قد دمرت أعمال الاستيراد الخاصة به، إلا أنه أسس شركته «شركة بوسطن للتصنيع» بعد ازدياد الطلب المحلي على الملابس الجاهزة في أمريكا. ثم بنى لويل وشركاؤه ثاني مصنع نسيج قطني في أمريكا في والثام ماساتشوستس بعد مصنع بيفرلي للقطن. وبعد وفاته سنة 1817 بنى شركاؤه أول مدينة مصنع مخطط لها في أمريكا، وسموها باسمه لويل - ماساتشوستس. تمت رسملة هذا المشروع في اكتتاب عام في الولايات المتحدة. باستخدام تسعة كيلومتر (5 1⁄2 ميل) من القنوات و7,500 كيلوواط (10,000 حصان) قادمة من نهر ميريماك، واعتبره البعض مساهماً رئيسياً في نجاح الثورة الصناعية الأمريكية. تم تطبيق نظام نظام والثام-لويل كاستجابة مباشرة لظروف العمل السيئة في بريطانيا، ولكنه لم يدم طويلاً، حيث استبدل النظام بعمالة مهاجرة فقيرة سنة 1850، خاصة بعد مجاعة أيرلندا الكبرى.
كان العامل المساهم الرئيسي للثورة الصناعية في الولايات المتحدة هو تطوير تقنيات صنع أجزاء قابلة للتبديل من المعدن. طورت وزارة الحرب الأمريكية تقنيات تصنيع القطع المعدنية الدقيقة لجعلها أجزاء قابلة للتبديل، كما في الأسلحة النارية الصغيرة. وتضمنت تقنيات المعالجة الدقيقة باستخدام أدوات الورشة في صنع مثبتات لجعل القطع الصغيرة في موضعها المناسب، والرقاصات لتوجيه أدوات القطع والكتل والمقاييس الدقيقة لقياس الدقة. يُعتقد أن آلة التفريز وهي أداة آلية أساسية قد اخترعها إيلي ويتني، وهو مقاول حكومي قام بصنع الأسلحة النارية وهو جزء من برنامجه. اختراع مهم آخر هو مخرطة بلانشارد التي اخترعها توماس بلانشارد. كانت مخرطة بلانشارد أو مخرطة تتبع الأنماط، هي أداة تشكيل يمكنها إنتاج نسخ من خشب الأسلحة. أصبح استخدام الآلات وتقنيات إنتاج الأجزاء المعيارية والقابلة للتبديل يُعرف بالنظام الأمريكي للتصنيع.
جعلت تقنيات التصنيع الدقيقة من الممكن بناء آلات ميكنة لصناعة الأحذية والساعات. بدأ تصنيع صناعة الساعات سنة 1854 أيضًا في والثام ماساتشوستس، في شركة والثام ووتش، بعد تطوير أدوات الآلات والمقاييس وطرق التجميع التي تتكيف مع الدقة الدقيقة المطلوبة للساعات.

## الثورة الصناعية الثانية

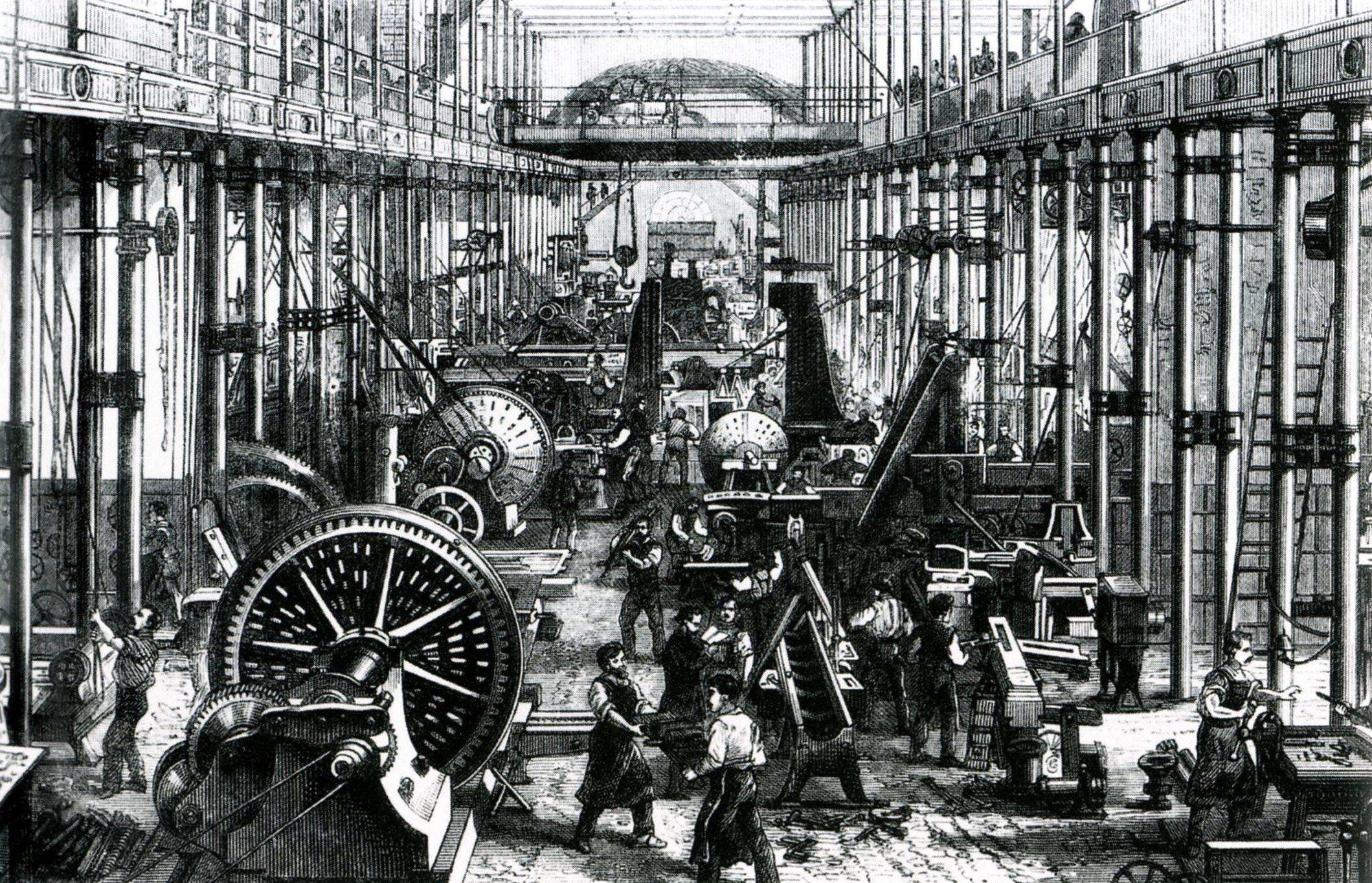
مصنع الآلات السكسونية في كيمنتس، ألمانيا 1868

غالبًا ما يُستشهد بالصلب باعتباره الأول للإنتاج الصناعي الضخم في عدة مجالات جديدة، والتي يقال إنها ميزت الثورة الصناعية الثانية، التي بدأت حوالي 1850، على الرغم من أن طريقة التصنيع الشامل للصلب لم يتم اختراعها حتى عقد 1860، عندما اخترع هنري بسمر فرنًا جديدًا يمكنه تحويل الحديد الزهر المصهور إلى صلب بكميات كبيرة. وأصبح ذلك الفرن متاحًا على نطاق واسع فقط في عقد 1870 بعد تعديل العملية لإنتاج جودة أكثر اتساقًا. تم استبدال فولاذ بيسمر بفرن الموقد المكشوف نهاية القرن التاسع عشر.

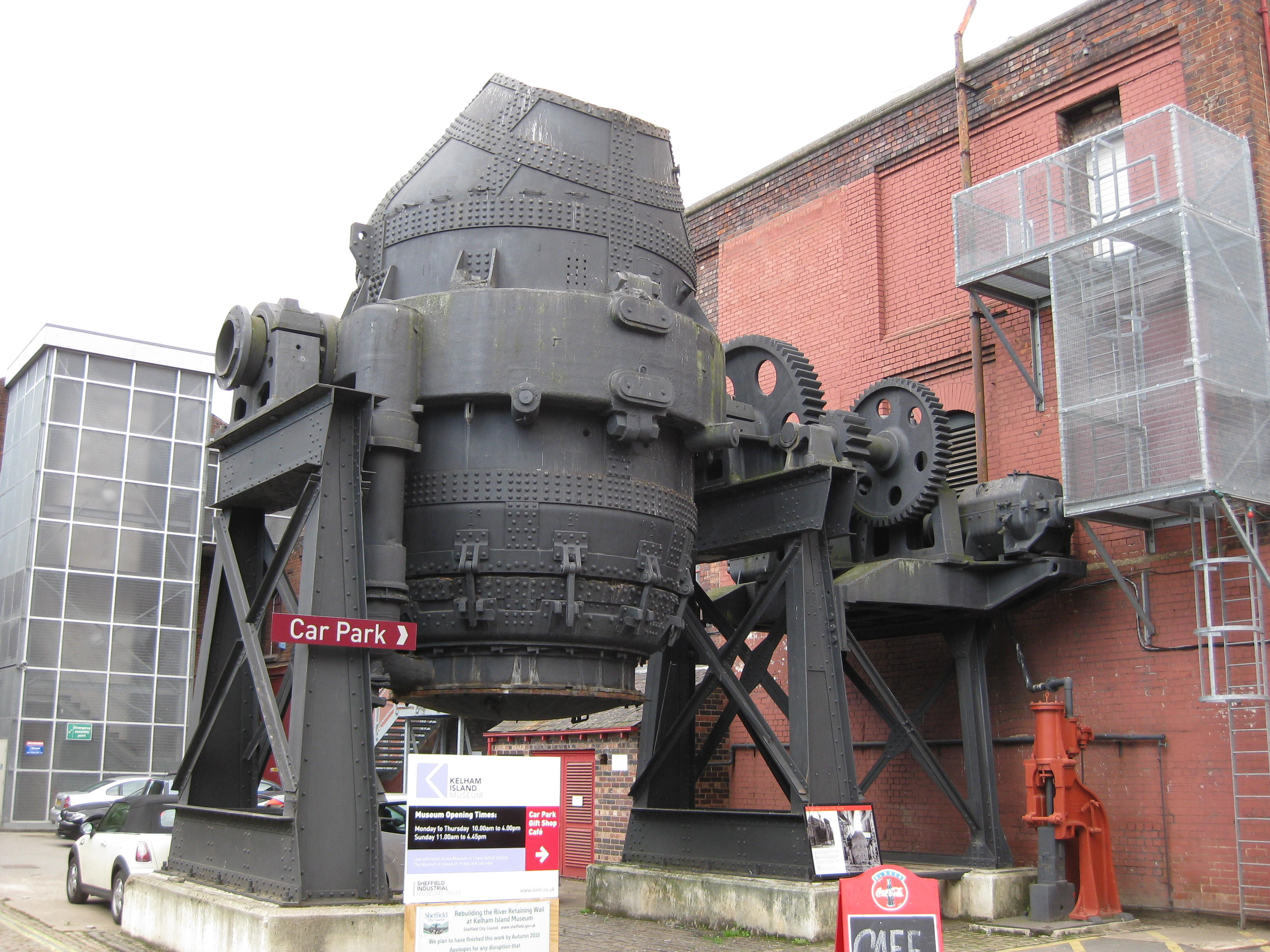
محول بسمر لمخترعه السير هنري بسمر، أهم تقنية لصنع الفولاذ من عقد 1850 إلى عقد 1950. ويقع في شيفيلد (مدينة الفولاذ)

نمت الثورة الصناعية الثانية تدريجياً لتشمل المواد الكيميائية، مثل الصناعات الكيميائية والنفط (التكرير والتوزيع)، ثم ظهر في القرن العشرين صناعة السيارات. فأدى التوافر المتزايد للمنتجات البترولية الاقتصادية إلى تقليل أهمية الفحم وزيادة إمكانية التصنيع.
وتميزت تلك الثورة بانتقال القيادة التكنولوجية من بريطانيا إلى الولايات المتحدة وألمانيا.
بدأت ثورة جديدة مع الكهرباء وتوليد الكهرباء في الصناعات الكهربائية. أدى إدخال توليد الطاقة الكهرومائية من جبال الألب إلى تمكين التصنيع السريع لشمال إيطاليا المحرومة من الفحم، بدءًا من تسعينيات القرن التاسع عشر.
وبحلول تلك الفترة أدى التصنيع في تلك المناطق إلى ظهور شركات صناعية عملاقة ذات المصالح عالمية مزدهرة، فانضمت شركات مثل شركة فولاذ الولايات المتحدة وجنرال إلكتريك وستاندرد أويل وباير إلى شركات السكك الحديدية والسفن في أسواق الأسهم العالمية.

## الأسباب

لم يتغير نصيب الفرد من الناتج المحلي الإجمالي الإقليمي كثيرًا في معظم تاريخ البشرية قبل الثورة الصناعية.

كانت أسباب الثورة الصناعية معقدة وظلت موضوعًا للنقاش. بالإضافة إلى العوامل الجغرافية فلدى بريطانيا موارد معدنية هائلة. وبالإضافة إلى خامات المعادن، فقد كان لديها أعلى احتياطيات من الفحم عالي الجودة في ذلك الوقت، ناهيك عن وفرة الطاقة المائية وكثافة في الإنتاج الزراعي والعديد من الموانئ البحرية والممرات المائية الصالحة للملاحة.
يعتقد بعض المؤرخين أن الثورة الصناعية كانت نتاجًا للتغييرات الاجتماعية والمؤسسية التي أحدثتها نهاية الإقطاع في بريطانيا بعد الحرب الأهلية الإنجليزية في القرن السابع عشر، على الرغم من أن الإقطاع بدأ في الانهيار بعد الموت الأسود في منتصف القرن الرابع عشر، تلاه الأوبئة الأخرى حتى وصل عدد السكان إلى أدنى مستوى له في القرن الرابع عشر. أدى هذا إلى نقص في اليد العاملة وانخفاض أسعار المواد الغذائية وذروة الأجور الحقيقية حوالي 1500، وبعد ذلك بدأ النمو السكاني في خفض الأجور. أدى التضخم الناجم عن انخفاض قيمة العملات بعد 1540 متبوعًا بزيادة المعروض من المعادن الثمينة من الأمريكتين إلى انخفاض إيجارات الأراضي (غالبًا عقود الإيجار طويلة الأجل التي تنتقل إلى الورثة عند الوفاة) عن قيمتها الحقيقية.
جعلت حركة التسييج والثورة الزراعية البريطانية إنتاج الغذاء أكثر كفاءة وأقل كثافة في العمالة، مما أجبر المزارعين الذين لم يعودوا قادرين على الاكتفاء الذاتي في الزراعة على الصناعة المنزلية، على سبيل المثال النسيج، وعلى المدى الطويل المصانع المطورة حديثا في المدن والبلدات. كما تمت الإشارة إلى عوامل التوسع الاستعماري في القرن السابع عشر مع التطور المصاحب للتجارة الدولية وإنشاء الأسواق المالية وتراكم رأس المال، كما هو الحال في الثورة العلمية في القرن السابع عشر. أدى التغيير في أنماط الزواج بتأخير الزواج مما جعل الناس قادرين على جمع المزيد من رأس المال البشري خلال شبابهم، وبالتالي تشجيع التنمية الاقتصادية.
حتى عقد 1980 كان المؤرخون الأكاديميون يؤمنون عالميًا بأن الابتكار التكنولوجي هو قلب الثورة الصناعية وأن التكنولوجيا التمكينية الرئيسية كانت اختراع وتحسين المحرك البخاري. ومع ذلك فقد تحدى البحث الأخير في عصر التسويق التفسير التقليدي الموجه نحو العرض للثورة الصناعية.
يعتقد لويس ممفورد أن أصول الثورة الصناعية تعود إلى بداية العصور الوسطى، أي أقدم بكثير عن معظم التقديرات. وأوضح أن نموذج الإنتاج الضخم القياسي كانت في آلة الطباعة وأن «النموذج الأصلي للعصر الصناعي كان الساعة». يستشهد أيضًا بالتركيز الرهباني على النظام وحفظ الوقت، بالإضافة إلى حقيقة أن مدن القرون الوسطى كان مركزها كنيسة مع رنين الجرس على فترات منتظمة باعتبارها مقدمة ضرورية لتزامن أكبر ضروري لمظاهر لاحقة أكثر مادية مثل المحرك البخاري.
يجب أيضًا اعتبار وجود سوق محلية كبيرة محركًا مهمًا للثورة الصناعية، ولا سيما توضيح سبب حدوثها في بريطانيا. ففي دول أخرى مثل فرنسا، كانت تقسم الأسواق حسب المناطق المحلية، والتي غالبًا كانت تفرض رسومًا وجمارك على البضائع المتداولة فيما بينها. وقد ألغى هنري الثامن ملك إنجلترا التعريفات الداخلية، ولكنها ظلت قائمة في روسيا حتى 1753، وفي فرنسا حتى 1789 وفي إسبانيا 1839.
يعتبر منح الحكومة للاحتكارات المحدودة للمخترعين بموجب نظام براءات الاختراع المتطور (قانون الاحتكارات لسنة 1623) عاملاً مؤثرًا. فكان تأثير براءات الاختراع -الجيد منها والسيئ- واضحًا على تطور التصنيع في تاريخ المحرك البخاري، وهي التقنية الرئيسية المؤهلة. ففي مقابل الكشف العلني عن طريقة عمل الاختراع، كافأ نظام براءات الاختراع المخترعين مثل جيمس وات بالسماح لهم باحتكار إنتاج المحركات البخارية الأولى، وبالتالي مكافأة المخترعين وزيادة وتيرة التطور التكنولوجي. ومع ذلك فقد تجلب الاحتكارات معها أوجه القصور الخاصة بها، وقد تؤدي إلى توازن مضاد أو يتجاوز الآثار المفيدة للإعلان عن البراعة ومكافأة المخترعين. فاحتكار وات منع المخترعين الآخرين مثل ريتشارد تريفيثيك وويليام مردوخ وجوناثان هورنبلور من إدخال محركات بخارية محسنة، بعدما رفع ضدهم بولتون ووات دعوى قضائية، وبالتالي أخّر انتشار القوة البخارية.

### الأسباب في أوروبا

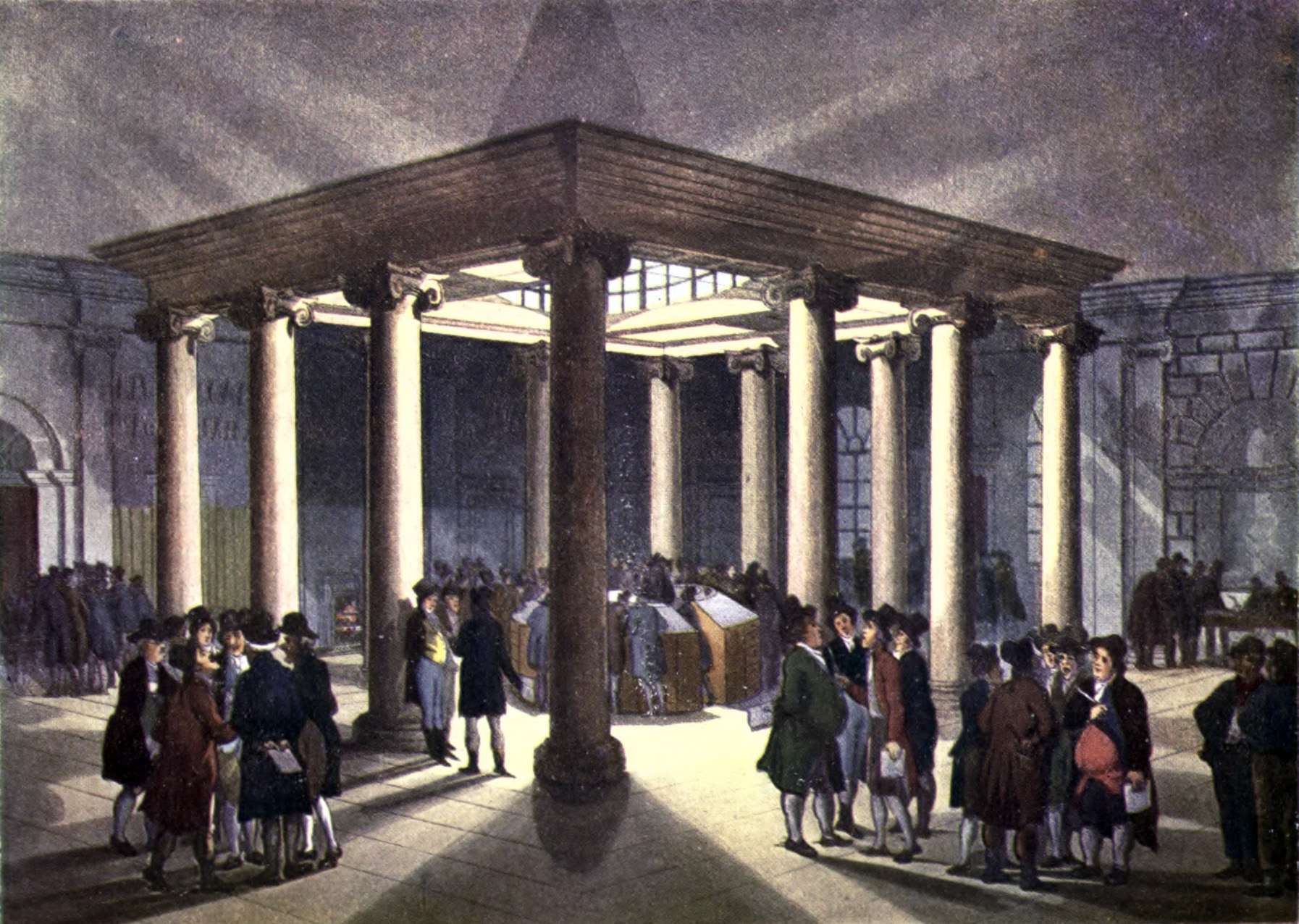
داخل بورصة لندن للفحم، حوالي 1808.أنتج التوسع الاستعماري الأوروبي في القرن السابع عشر والتجارة الدولية وإنشاء الأسواق المالية بيئة قانونية ومالية جديدة، بيئة دعمت النمو الصناعي في القرن الثامن عشر ومكنته.

من الأسئلة التي اهتم بها المؤرخين هو لماذا حدثت الثورة الصناعية في أوروبا في القرن الثامن عشر ولم تحدث في أماكن أخرى من العالم مثل: الصين والهند والشرق الأوسط (التي كانت رائدة في بناء السفن وصناعة النسيج وطواحين المياه وغيرها الكثير في الفترة ما بين 750 و 1100)، أو في أوقات أخرى مثل العصور الكلاسيكية القديمة أو العصور الوسطى. فقبل الثورة الصناعية «كان هناك شيء من التكافؤ الاقتصادي العالمي بين المناطق المتقدمة فيها». وذكر هؤلاء المؤرخون عددًا من العوامل الأخرى، مثل التعليم والتغيرات التكنولوجية (انظر الثورة العلمية في أوروبا) وحداثة الحكومات، وحداثة توجهات العمل والبيئة والثقافة.
كانت الصين أكثر دول العالم تقدمًا من الناحية التكنولوجية لقرون عديدة؛ إلا أنها عانت من ركود اقتصادي وتكنولوجي، فتجاوزتها أوروبا الغربية أمام عصر الاكتشاف، وقد حظرت الصين في ذلك الوقت الواردات ومنعت دخول الأجانب وفرضت ضرائب كبيرة على البضائع المنقولة، فالصين كان مجتمعًا شموليًا. وتشير التقديرات الحديثة أن دخل الفرد في أوروبا الغربية في أواخر القرن الثامن عشر يقارب من 1500 دولار في تعادل القوة الشرائية (وكان دخل الفرد في بريطانيا حوالي 2000 دولار) بينما دخل الفرد في الصين على سبيل المقارنة كان 450 دولارًا فقط. والهند كانت في ذاك الوقت إقطاعية ومجزأة سياسيًا وليست متقدمة اقتصاديًا مثل أوروبا الغربية.
وأرجع مؤرخون مثل ديفيد لاندز وعلماء الاجتماع ماكس فيبر ورودني ستارك إلى تحديد مكان الثورة إلى اختلاف النظم الإيمانية في آسيا وأوروبا. كان الدين والمعتقدات في أوروبا نتاجًا إلى حد كبير من اليهودية والمسيحية والفكر اليوناني. على العكس من ذلك تأسس فكر المجتمع الصيني على رجال عديدون مثل كونفوشيوس ومنسيوس وهان فاي (شرعوية) ولاوتزه (الطاوية) وبوذا (البوذية) مما أدى إلى ظهور وجهات نظر مختلفة جدًا للعالم. تشمل العوامل الأخرى المسافة الكبيرة لرواسب الفحم في الصين وإن كانت كبيرة عن مدنها بالإضافة إلى النهر الأصفر الذي لم يكن من الممكن ملاحته ويربط هذه الرواسب بالبحر.
فيما يتعلق بالهند، قال المؤرخ الماركسي راجاني بالم دوت:«بدلا من أن يأتي رأس المال الهندي لتمويل ثورة صناعية في الهند إلا أنه ذهب لتمويل الثورة الصناعية البريطانية». وعلى عكس الصين، فإن الهند تعرضت للتقسيم إلى عدة ممالك متنافسة بعد تضعضع سلطنة مغول الهند، وأبرزها المراثا والسيخ وصوبة البنغال ومملكة ميسور. بالإضافة إلى ذلك كان الاقتصاد يعتمد بقوة على قطاعين - زراعة الكفاف والقطن، ويبدو أنه كان هناك القليل من الابتكار التقني. ويُعتقد أنه تم تخزين كميات هائلة من الثروات في خزائن قصور الملوك قبل استيلاء البريطانيين على السلطة.
جادل المؤرخ الاقتصادي جويل موكير بأن التشرذم السياسي (وجود عدد كبير من الدول الأوروبية) جعل من الممكن للأفكار غير التقليدية أن تزدهر، بحيث يمكن لرجال الأعمال والمبتكرين والأيديولوجيين والمهرطقين الفرار بسهولة إلى دولة مجاورة في حالة قيام دولتهم قمع أفكارهم وأنشطتهم. وهذا ما يميز أوروبا عن الإمبراطوريات الموحدة الكبيرة والمتقدمة تقنيًا مثل الصين والهند من خلال توفير «تأمين ضد الركود الاقتصادي والتكنولوجي». وكان لدى الصين الطباعة والآلات المتحركة، والهند لديها مستويات مماثلة من الإنجازات العلمية والتكنولوجية مثل أوروبا في سنة 1700، ومع ذلك فإن الثورة الصناعية جرت في أوروبا، وليس في الصين أو الهند. ففي أوروبا اقترن الانقسام السياسي «بسوق متكاملة للأفكار» حيث استخدم المثقفون الأوروبيون اللغة اللاتينية المشتركة، وكان لديهم أساس فكري مشترك في التراث الكلاسيكي لأوروبا ومؤسسة عموم أوروبا لجمهورية الآداب [الإنجليزية].
بالإضافة إلى أن ملوك أوروبا كانوا دائما بحاجة ماسة إلى الإيرادات، مما دفعهم إلى التحالف مع طبقات التجار الخاصة بهم. مُنحت مجموعات صغيرة من التجار الاحتكارات ومسؤوليات جباية الضرائب مقابل مدفوعات للدولة. تقع أوروبا في منطقة «في مركز أكبر شبكة تبادل في التاريخ وأكثرها تنوعًا»، وتقدمت لتكون قائد الثورة الصناعية. ففي الأمريكتين وجد الأوروبيون ثروة غير متوقعة من الفضة والأخشاب والأسماك والذرة، مما دفع المؤرخ بيتر ستيرنز إلى استنتاج أن «الثورة الصناعية في أوروبا نشأت في جزء كبير من قدرة أوروبا على الاعتماد بشكل غير متناسب على موارد العالم.»
نشأت الرأسمالية الحديثة في دول المدن الإيطالية في نهاية الألفية الأولى. وكانت تلك دول المدن مزدهرة مستقلة عن الإقطاعيين. كانت أقرب إلى الجمهوريات، وحكوماتها تتكون عادة من التجار والمصنعين وأعضاء النقابات والمصرفيين والممولين. قامت دول المدن الإيطالية ببناء شبكة من البنوك الفرعية في مدن أوروبا الغربية الرائدة وأدخلت مسك الدفاتر مزدوج القيد. تم دعم التجارة الإيطالية من قبل المدارس التي علمت الحساب في الحسابات المالية من خلال مدارس المعداد.

### الأسباب في بريطانيا

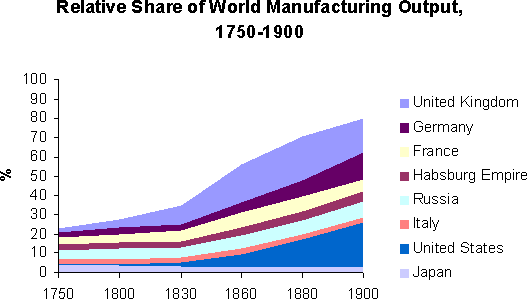
مع تطور الثورة الصناعية، ارتفع الإنتاج الصناعي البريطاني قبل الاقتصادات الأخرى.

قدمت بريطانيا العظمى الأسس القانونية والثقافية التي مكنت رواد الأعمال من ريادة الثورة الصناعية. ومن العوامل الرئيسة التي عززت تلك البيئة:
- فترة السلام والاستقرار التي أعقبت توحيد إنجلترا واسكتلندا.[1]
- لم تكن هناك حواجز تجارية داخلية -حتى بين إنجلترا واسكتلندا- أو رسوم جمركية وتعريفات إقطاعية، مما جعل بريطانيا «أكبر سوق متماسك في أوروبا».[1]:46
- سيادة القانون (إنفاذ حقوق الملكية واحترام حرمة العقود).[1]
- نظام قانوني مباشر يسمح بتكوين شركات مساهمة (شركات).[1]
- السوق الحرة (الرأسمالية).[1]
- تتمثل المزايا الجغرافية ومزايا الموارد الطبيعية لبريطانيا العظمى في حقيقة أن لديها خطوط ساحلية ممتدة والعديد من الأنهار الصالحة للملاحة في عصر كانت فيه المياه أسهل وسيلة نقل وكانت بريطانيا تمتلك أجود أنواع الفحم في أوروبا، ولديها أيضًا عدد كبير من مواقع الطاقة المائية.[1]

كانت هناك قيمتان رئيسيتان قادتا بالفعل الثورة الصناعية في بريطانيا، وهما المصلحة الذاتية وروح المبادرة. بسبب هذه المصالح تم إحراز العديد من التطورات الصناعية التي أدت إلى زيادة هائلة في الثروات الشخصية وثورة المستهلك. كما أفادت هذه التطورات المجتمع البريطاني ككل بقوة. فبدأت الدول في جميع أنحاء العالم في التعرف على التغييرات والتطورات في بريطانيا واستخدامها كمثال لبدء الثورات الصناعية الخاصة بها.
الجدل حول بداية الثورة الصناعية يتعلق أيضًا بالزيادة الهائلة التي حققتها بريطانيا العظمى على البلدان الأخرى. أكد البعض على أهمية الموارد الطبيعية أو المالية التي تلقتها بريطانيا من مستعمراتها الخارجية العديدة أو أن الأرباح من تجارة الرقيق البريطانية بين إفريقيا ومنطقة البحر الكاريبي ساعدت في تعزيز الاستثمار الصناعي. ومع ذلك فقد تمت الإشارة إلى أن تجارة الرقيق ومزارع الهند الغربية وفرت 5٪ فقط من الدخل القومي البريطاني خلال سنوات الثورة الصناعية. على الرغم من أن العبودية كانت مسؤولة عن القليل جدًا، إلا أن التصدير إلى منطقة البحر الكاريبي يمثل 12٪ من الناتج الصناعي البريطاني.

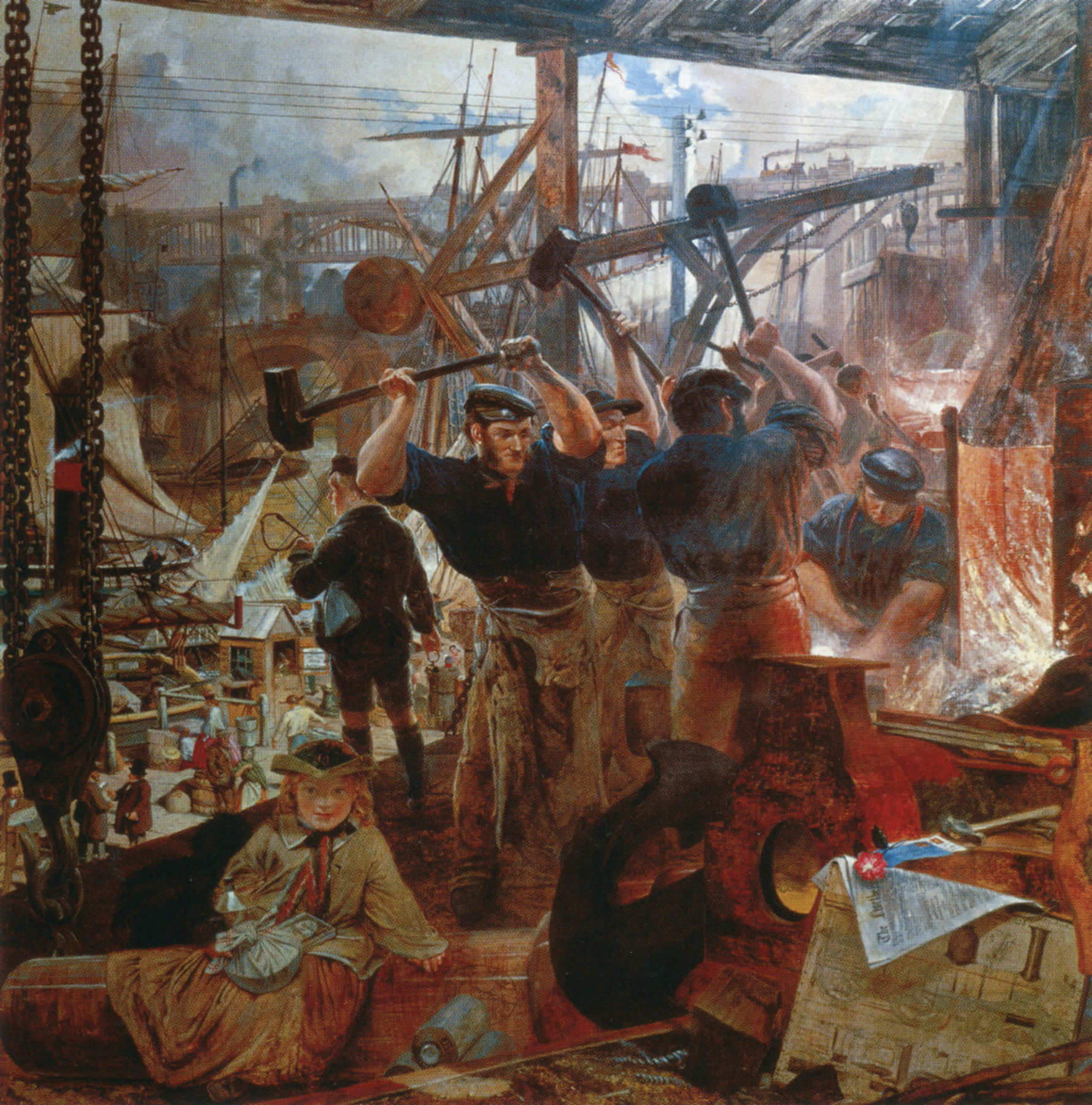
لوحة «الفحم والحديد» لوليام بيل سكوت, 1855–1860

ربما سمح التحرير الأكبر للتجارة من قاعدة تجارية كبيرة لبريطانيا بإنتاج واستخدام التطورات العلمية والتكنولوجية الناشئة بشكل أكثر فاعلية من البلدان ذات الأنظمة الملكية الأقوى، مثل الصين وروسيا. فقد خرجت بريطانيا من الحروب النابليونية باعتبارها الدولة الأوروبية الوحيدة التي لم يدمرها النهب المالي أو الانهيار الاقتصادي، ولديها أسطول تجاري لجميع الأحجام مفيدة (دمرت البحرية الملكية البريطانية الأساطيل التجارية الأوروبية الأخرى خلال الحرب). كما ضمنت الصناعات المنزلية الواسعة للتصدير في بريطانيا أن الأسواق كانت متاحة بالفعل للعديد من الأشكال المبكرة للسلع المصنعة. أدى الصراع إلى شن معظم الحروب البريطانية في الخارج، مما قلل من الآثار المدمرة للغزو الإقليمي الذي أثر على معظم أوروبا. وقد ساعد على ذلك الموقع الجغرافي لبريطانيا - جزيرة منفصلة عن بقية أوروبا القارية.
نظرية أخرى لنجاح الثورة الصناعية في بريطانيا هو بسبب توفر الموارد الرئيسية التي كانت تمتلكها. فعدد سكانها كثيفًا مقارنة لحجمها الجغرافي الصغير. لقد أتاح إحاطة الأراضي المشتركة والثورة الزراعية ذات الصلة توفير هذه العمالة بسهولة. كانت هناك أيضًا مصادفة محلية للموارد الطبيعية في شمال إنجلترا والميدلاند الإنجليزية وجنوب ويلز والأراضي المنخفضة الاسكتلندية. أدت الإمدادات المحلية من الفحم والحديد والرصاص والنحاس والقصدير والحجر الجيري والطاقة المائية إلى ظروف ممتازة لتطوير الصناعة وتوسيعها. كما أن الظروف الجوية الرطبة المعتدلة في شمال غرب إنجلترا وفرت ظروفًا مثالية لغزل القطن، مما وفر نقطة انطلاق طبيعية لولادة صناعة المنسوجات.
يمكن القول أيضًا إن الوضع السياسي المستقر في بريطانيا منذ حوالي 1688 بعد الثورة المجيدة وتقبل المجتمع البريطاني الأكبر للتغيير (مقارنة بالدول الأوروبية الأخرى) من العوامل المؤيدة للثورة الصناعية. تم القضاء على مقاومة الفلاحين للتصنيع إلى حد كبير من قبل حركة التسييج، وطوّرت الطبقات العليا من أصحاب الأرض مصالح تجارية جعلتهم روادًا في إزالة العوائق أمام نمو الرأسمالية.
كتب الفيلسوف الفرنسي فولتير عن الرأسمالية والتسامح الديني في كتابه عن المجتمع الإنجليزي، رسائل حول اللغة الإنجليزية (1733)، مشيرًا إلى سبب ازدهار إنجلترا في ذلك الوقت مقارنة بجيرانها الأوروبيين الأقل تسامحًا من الناحية الدينية. «خذ نظرة على رويال إكستشينج ، لندن وهو مكان أكثر احترامًا من العديد من محاكم العدل، حيث يجتمع ممثلو جميع الأمم لمنفعة البشرية. وهناك يتعامل اليهودي والمحمدي [المسلم] والمسيحي معًا، كأنهم جميعًا يعتنقون نفس الدين ولا يطلقون اسم الكافر إلا على المفلسين. هناك يثق المشيخي في قائل بتجديدية العماد، ويعتمد رجل الكنيسة على كلمة الكويكر. إذا كان هناك دين واحد مسموح به في إنجلترا فقط فإن الحكومة ربما تصبح متعسفة؛ إذا كان هناك اثنان فقط فسيقطع الناس حناجر بعضهم البعض؛ لكن نظرًا لوجود مثل هذا العدد، فإنهم جميعًا يعيشون سعداء وبسلام».
نما عدد سكان بريطانيا بنسبة 280٪ بين 1550 و 1820، بينما نما باقي سكان أوروبا الغربية بنسبة 50-80٪. سبعون بالمائة من التحضر الأوروبي جرى في بريطانيا 1750–1800. وفي سنة 1800 كانت هولندا هي الوحيدة الأكثر تحضرًا من بريطانيا. وذلك بسبب أن الفحم الحجري وفحم الكوك والقطن المستورد والطوب والأردواز قد حلوا محل الخشب والفحم النباتي والكتان والخث والقش. هذا الأخير يتنافس مع الأرض المزروعة لإطعام الناس بينما لا تتنافس المواد التعدين. ومع ذلك تم استزراع المزيد من الأراضي عندما حلت الأسمدة الكيماوية محل السماد الطبيعي وأصبح عمل الخيول ميكانيكيًا، إذ يحتاج إلى 1.2 إلى 2.0 ها (3 إلى 5 أكر) لإنتاج الأعلاف، بينما تنتج المحركات البخارية الأولى أربعة أضعاف تلك الطاقة الميكانيكية.
في 1700 كان خمسة أسداس الفحم المستخرج من جميع أنحاء العالم في بريطانيا، بينما لم يكن لدى هولندا أي شيء؛ لذلك على الرغم من امتلاكها أفضل وسائل النقل في أوروبا وأقل الضرائب، ومعظم سكانها متمدنيين وذوي الأجور الجيدة ومتعلمين، إلا أنها فشلت في التصنيع. وهي الدولة الأوروبية الوحيدة التي تقلصت مدنها وعدد سكانها في القرن الثامن عشر. وفي عقد 1830 أصبح مواقع الأنهار مع الفحم مناسبة للمصانع في بريطانيا. بناءً على العلم والتجارب من القارة تم تطوير المحرك البخاري لضخ المياه الجوفية من المناجم فقط، حيث الكثير من الفحم في بريطانيا هو ما دون منسوب المياه الجوفية. على الرغم من عدم كفاءتها الشديدة، إلا أنها كانت اقتصادية لأنها استخدمت فحم المنجم ذاته. ثم طورت سكك الحديد لنقل الفحم والذي هو قطاع اقتصادي مهم في بريطانيا.
ذكر المؤرخ الاقتصادي روبرت ألين أن الأجور المرتفعة ورأس المال الرخيص والطاقة الرخيصة جدًا في بريطانيا جعلت منها المكان المثالي لحدوث الثورة الصناعية، وجعلت أيضا الاستثمار في البحث والتطوير أكثر ربحية، واستخدام التكنولوجيا في بريطانيا أكثر منه من المجتمعات الأخرى. ومع ذلك أظهرت دراستان في 2018 في «The Economic History Review» أن الأجور لم تكن مرتفعة خصوصا في قطاعي الغزل والبناء، مما يلقي بظلال من الشك على تفسير ألن.

### نقل المعرفة

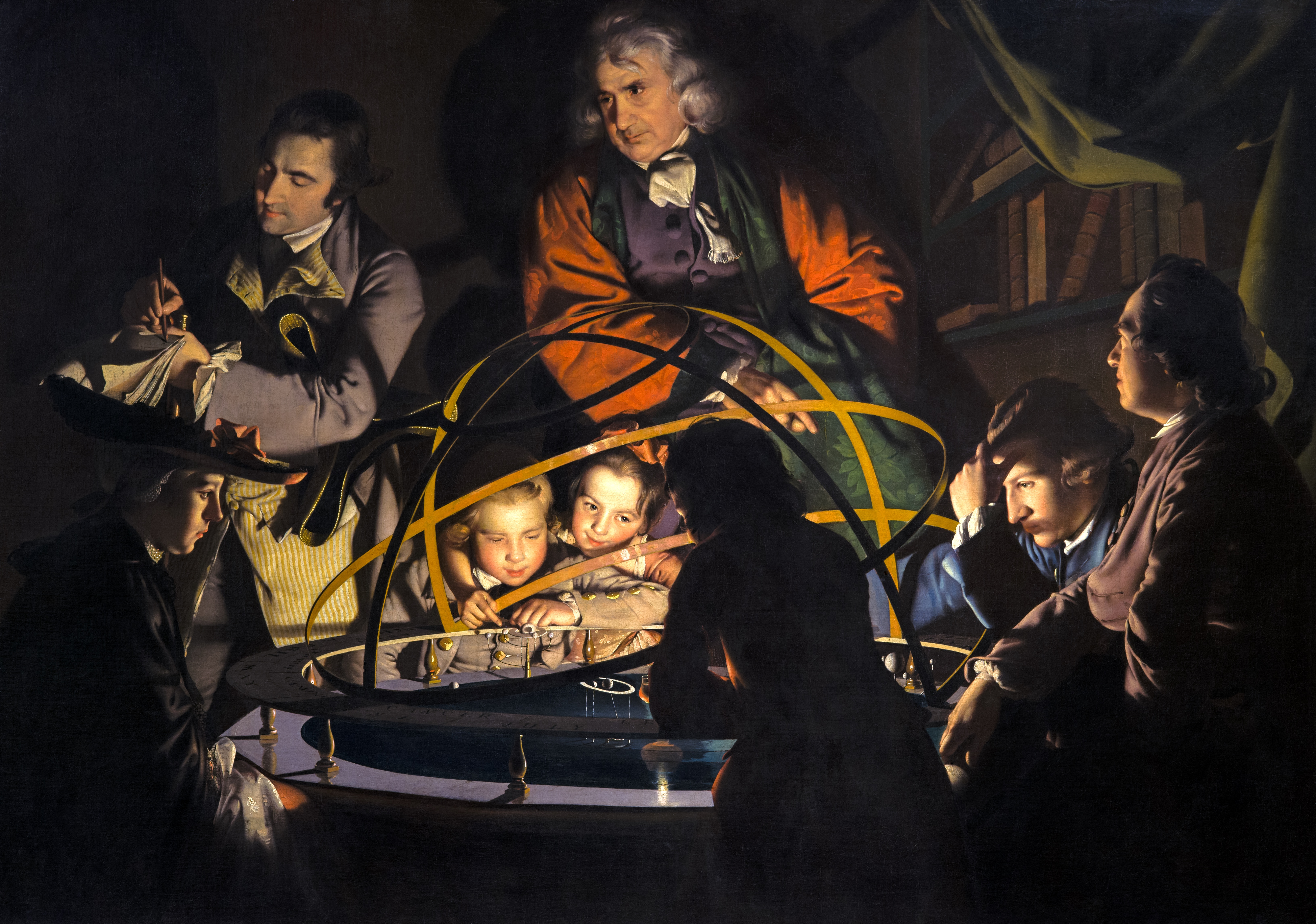
فيلسوف يُحاضر عن مجسم للمجموعة الشمسية (حوالي 1766). تنشر الجمعيات الفلسفية غير الرسمية التقدم العلمي.

انتشر نقل المعلومات عن الاختراعات بعدة طرق. منها انتقال العمال المدربين على تلك التقنية إلى صاحب عمل آخر أو قد تسرق المعلومات بطرق غير مشروعة. كانت إحدى الطرق الشائعة أن يقوم شخص ما بجولة دراسية، وجمع المعلومات ما استطاع ذلك. فخلال حقبة الثورة الصناعية والقرن الذي سبقه، انخرطت جميع الدول الأوروبية وأمريكا في مثل تلك الجولات؛ حتى أن بعض الدول مثل السويد وفرنسا قامت بتدريب موظفي الخدمة المدنية أو الفنيين على توليها كسياسة للدولة. في بلدان أخرى مثل بريطانيا وأمريكا فقد نفذت تلك الممارسة الشركات المصنعة الفردية التي تتوق إلى تحسين أساليبها الخاصة. كانت الجولات الدراسية شائعة في ذلك الوقت كما هو الحال الآن، وكذلك الاحتفاظ بمذكرات السفر. تعد السجلات التي قام بها الصناعيون والفنيون في تلك الفترة مصدرًا لا يضاهى للمعلومات حول أساليبهم.
وهناك وسيلة أخرى لنشر الاختراعات من خلال شبكة الجمعيات الفلسفية غير الرسمية، مثل الجمعية القمرية في برمنغهام، حيث التقى الأعضاء لمناقشة «الفلسفة الطبيعية» (أي العلوم) وغالبًا ما يتم تطبيقها على التصنيع. ازدهر المجتمع القمري في الفترة 1765 - 1809. نشرت جمعيات أخرى مشابهة مجلدات عن الإجراءات والمعاملات. على سبيل المثال نشرت الجمعية الملكية للفنون ومقرها لندن مجلدًا مصورًا للاختراعات الجديدة بالإضافة إلى المستجد حولها في معاملاتها السنوية.
وهناك منشورات للتكنولوجيا والموسوعات مثل معجم هاريس تكنيكوم (1704) وموسوعة سيكلوبيديا (Cyclopaedia) لأبراهام ريس (1802-1819) وتحوي على الكثير من المعلومات القيمة. واحتوت سيكلوبيديا على قدر هائل من المعلومات حول العلم والتكنولوجيا في النصف الأول من الثورة الصناعية، وموضحة بالنقوش الدقيقة. تشرح المصادر المطبوعة الأجنبية مثل Descriptions des Arts et Métiers وإنسيكلوبيدي لدنيس ديدرو الأساليب الأجنبية بلوحات مرسومة جيدًا.
بدأت المنشورات الدورية حول التصنيع والتكنولوجيا في الظهور في العقد الأخير من القرن الثامن عشر، وتحوي العديد منها إشعارًا منتظمًا بأحدث براءات الاختراع. نشرت الدوريات الأجنبية مثل Annales des Mines ، روايات عن رحلات قام بها مهندسون فرنسيون راقبوا الأساليب البريطانية في جولاتهم الدراسية.

#### أخلاق العمل البروتستانتية
نظرية أخرى هي أن التقدم البريطاني كان بسبب وجود فئة من رواد الأعمال الذين يؤمنون بالتقدم والتكنولوجيا والعمل الجاد. غالبًا ما يرتبط وجود هذه الطبقة بأخلاق العمل البروتستانتية (انظر ماكس فيبر) والوضع الخاص للمعمدانيين والطوائف البروتستانتية المعارضة، مثل الكويكرز والمشيخيين الذين ازدهروا مع الحرب الأهلية الإنجليزية. وكذلك تعزيز الثقة في حكم القانون، الذي أتى بعد إنشاء النموذج الأولي للملكية الدستورية في بريطانيا بعد الثورة المجيدة سنة 1688 وظهور سوق مالي مستقر هناك على أساس إدارة بنك إنجلترا للدين القومي، ساهم في القدرة على الاستثمار المالي الخاص في المشاريع الصناعية والاهتمام به.
وجد المنشقون أنفسهم ممنوعين أو محبطين من جميع المناصب العامة تقريبًا، فضلاً عن التعليم في الجامعتين الوحيدتين في إنجلترا في ذلك الوقت (على الرغم من أن المعارضين كانوا لا يزالون أحرارًا للدراسة في جامعات اسكتلندا الأربع). عندما تمت استعادة النظام الملكي وأصبحت العضوية في الكنيسة الأنجليكانية الرسمية إلزامية بسبب مرسوم الاختبار، وبالتالي أصبحوا نشطين في الأعمال المصرفية والتصنيع والتعليم. وكان التوحيديون على وجه الخصوص منخرطين بقوة في التعليم من خلال إدارة الأكاديميات المنشقة، حيث على عكس جامعات أكسفورد وكامبريدج والمدارس مثل إيتون وهارو، تم إيلاء الكثير من الاهتمام للرياضيات والعلوم - مجالات المنح الدراسية الحيوية لتطوير تقنيات التصنيع.
يعتبر المؤرخون أحيانًا أن هذا العامل الاجتماعي مهم للغاية، إلى جانب طبيعة الاقتصادات الوطنية المعنية. في حين تم استبعاد أعضاء هذه الطوائف من دوائر معينة من الحكومة، ومن العديد من الطبقة الوسطى مثل الممولين التقليديين أو رجال الأعمال الآخرين. بالنظر إلى هذا التسامح النسبي وتزويد رأس المال، فإن المنفذ الطبيعي للأعضاء الأكثر ميلًا إلى المغامرة في هذه الطوائف سيكون البحث عن فرص جديدة في التقنيات التي تم إنشاؤها في أعقاب الثورة العلمية في القرن السابع عشر.

## الانتقادات
تعرضت الثورة الصناعية لانتقادات لأنها سببت بالانهيار البيئي الكامل، مما تسبب في بالاضطرابات النفسية والتلوث وأنظمة غير طبيعية للإدارة من أجل البشرية. فمنذ بداية الثورة الصناعية انتقدها الناس بالقول إن الثورة الصناعية حولت البشرية والطبيعة إلى عبيد ودمرت العالم. كما تم انتقادها من خلال تقييم الأرباح ونمو الشركات على مدى الحياة والرفاهية، وقد نشأت حركات متعددة فلسفيًا ضد الثورة الصناعية وتشمل مجموعات مثل الأميش والبدائية.

### الفردية الإنسانية والظروف القاسية
ينتقد أنصار الإنسانية والفردانية الثورة الصناعية لتحويلها البشر إلى عبيد الصناعة، وأنهم يفتقرون إلى الاستقلالية في عالم الصناعة الحديث. ويقول المنتقدون أن البشرية خضعت دائمًا لسيطرة التكنولوجيا وأنها تديرهم مثل أوامر الكمبيوتر، وأن التصنيع يدمر كل حرية فردية.

### التلوث والانهيار البيئي

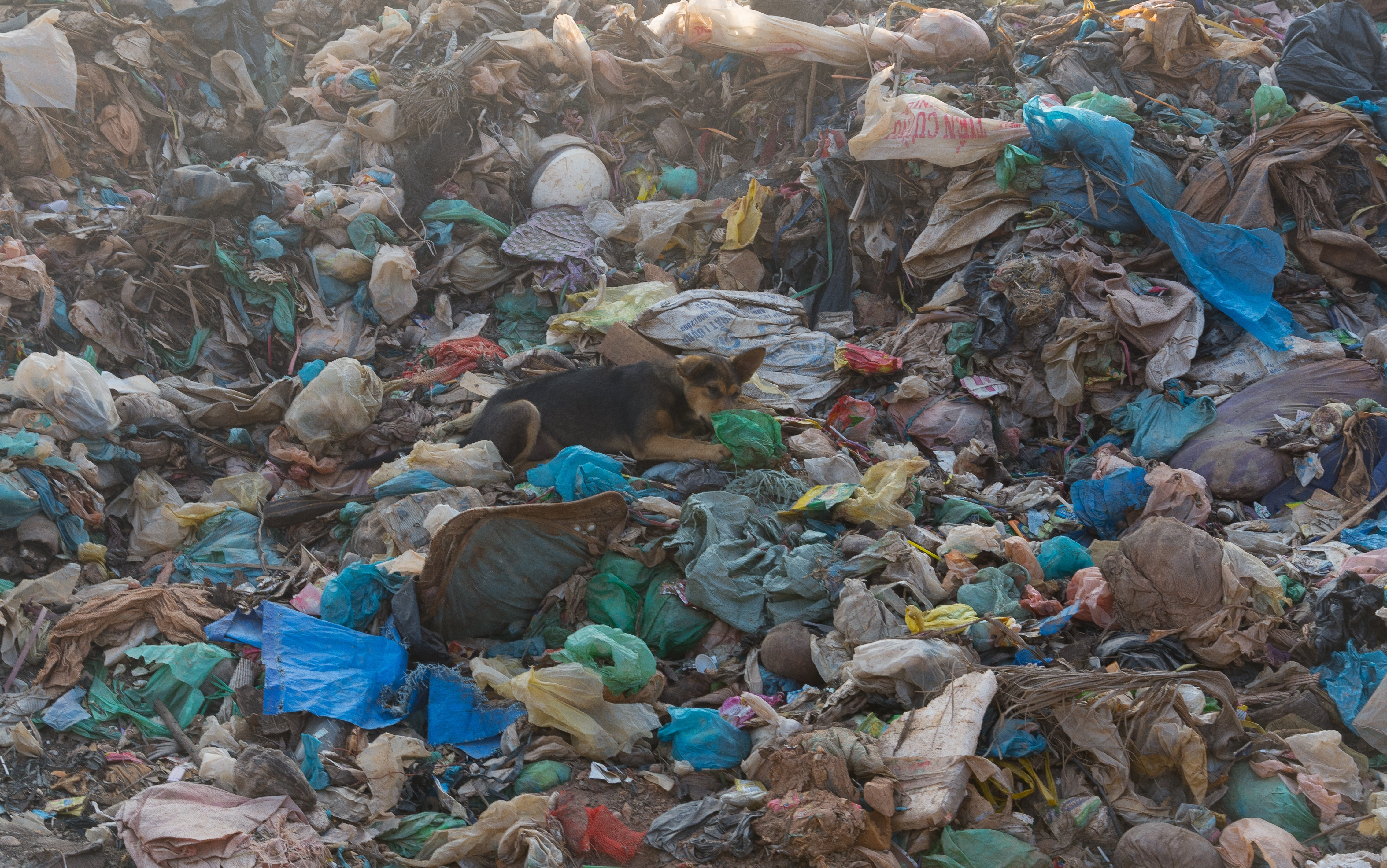
كلب أُجبر على أكل القمامة بسبب التلوث، أجبرت الثورة الصناعية الحيوانات على العيش في بيئات قاسية لا يستطيع معظمها الاستمرار على قيد الحياة، مما سيؤدي إلى المجاعة والانقراض.

تم وصم الثورة الصناعية بأنها ستؤدي إلى تدمير هائل للبيئة والموئل الطبيعي للكائنات، وتشير بعض الدراسات إلى أن أكثر من 95٪ من الأنواع قد انقرضت منذ أن أصبحت البشرية هي الأنواع المهيمنة على الأرض. كما أدى إلى انخفاض هائل في التنوع البيولوجي للحياة على الأرض. تم اعتبار الثورة الصناعية غير مستدامة بطبيعتها وستؤدي في نهاية المطاف إلى انهيار المجتمعات والجوع الجماعي والمجاعة وندرة الموارد.

#### الأنثروبوسين
الأنثروبوسين هي حقبة مقترحة أو انقراض جماعي قادم من البشرية (الأنثرو هو الجذر اليوناني للبشرية). فمنذ بداية الثورة الصناعية غيرت البشرية الأرض باستمرار، مثل الانخفاض الهائل في التنوع البيولوجي، والانقراض الجماعي الناجم عن تلك الثورة. تشمل الآثار تغييرات دائمة في الغلاف الجوي للأرض والتربة والغابات والدمار الشامل من الثورة الصناعية أدى إلى آثار كارثية على الأرض. معظم الكائنات الحية غير قادرة على التكيف مما أدى إلى الانقراض الجماعي مع ما تبقى من الإنقاذ التطوري.
التغييرات الدائمة في توزيع الكائنات الحية من تأثير الإنسان ستصبح قابلة للتحديد في السجل الجيولوجي. لقد وثق الباحثون حركة العديد من الأنواع إلى مناطق كانت في السابق شديدة البرودة بالنسبة لها، غالبًا بمعدلات أسرع مما كان متوقعًا في البداية. وقد حدث هذا جزئيًا نتيجة لتغير المناخ، ولكن أيضًا استجابة للزراعة وصيد الأسماك، وللدخول العرضي لأنواع غير محلية إلى مناطق جديدة من خلال السفر العالمي. قد يكون النظام البيئي للبحر الأسود بأكمله قد تغير خلال 2000 سنة الماضية نتيجة لمدخلات المغذيات والسيليكا من تآكل الأراضي التي أزيلت الغابات على طول نهر الدانوب.

## وصلات خارجية
- الثورة الصناعية على مشروع الدليل المفتوح